# Basilica di San Magno
La basilica di San Magno è il principale luogo di culto cattolico di Legnano. Intitolata a Magno di Milano, arcivescovo ambrosiano dal 518 al 530, e costruita con uno stile architettonico rinascimentale lombardo di scuola bramantesca, è stata edificata dal 1504 al 1513. Si può ragionevolmente ritenere che il progetto della basilica sia stato realizzato sulla base di un disegno tracciato personalmente da Donato Bramante. Il suo campanile è stato costruito in seguito, dal 1752 al 1791. Il 19 marzo 1950 papa Pio XII ha elevato l'edificio sacro legnanese a basilica romana minore.
L'interno della chiesa è arricchito da varie opere d'arte, che sono state realizzate nei secoli mantenendo lo stile cinquecentesco lombardo — con influenze quattrocentesche — delle prime produzioni artistiche. Le decorazioni più importanti conservate nella basilica sono gli affreschi della volta principale, che sono opera di Gian Giacomo Lampugnani, i resti delle pitture cinquecentesche della cappella di San Pietro Martire, che sono state realizzate da Evangelista Luini, figlio di Bernardino, gli affreschi delle pareti e della volta della cappella maggiore, che sono stati dipinti da Bernardino Lanino, e una pala d'altare del Giampietrino. Su tutte queste opere artistiche svetta, per la sua rilevanza, un polittico di Bernardino Luini, considerato unanimemente dagli storici dell'arte come uno dei capolavori dell'artista lombardo, se non la sua opera migliore.

## Storia

### Il luogo di edificazione

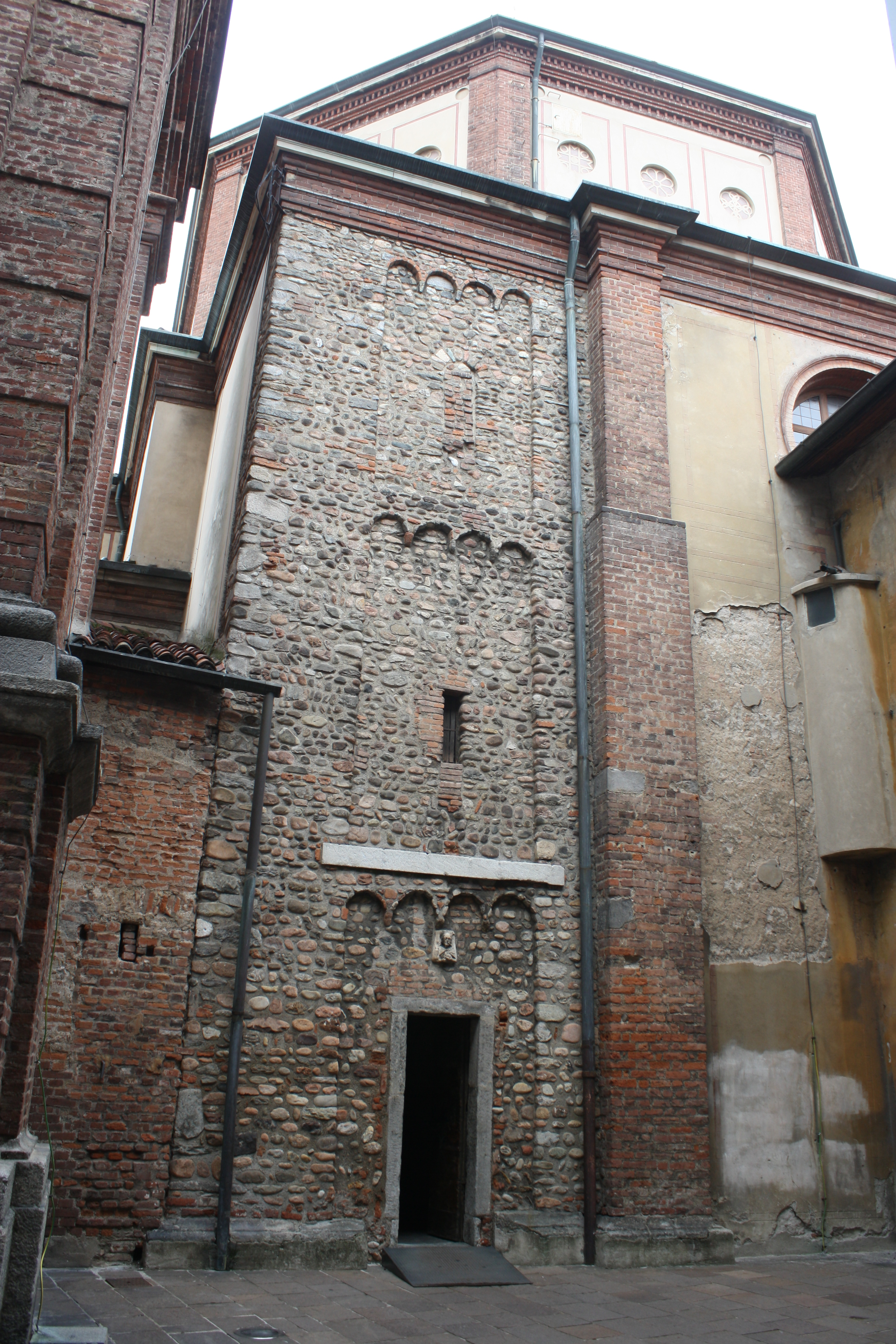
I resti del campanile romanico dell'antica chiesa di San Salvatore

Prima della basilica di San Magno la principale chiesa di Legnano era la chiesa parrocchiale di San Salvatore, la cui costruzione risalirebbe, secondo alcuni studi, al X oppure all'XI secolo. Già nel XV secolo la chiesa di San Salvatore, che aveva uno stile romanico lombardo, era minata da problemi di stabilità che erano originati dalla vetustà delle strutture e dalle infiltrazioni dell'acqua dell'Olonella che scorreva poco distante. A peggiorare la situazione c'erano anche le frequenti inondazioni del fiume.
La chiesa di San Salvatore crollò parzialmente alla fine del XV secolo e quindi i legnanesi ottennero dall'arcivescovo di Milano e da Ludovico il Moro, Duca di Milano, il permesso di demolire i resti del vecchio tempio e di costruire sullo stesso luogo una nuova chiesa. Dato che l'aspetto generale della chiesa di San Salvatore era piuttosto sobrio, i legnanesi del XVI secolo decisero di edificare un tempio che fosse più sontuoso del precedente
I potenziali danni alla struttura che potevano essere causati dalle infiltrazioni d'acqua, problemi già vissuti dai legnanesi per il primigenio edificio religioso a cui facevano riferimento, testimoniano il coraggio e le capacità tecniche dell'architetto progettista della basilica che decise, nonostante i rischi, di realizzare la chiesa di San Magno sullo stesso luogo dove sorgeva l'antico tempio di San Salvatore, ovvero a ovest dell'alveo dell'Olonella, poco lontano dal corso d'acqua principale.
Per quanto riguarda lo spazio a ovest della basilica, fin dal Medioevo, in corrispondenza della moderna piazza San Magno, era situato il cimitero principale di Legnano, che fu utilizzato per secoli per seppellire le salme della gente comune e che venne in seguito completato da una stanza sotterranea. I nobili, infatti, inumavano i propri defunti all'interno delle chiese, mentre le salme del popolo venivano seppellite nei pressi dei templi: in particolare, le salme e le ossa inumate nella basilica di San Magno vennero rimosse alla fine del XVIII secolo. A proposito dei cimiteri annessi alle chiese, Carlo Borromeo, nella sua opera De fabrica Ecclesiae, scrisse:
(Carlo Borromeo in De fabrica Ecclesiae)
Mentre sulle note descrittive relative alla visita pastorale effettuata a Legnano dal cardinal Giuseppe Pozzobenelli nel 1761, in riferimento al cimitero legnanese, è riportato che:
(Stralcio delle note relative alla visita pastorale del 1761 del cardinal Giuseppe Pozzobenelli)
In particolare, le colonnine divisorie citate nello stralcio della relazione del cardinal Pozzobenelli servivano a consentire l'accesso alla basilica, il cui ingresso fu spostato nel 1610 proprio a ovest, verso il cimitero. Questo camposanto era conosciuto come "il foppone" e venne utilizzato fino al 1808, quando una disposizione del governo napoleonico obbligò le amministrazioni comunali a spostare i campisanti fuori dai centri abitati.

### La costruzione

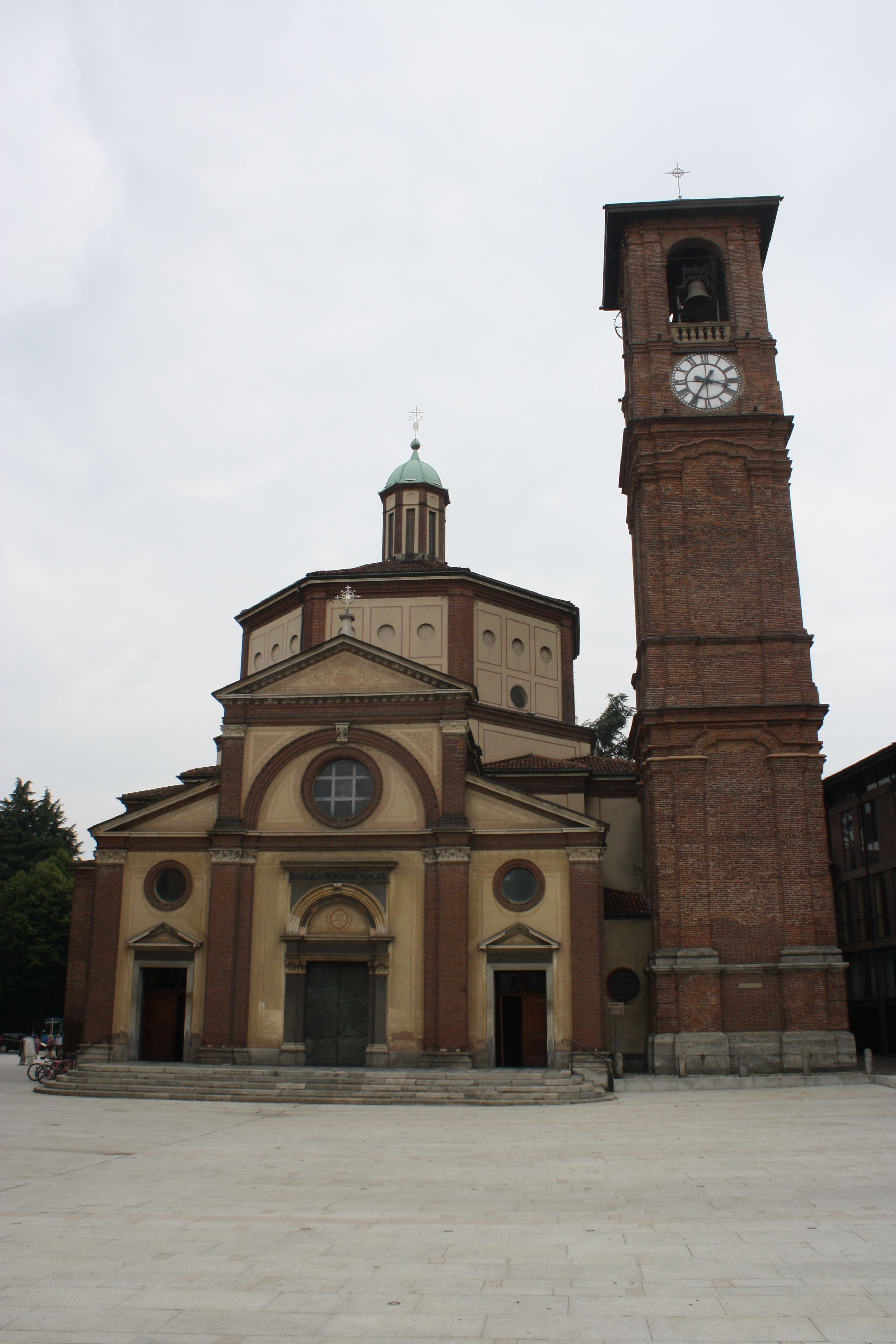
La basilica di San Magno e il suo campanile

Il contributo maggiore ai fondi necessari per realizzare l'opera fu dato dalle famiglie Lampugnani e Vismara, che all'epoca erano i due più importanti casati nobiliari di Legnano nonché i più antichi. La prima pietra fu posata il 4 maggio 1504, mentre l'edificazione si concluse il 6 giugno 1513 con il completamento delle opere murarie. Poco dopo iniziarono i lavori di decorazione degli interni con la realizzazione degli affreschi di Gian Giacomo Lampugnani, che dipinse la volta della cupola principale. Uno scritto del 1650 di Agostino Pozzo, prevosto di San Magno dal 1628 al 1653, che fa parte dell'opera Storia delle chiese di Legnano, volume formato da 92 fogli e rilegato a pergamena, a proposito della costruzione della basilica, riporta che:
(Agostino Pozzo in Storia delle chiese di Legnano, anno 1650)
Nel 1510 furono fuse le prime due campane della basilica: il 10 aprile quella da 50 rubbi, mentre il 24 maggio la campana da 80 rubbi. Il 10 dicembre 1511 Legnano venne incendiata e saccheggiata dalle truppe svizzere, che facevano parte della Lega Santa e che erano scese in Italia per combattere la Francia di re Luigi XII: questo evento bellico, che è quello citato da Agostino Pozzo nel precedente stralcio della Storia delle chiese di Legnano, coinvolse anche la basilica di San Magno, che venne parzialmente danneggiata dall'incendio: quest'ultimo, in particolare, interessò i ponteggi installati per la sua costruzione.
Dal 1516 al 1523 ci fu una sospensione dei lavori che venne causata da una possibile carenza di fondi, oppure dalla mancata comunicazione, da parte del Bramante, delle modalità di decorazione degli interni: il grande artista urbinate si spense infatti a Roma nel 1514, quindi due anni prima della ripresa dei lavori. Per quanto riguarda l'ipotesi che si allaccia alla mancanza di denaro, era sicuramente venuta meno la gran parte delle donazioni delle famiglie nobiliari che soggiornavano, anche periodicamente, a Legnano: queste ultime, che erano originarie di Milano, si trovavano in grande difficoltà economica a causa dell'invasione dell'esercito francese, che scacciò gli Sforza dal Ducato di Milano nel 1499.

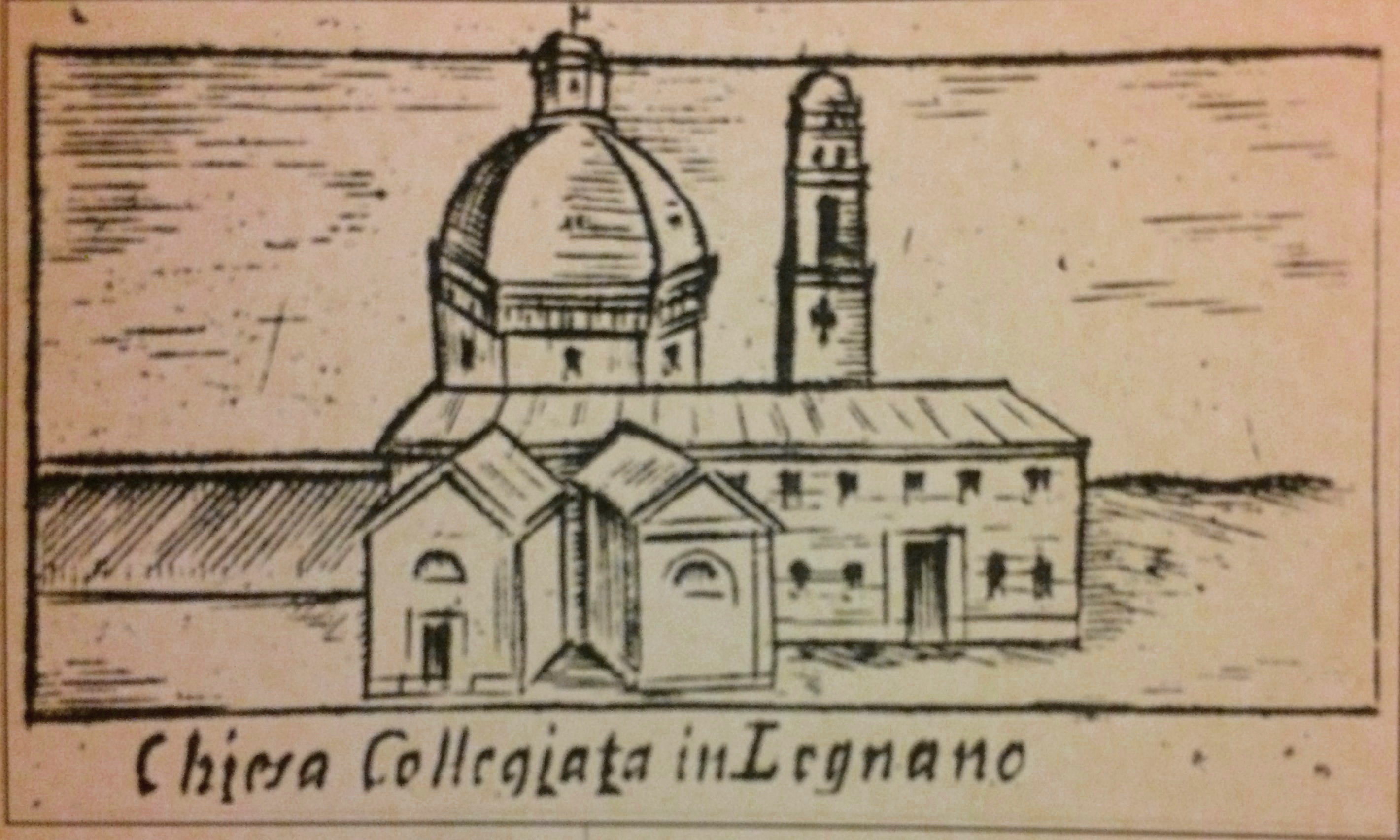
Acquaforte del 1676 raffigurante la basilica di San Magno, qui chiamata "collegiata di Legnano"

Questo ribaltamento politico portò a uno sconvolgimento anche a livello amministrativo, ambiente frequentato dai nobili milanesi che soggiornavano periodicamente a Legnano. Come conseguenza, Legnano subì un cospicuo impoverimento, che era causato dal sopraggiunto disinteresse dei nobili milanesi nei confronti delle loro proprietà possedute nel borgo legnanese: gli aristocratici milanesi erano ora impegnati a difendere i propri affari a Milano.
A questo si aggiunse la costante diminuzione dell'interesse dell'arcivescovo di Milano su Legnano, da cui conseguì anche il progressivo ritiro degli ordini monastici dai conventi legnanesi: ciò era conseguenza della sempre minore importanza strategica di Legnano, che era causata dalla perdita, da parte del Seprio, del suo atteggiamento ribelle nei confronti di Milano, tale per cui la presenza di truppe fisse nel borgo legnanese, che si trovava proprio ai confini del contado milanese, non era più giustificata.
I progetti originali della basilica sono andati perduti e quindi non esistono documenti su cui è riportata la firma del suo architetto: il nome del Bramante compare infatti solamente su testimonianze redatte in epoche successive. I lavori di edificazione furono poi materialmente eseguiti sotto la supervisione dell'artista più importante - sia per esperienza che per sensibilità artistica - della Legnano dell'epoca, Gian Giacomo Lampugnani, oltre che materialmente seguiti da un capomastro dal nome sconosciuto. Gian Giacomo era un lontano parente di Oldrado II Lampugnani, il condottiero protagonista della Legnano del XIII secolo che realizzò, tra l'altro, l'omonimo maniero e che completò la fortificazione del castello visconteo di Legnano. Nel 1515 Gian Giacomo Lampugnani affrescò anche la volta principale della basilica, che fu la prima decorazione realizzata nella chiesa legnanese. Del suo lavoro Agostino Pozzo, prevosto di Legnano, scrisse:
(Agostino Pozzo)
La basilica fu poi consacrata il 15 dicembre 1529 da Francesco Landino, vescovo ausiliare dell'arcidiocesi di Milano.

### Il XVII secolo

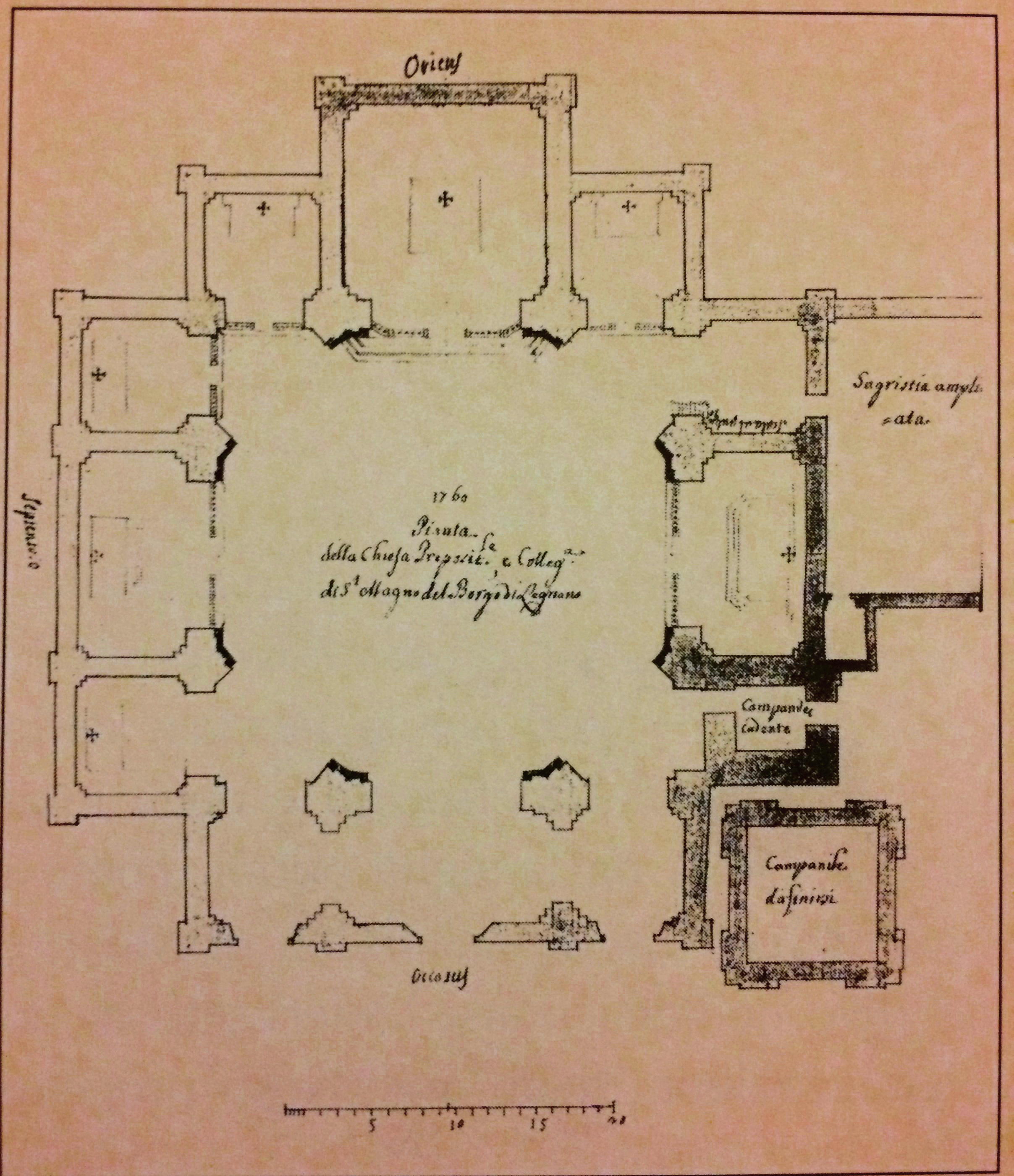
Pianta della basilica di San Magno risalente al 1761 e contenuta negli Atti della visita pastorale del card. Giuseppe Pozzobenelli

Fino al 1610 l'ingresso alla basilica era situato verso il moderno palazzo Malinverni e quindi, rispetto all'odierna entrata, era ruotato di 90° verso nord: poi fu spostato nella posizione attuale. In origine l'entrata principale era collocata in corrispondenza della cappella dell'Immacolata (chiamata anche "dell'Assunta"): quando venne spostato l'ingresso, la porta d'entrata venne murata e questo spazio venne trasformato da atrio a cappella. La seconda antica porta d'ingresso, che si trovava invece verso sud, in direzione delle case canonicali, nella moderna cappella del Santo Crocifisso, venne anch'essa murata nello stesso frangente. Furono quindi aperte due nuove entrate, ovvero le moderne porte laterali della facciata principale che danno verso piazza San Magno.
La moderna porta principale fu invece aperta successivamente, forse nel 1840, oppure in precedenza, come risulta da alcune note di archivio relative alla visita pastorale effettuata a Legnano dal cardinal Giuseppe Pozzobenelli nel 1761, in cui è presente una descrizione della basilica di San Magno dove sono citate, oltre che disegnate, le tre porte prospicienti la moderna piazza San Magno. Fu deciso di aprire la porta centrale perché i due ingressi laterali non consentivano al visitatore che entrava in basilica di trovarsi direttamente di fronte all'altare maggiore.
I lavori di spostamento delle entrate furono opera del Richini, già ingegnere delle fabbriche ecclesiastiche della Lombardia e futuro progettista della chiesa legnanese della Madonnina dei Ronchi, che modificò anche l'aspetto esterno della basilica eliminando le costolature in rilievo, aggiungendo lesene, timpani e architravi alle nuove porte d'ingresso, aprendo delle finestre barocche sulla cupola e costruendo la lanterna e il tiburio: tutti questi interventi diedero alla basilica, nel complesso, un aspetto più leggero. Fu probabilmente questa l'occasione in cui vennero persi i progetti originali della chiesa legnanese: l'altra congettura considera invece il già citato saccheggio del 1511. In riferimento allo spostamento degli ingressi effettuato dal Richini, il prevosto Agostino Pozzo scrisse:
(Agostino Pozzo in Storia delle chiese di Legnano, anno 1650)

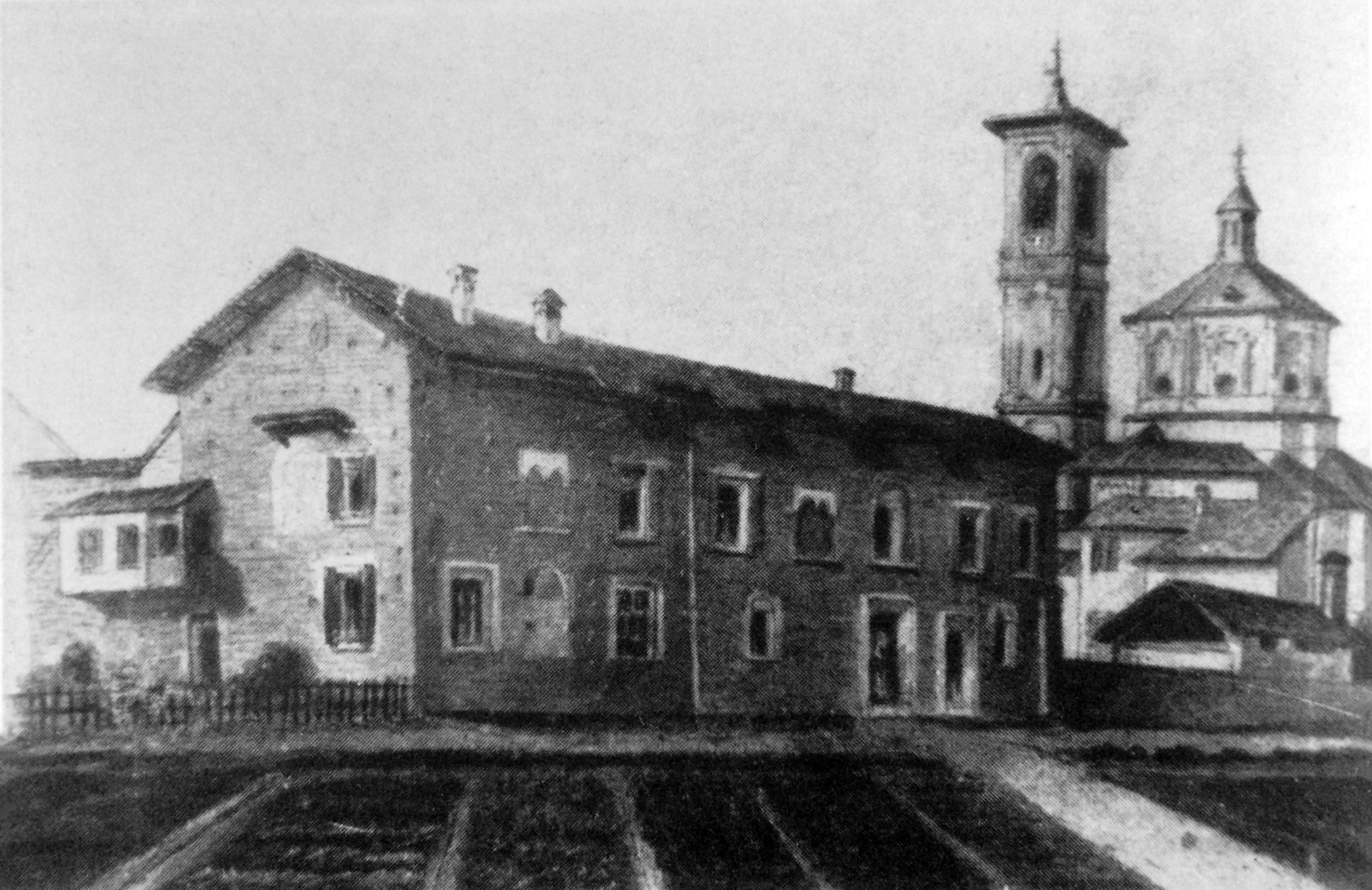
In primo piano l'antico palazzo Leone da Perego, fondato nel Medioevo, in un acquarello di Giuseppe Pirovano. Sullo sfondo, si riconosce la basilica di San Magno

L'originario orientamento nord-sud fu scelto per una questione urbanistica: a ovest era presente il foppone, ovvero il cimitero, mentre a est si trova l'Olona: venne quindi deciso di realizzare le porte verso gli altri due punti cardinali. La cappella maggiore, che ospita l'altare principale, venne realizzata invece a est per tradizione cristiana. Ciò fece sorgere un problema: chi entrava in basilica dall'antica porta situata a nord si trovava l'altare maggiore a sinistra e non di fronte; da questa contraddizione conseguì la decisione di ruotare gli ingressi di 90°, cioè verso est-ovest. Un'altra congettura ipotizza invece che, durante la prima parte della storia della basilica, quando gli ingressi erano in direzione nord-sud, l'altare maggiore fosse situato in un'altra cappella che era allineata con la porta d'entrata principale.
Il 20 agosto 1611 vennero consacrate dal cardinale Federico Borromeo due nuove campane, che erano state installate sul campanile il precedente 2 luglio. In riferimento a questo avvenimento, una nota di archivio recita:
(Nota dell'archivio parrocchiale)
Prima della fusione delle due campane Lazzaro Brusaterio, canonico di San Magno, compì un viaggio a Sion, città svizzera del Canton Vallese, con l'obiettivo di portare a Legnano un frammento di una campana divenuta sacra per via di un miracolo compiuto da San Teodulo, che si trovava lì custodito e che doveva essere aggiunto, secondo le intenzioni, alla gettata di fusione delle nuove campane della basilica legnanese. A tal proposito, Agostino Pozzo, prevosto di San Magno, scrisse:
(Nota d'archivio di Agostino Pozzo)

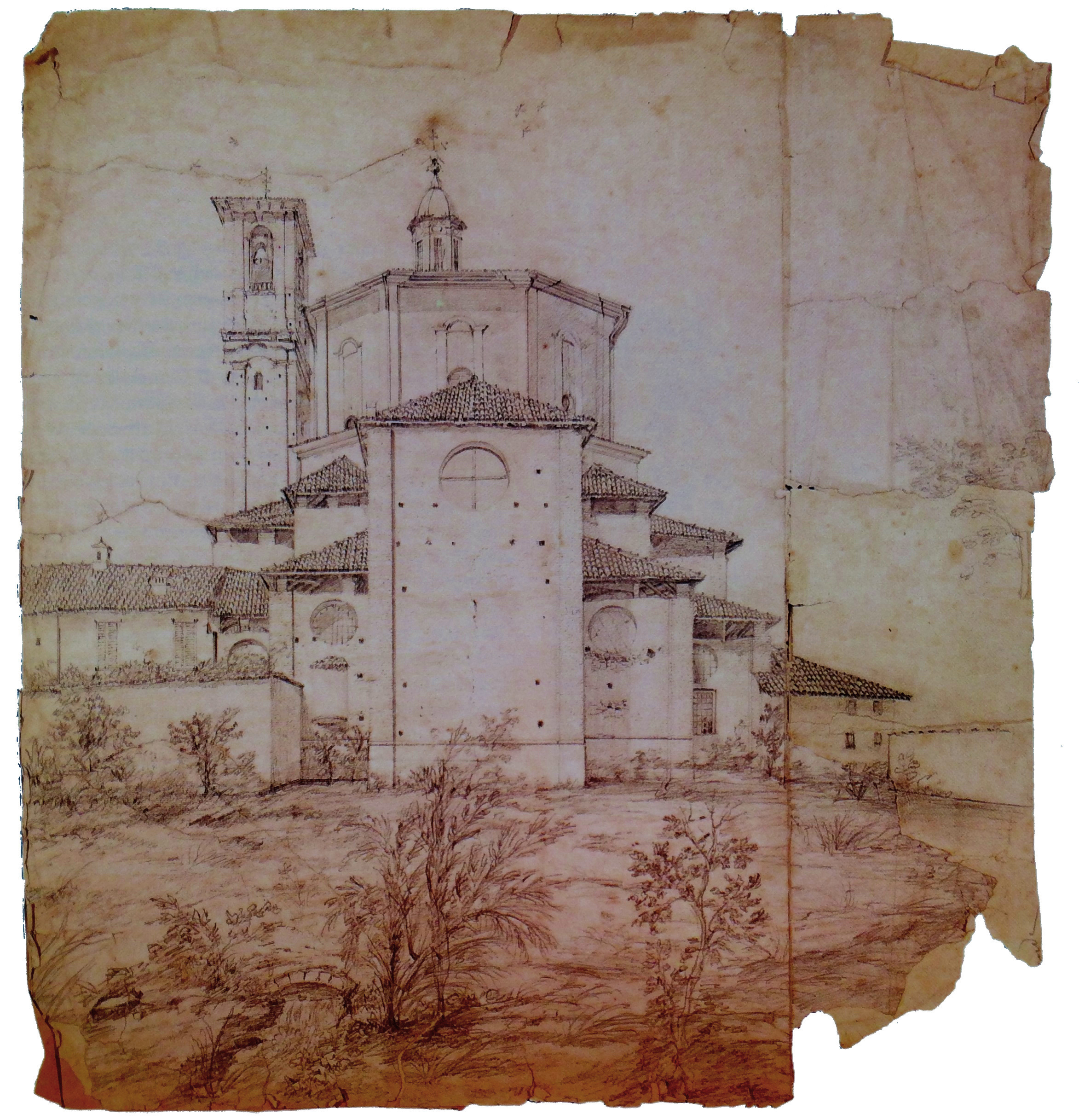
Disegno del 1860 raffigurante la basilica di San Magno, opera di Mosé Turri senior (1837-1903)

Il vescovo di Sion Adrian von Riedmatten diede al Brusaterio il frammento della campana sacra, che venne poi incluso nella gettata di fusione. Riedmatten, per testimoniare ufficialmente l'avvenimento, consegnò al Brusaterio una patente, che venne poi riportata da Agostino Pozzo negli archivi parrocchiali. Le campane iniziarono così a risuonare nei cieli di Legnano, spesso durante le perturbazioni atmosferiche più intense e pericolose, come la grandine e i fulmini. Di questa consuetudine che era comune all'epoca, Agostino Pozzo scrisse:
(Nota d'archivio di Agostino Pozzo)

### Il XIX e del XX secolo

In primo piano sulla destra, di fronte all'ingresso di palazzo Maliverni, l'Olonella prima dell'interramento. Sulla sinistra si riconosce la parte retrostante della basilica. L'immagine risale al 1919

Nel XVII e nel XVIII secolo la basilica di San Magno non fu oggetto di interventi degni di nota. Nel 1840 vennero eseguiti dei lavori di consolidamento della cupola e forse, come già accennato, fu realizzata la moderna porta d'ingresso principale: venne anche demolita la casa del sacrestano, che era situata verso il moderno palazzo Malinverni. Il 12 novembre 1850 una commissione creata dal governo austriaco su proposta del prevosto di San Magno, e formata dai pittori Francesco Hayez e Antonio de Antoni e dallo scultore Giovanni Servi, scrisse una relazione che aveva la finalità di compiere un sondaggio per valutare la possibilità di realizzare un restauro della basilica, ipotesi che poi non ebbe seguito. Nel 1888 fu organizzato un altro restauro, che non venne però approvato dalla Conservazione dei Monumenti per la Lombardia. Il primo restauro che andò in porto, resosi necessario per rimediare ai danni causati da un ciclone che colpì Legnano il 20 luglio 1910, fu poi eseguito dal 1911 al 1914.
Durante la risistemazione avvenuta dal 1911 al 1914 vennero realizzati degli importanti lavori che coinvolsero l'intera basilica, opere murarie comprese: nello specifico, per quanto riguarda queste ultime, vennero rifatti il tetto e la facciata con la chiusura delle murature sottotetto, e furono allungate di una campata le cappelle che danno verso piazza san Magno, rimuovendo le porte d'ingresso e le finestre realizzate dal Richini nel 1610. Eliminata l'antica facciata, vennero realizzate delle nuove porte d'ingresso che furono impreziosite, rispettivamente, da tre timpani. Da un punto di vista estetico, furono eliminate le aggiunte barocche del Richini, vennero tolte le cornici secentesche che impreziosivano le aperture circolari del tamburo e furono realizzate le lesenature sulla parte esterna della basilica, decorazioni che richiamano le forme e le linee dell'interno. Nell'occasione furono anche realizzati i graffiti della facciata e vennero sostituiti gli infissi delle finestre. Da un punto di vista estetico, queste modifiche effettuate sull'esterno della basilica non hanno raggiunto l'elevato livello artistico degli interni.
È di questi anni l'interramento dell'Olonella, che scorreva a est della basilica. Con la sua eliminazione è stata permessa una visuale della basilica quasi a 360°, con un cospicuo guadagno per l'osservatore, che può così meglio cogliere la struttura a pianta centrale dell'edificio: l'unica visuale che non è completamente fruibile è quello verso sud per la presenza, un tempo, delle canoniche cinquecentesche e poi del moderno centro parrocchiale di San Magno.
Nel 1909 fu invece edificata la nuova sacrestia. L'anno precedente la basilica perse cinque arazzi realizzati tra il 1550 e il 1560 e creati da una manifattura specializzata di Bruxelles che rappresentavano le Storie di Elia e Eliseo e che furono ceduti alle Civiche raccolte d'arte applicata del Castello Sforzesco di Milano, dove sono state poi esposti. La loro vendita fu decisa per finanziare i già citati lavori di ristrutturazione eseguiti dal 1911 al 1914.
La piazza di fronte alla basilica, intitolata in un primo momento a Umberto I di Savoia, re d'Italia dal 1878 al 1900, fu dedicata a san Magno dopo la seconda guerra mondiale. La basilica fu restaurata nuovamente dal 1963 al 1964: durante questi lavori venne rifatto il tetto e fu realizzata una seconda copertura sopra l'altare maggiore. Inoltre furono ristrutturati i resti del campanile romanico dell'antica chiesa di San Salvatore e vennero rifatti gli intonaci esterni a graffito.

## L'intitolazione e la denominazione

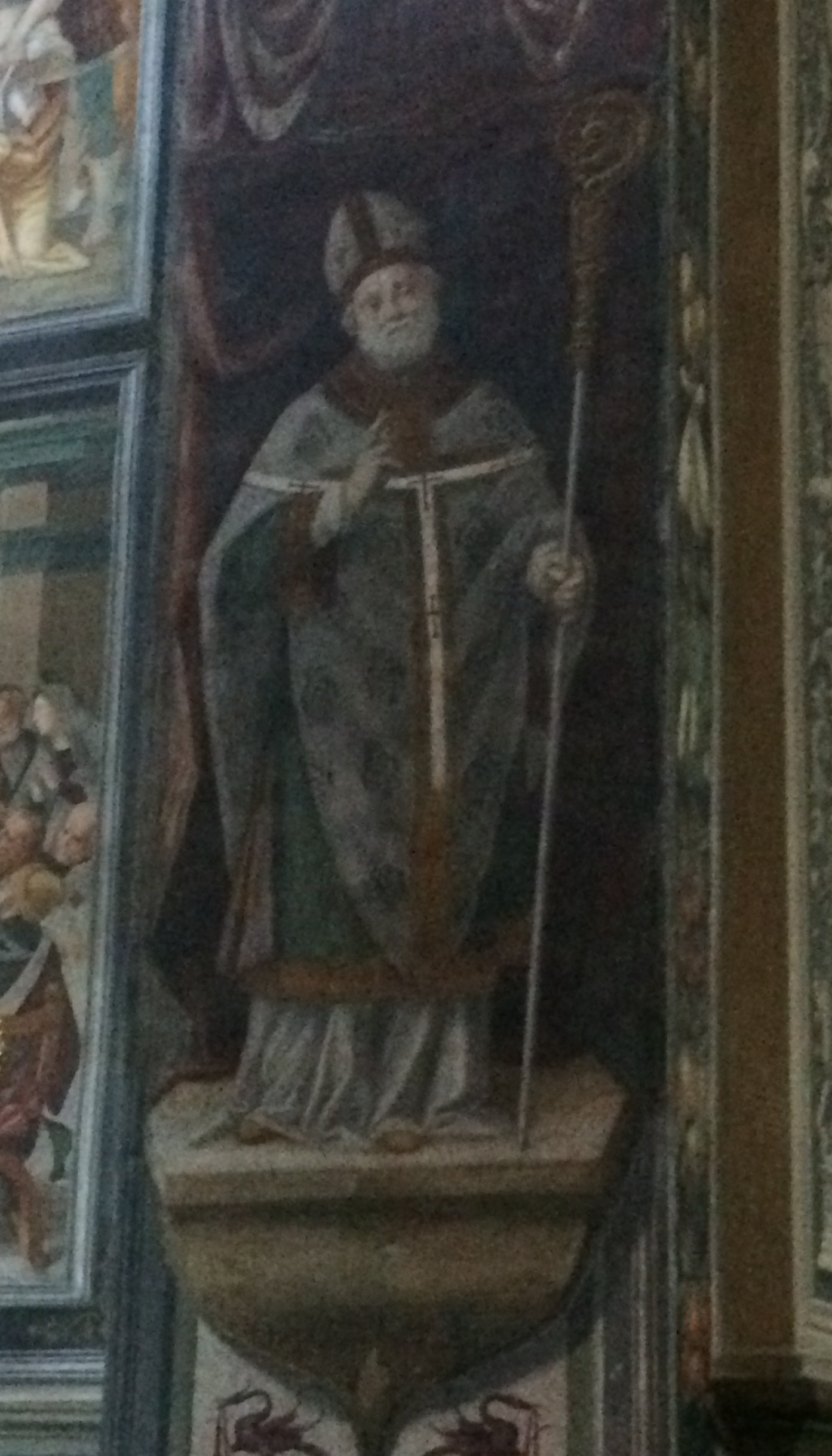
Magno di Milano, a cui è intitolata la chiesa legnanese, ritratto nella parte degli affreschi di Bernardino Lanino che si trova sulla colonna di destra della cappella maggiore

Un'ipotesi che spiega l'intitolazione della basilica a Magno di Milano si riallaccia ad alcuni avvenimenti accaduti qualche decennio dopo la caduta dell'Impero romano d'Occidente. Nel 523 l'imperatore bizantino Giustino I promulgò un editto contro gli ariani: come risposta il re degli Ostrogoti Teodorico, che era di fede ariana, iniziò a perseguitare i cattolici uccidendo e imprigionando anche personalità religiose di rilievo. Alla morte di Teodorico, sul trono degli Ostrogoti, si sedette il più tollerante Atalarico: grazie al nuovo re, e all'intercessione di Magno di Milano, arcivescovo meneghino poi proclamato santo, molti prigionieri furono liberati.
Dato che queste persecuzioni toccarono anche Legnano, i suoi abitanti decisero di intitolare a san Magno prima l'abside centrale dell'antica chiesa di San Salvatore, poi la parrocchia, che venne creata il 24 dicembre 1482 con il nome di "parrocchia di San Magno e San Salvatore", e infine la nuova chiesa: san Magno divenne in seguito anche santo patrono del comune di Legnano.
Per quanto riguarda il nome, la basilica legnanese era originariamente conosciuta come "chiesa di San Magno". Il 7 agosto 1584, in occasione del trasferimento della prepositura da Parabiago a Legnano, cambio di sede decretato dal cardinal Carlo Borromeo, arcivescovo di Milano, l'edificio religioso mutò nome in "chiesa prepositurale di San Magno" e il parroco di San Magno acquisì il titolo di prevosto.
Il trasferimento della prepositura da Parabiago a Legnano (da cui conseguì, tra l'altro, anche la creazione dell'omonima pieve) fu dettato da vari motivi: dal maggiore numero di abitanti del borgo legnanese, al fatto che la chiesa di San Magno fosse più grande della chiesa parabiaghese dei Santi Gervasio e Protasio, dalla presenza dell'ospizio legnanese di Sant'Erasmo e dalla disponibilità, a Legnano, di maggiori risorse, anche economiche, nonché dalla presenza nel borgo legnanese di diverse strutture ecclesiastiche, tra cui alcuni conventi.
A fronte dello spostamento della prepositura, i parabiaghesi si appellarono al papa, ma senza successo, visto l'avallo del decreto arcivescovile da parte della Curia romana, che avvenne nel 1586. Acquisita ufficialmente rilevanza anche dalle gerarchie ecclesiastiche più importanti, da questo secolo in poi, la chiesa legnanese iniziò ad essere anche chiamata, per sottolinearne il rilievo, "collegiata di San Magno". In questo contesto, nel 1591, la moderna piazza San Magno, come risulta da un documento, venne ampliata acquisendo un terreno appartenente alla famiglia Lampugnani:
(Note dell'archivio parrocchiale di San Magno)
Il 19 marzo 1950, con una bolla pontificia, papa Pio XII elevò la chiesa prepositurale di San Magno a basilica romana minore, da cui discese la moderna denominazione.

## Le origini bramantesche

### Le fonti

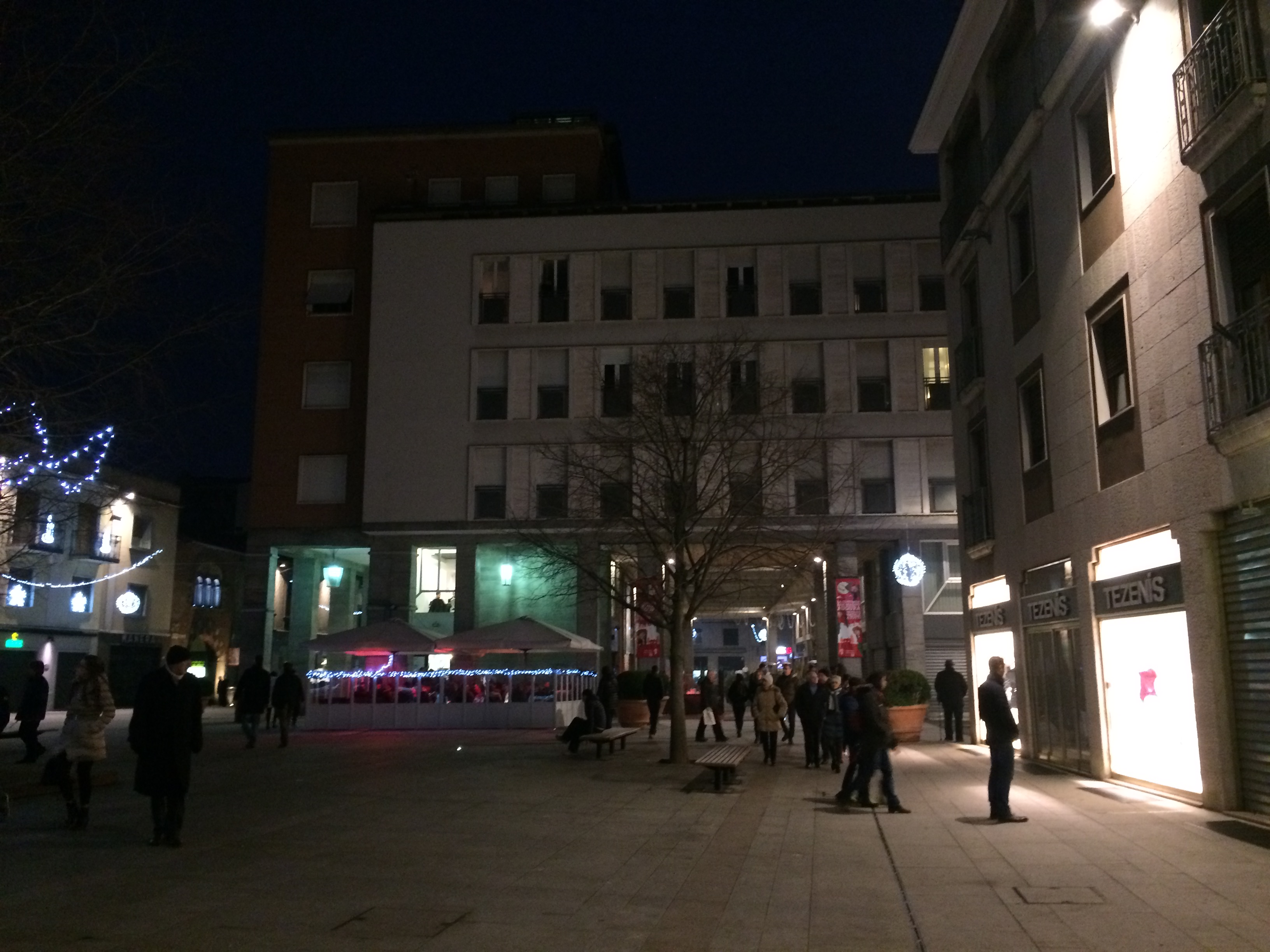
La basilica di San Magno in una foto della prima parte del XIX secolo

Il primo documento che menziona Donato Bramante come architetto della basilica di San Magno è uno scritto di Federico Borromeo, all'epoca arcivescovo di Milano, che è collegato alla sua visita pastorale effettuata a Legnano nel 1618, un cui stralcio recita:
(Stralcio del documento relativo alla visita pastorale effettuata a Legnano nel 1618 dal cardinal Federico Borromeo)
Federico Borromeo fu anche un grande esperto d'arte, nonché contemporaneo del Richini: con quest'ultimo il cardinal Borromeo ebbe, tra l'altro, anche un legame molto stretto. I lavori sulla parte esterna della basilica, menzionati dal cardinal Borromeo nel sopracitato stralcio, non vennero poi eseguiti, se non qualche secolo dopo con tutt'altro stile.
Il secondo documento che assegna la paternità dei disegni propedeutici al celebre artista urbinate è la già citata opera del 1650 di Agostino Pozzo, un cui stralcio riporta che:
(Agostino Pozzo in Storia delle chiese di Legnano, anno 1650)

La basilica di San Magno nel 1901, prima della costruzione di palazzo Malinverni, destinato poi a municipio. Sulla destra si vede l'antica canonica del Cinquecento in seguito demolita

Sul testo I capi d'arte di Bramante da Urbino nel Milanese, redatto nel 1870 dallo storico dell'arte Carlo Casati, è riportato che uno stralcio di un manoscritto di fine XVIII secolo redatto da Venanzio De Pagave e intitolato Vita di Bramante recita:
(Vita di Bramante di Venanzio De Pagave)
Evidentemente la menzione della "chiesa delle Grazie in Legnano" è un refuso, visto che il progetto menzionato e circostanziato sul documento, come accennato in precedenza anche dal Casati, si riferisce alla basilica di San Magno.
Tutto ciò farebbe ragionevolmente propendere al reale coinvolgimento del Bramante sul progetto, intervento confermato anche dalla bolla papale del 19 marzo 1950 emessa da papa Pio XII che conferiva alla chiesa legnanese la dignità di basilica romana minore:
(Bolla di papa Pio XII del 19 marzo 1950 che elevò la chiesa prepositurale di San Magno a basilica romana minore)

### Le ipotesi degli studiosi

La basilica di San Magno nel 1907. Sulla sinistra si vede palazzo Malinverni in costruzione

Per quanto riguarda l'opinione degli studiosi di arte sulle origini bramantesche della basilica, degno di nota è uno stralcio dell'opera Histoire de l'art pendant la Renaissance di Eugène Müntz, che recita:
(Eugène Müntz)
Più dubbioso è lo storico dell'architettura Arnaldo Bruschi, nella cui opera Bramante ipotizza un eventuale intervento diretto dell'artista urbinate sul progetto di diverse chiese, tra cui su quello dell'edificio sacro principale di Legnano.
Altrettanto perplesso è lo storico dell'architettura Luciano Patetta, che suppone un intervento indiretto del Bramante attraverso dei suggerimenti verbali di massima dati ai reali realizzatori del progetto della basilica.
Lo studioso di arte lombarda Silvano Colombo, in un suo articolo pubblicato sulla rivista Arte Lombarda, descrive minuziosamente le caratteristiche architettoniche della basilica, ascrivendoli a una semplice evoluzione dell'arte lombarda senza l'intervento diretto del Bramante.

### Il Bramante e la tempistica di edificazione della basilica
Non ci sono altri documenti che comprovino il fatto che la paternità dei progetti sia ascrivibile all'architetto urbinate: inoltre, secondo le poche fonti disponibili, il Bramante, durante il periodo di costruzione della basilica di San Magno (1504–1513) non si sarebbe trovato a Milano, perciò non avrebbe potuto occuparsi personalmente dell'edificazione della chiesa legnanese. Un'ipotesi vagliata dagli studiosi considera il fatto che il Bramante avrebbe realizzato e poi lasciato i disegni della basilica ai legnanesi, senza dimorare nel borgo, prima che la loro chiesa venisse realizzata: ciò, tra l'altro, non è in contraddizione con quanto scritto da chi dichiara che la paternità dei progetti di massima siano dell'architetto urbinate, vista la tempistica di costruzione della basilica. 

La basilica di San Magno nei primi decenni del XX secolo. Rispetto all'immagine precedente, che è datata 1907, si possono vedere le modifiche che vennero effettuate alla facciata nel 1914

Altro fatto che farebbe propendere per l'ipotesi bramantesca è lo stile architettonico specifico della basilica legnanese, soprattutto per quanto concerne l'accurato studio dei volumi: esso è ascrivibile, considerando il contesto artistico e architettonico dell'epoca, che era inserito in un più ampio movimento culturale, il cosiddetto Rinascimento lombardo, al soggiorno di Bramante a Milano, che terminò probabilmente nel 1499: questo preciso studio architettonico non è infatti presente, perlomeno in Lombardia, su altre chiese a pianta centrale costruite precedentemente alla basilica legnanese. Inoltre l'anno in cui il Bramante risiedette a Milano è cronologicamente compatibile con la tempistica di realizzazione del progetto, la cui redazione è stata fatta molto probabilmente diversi anni prima dell'inizio dei lavori di costruzione della basilica (4 maggio 1504): i legnanesi iniziarono infatti a programmare la demolizione della chiesa di San Salvatore, e la costruzione di una nuova basilica, quasi dieci anni, nel 1495, visti i problemi strutturali dell'antico luogo di culto medievale, che erano evidenti da decenni.
Coincidenza aggiuntiva che potrebbe far pensare all'origine bramantesca della basilica è il quasi contemporaneo completamento della chiesa di Santa Maria delle Grazie di Milano la cui ultimazione, che è datata 1497, venne seguita proprio dal Bramante: la chiesa milanese e la basilica legnanese hanno in comune l'idea architettonica generale, che corrisponde a una croce greca principale a cui sono sovrapposte — agli angoli — altre due croci greche minori. Nel complesso questa struttura prevede un sistema architettonico a tre gradi, che è identico per entrambe le chiese e che è formato dalle cappelle angolari, dalla cappella principale e dal tamburo ottagonale sormontato dalla cupola, con quest'ultima che è sorretta da grandi piloni, i quali separano le cappelle e dai timpani. Ogni ordine architettonico è poi subordinato a quello superiore. Inoltre, il fatto che i volumi architettonici dell'edificio siano praticamente perfetti, avvalora l'ipotesi che la basilica di San Magno possa essere realmente opera del Bramante, sia da un punto di vista cronologico che artistico, e non frutto di un lavoro di un architetto locale.
A questo va aggiunta la presenza a Legnano, a cavallo tra il XIV e il XV secolo, di potenti e influenti famiglie nobiliari con cospicui interessi anche a Milano, tra cui i Lampugnani e i Vismara, che finanziarono l'opera e che avrebbero potuto contattare il Bramante: quest'ultimo avrebbe poi deciso di realizzare il disegno della futura basilica convinto da questi importanti casati nobiliari.

### L'analisi dei tratti bramanteschi della basilica

La basilica di San Magno nel 1927

Nonostante non ci sia una conferma documentata chiara del legame tra il Bramante e la basilica di San Magno, è innegabile che quest'ultima abbia forti connotati bramanteschi, soprattutto per quanto riguarda i volumi del fabbricato, la cui ricerca ha prevalso su quella degli spazi. Il Bramante fu a sua volta ispirato da Leonardo da Vinci: il genio vinciano fu il primo a ricercare, nella realizzazione delle sue opere d'arte, l'estrinsecazione del movimento e — in un certo senso — dell'"anima" dei soggetti ritratti; questi concetti, da un punto di vista architettonico, si espressero poi nella ricerca dei volumi a discapito di quella degli spazi, dando quindi priorità all'espressione della spiritualità dell'opera, concetto che è fortemente legato al movimento trasmesso da questa nuova idea culturale.
Lo studio dei volumi a scapito dell'impostazione del progetto architettonico basato sugli spazi, da cui discende una visuale prospettica dove nessuna parte è predominante sull'altra, che spinge l'osservatore a non fermare definitivamente lo sguardo su nessuna parte specifica dell'opera, è tipico del Rinascimento quattrocentesco e si trova in tantissime opere realizzate dai più grandi architetti di questo periodo: ciò fa della basilica di San Magno un eccellente esempio di architettura rinascimentale. Il fatto che nessuna parte della basilica legnanese sia architettonicamente centrale, cioè predominante sulle altre, neppure la cappella maggiore, è anche osservato da Agostino Pozzo nel sopracitato scritto del 1650, quello inserito nell'opera Storia delle chiese di Legnano. L'importanza architettonica e artistica della basilica di San Magno è stata suffragata anche dalla commissione preposta alla conservazione dei monumenti della Lombardia, che l'ha inclusa nell'elenco dei monumenti nazionali di importanza regionale.

La basilica di San Magno nel 1937

Il complesso della basilica di San Magno presenta gli stessi elementi architettonici riscontrabili più tardi in alcune chiese della penisola italiana, dal tempio di Santa Maria della Consolazione di Todi (1508), alla chiesa di San Biagio di Montepulciano (1518), alla basilica di Santa Maria di Campagna di Piacenza (1528), alla basilica di Santa Maria della Steccata di Parma (1539), oltre che nel santuario di Santa Maria di Piazza di Busto Arsizio (1517) e in altre chiese di Saronno, Pavia e Crema, che sono tutte a pianta centrale. Questi edifici religiosi probabilmente non sono stati progettati dal Bramante in persona, ma dai suoi seguaci: sebbene di elevato pregio architettonico, non raggiungono la perfezione della basilica di San Magno, e questo potrebbe essere un altro fatto che avvalorerebbe la paternità, per la chiesa legnanese, assegnata al Bramante. Quest'ultima, infatti, non ha neppure aggiunte architettoniche che facciano deviare il suo aspetto dall'idea stilistica del Bramante: rispetto agli edifici sopramenzionati la chiesa legnanese è quindi - da un punto di vista bramantesco - architettonicamente pura.
Considerando tutte le fonti, gli aspetti e i concetti trattati anche nei precedenti paragrafi, si può ragionevolmente ritenere che il progetto della basilica di San Magno sia stato realizzato su un disegno tracciato personalmente da Donato Bramante, fermo restando che non v'è certezza assoluta su questa attribuzione.

## La pianta della basilica
1. atrio d'ingresso;
2. cappella di Sant'Agnese;
3. cappella dell'Immacolata;
4. cappella di San Carlo e San Magno;
5. cappella del Battistero o del Sacro Cuore;
6. cappella maggiore;
7. cappella del Santissimo Sacramento;
8. andito sacrestie;
9. cappella del Santo Crocifisso;
10. cappella di San Pietro Martire;
11. sacrestia;
12. resti del campanile dell'antica chiesa di San Salvatore;
13. campanile

## Architettura

### La chiesa

Sulla sinistra, la basilica di San Magno ripresa da via Girardelli in una foto del 1960

La pianta della basilica è tipicamente rinascimentale: essa non ricalca più la tipica forma rettangolare allungata verso l'altare maggiore delle chiese medievali, ma presenta una pianta centrale a ottagono che permette una visione prospettica in tutte le direzioni. Essa è tipica del primo periodo rinascimentale, epoca in cui queste proporzioni divennero comuni sugli edifici religiosi sia per questioni estetiche che per problemi prospettici. Con una pianta centrale il visitatore, in ogni posizione, può trovare angoli, scorci e spazi architettonici che appagano sempre la visuale: è questa mancanza di riferimenti precisi che comunica quel movimento che è tipico, come già accennato, delle opere architettoniche bramantesche. Le chiese bramantesche, in particolare, non possiedono una facciata principale attorno alla quale "ruotano" volumi secondari, ma hanno una serie di simmetrie e di spazi prospettici dotati pressoché della stessa importanza che formano, nel complesso, l'insieme dell'opera architettonica.
Nel Medioevo, invece, la prospettiva era tutta incentrata sull'altare maggiore: questa centralità monodirezionale, piuttosto che sull'estetica e sulla visuale del visitatore, era focalizzata sulle funzioni religiose, che avvengono appunto sulla mensa sacra principale della chiesa. Un celebre eccezione a questa regola realizzata nel Medioevo è il Duomo di Pisa: la chiesa medievale pisana ha una struttura architettonica che permette una visuale prospettica simmetrica e appagante in tutte le direzioni anticipando le ricerche architettoniche rinascimentali. Era tipicamente medievale anche la chiesa legnanese di San Salvatore, edificio religioso che venne sostituito dalla basilica di San Magno: architettonicamente era tutta incentrata sull'altare maggiore.

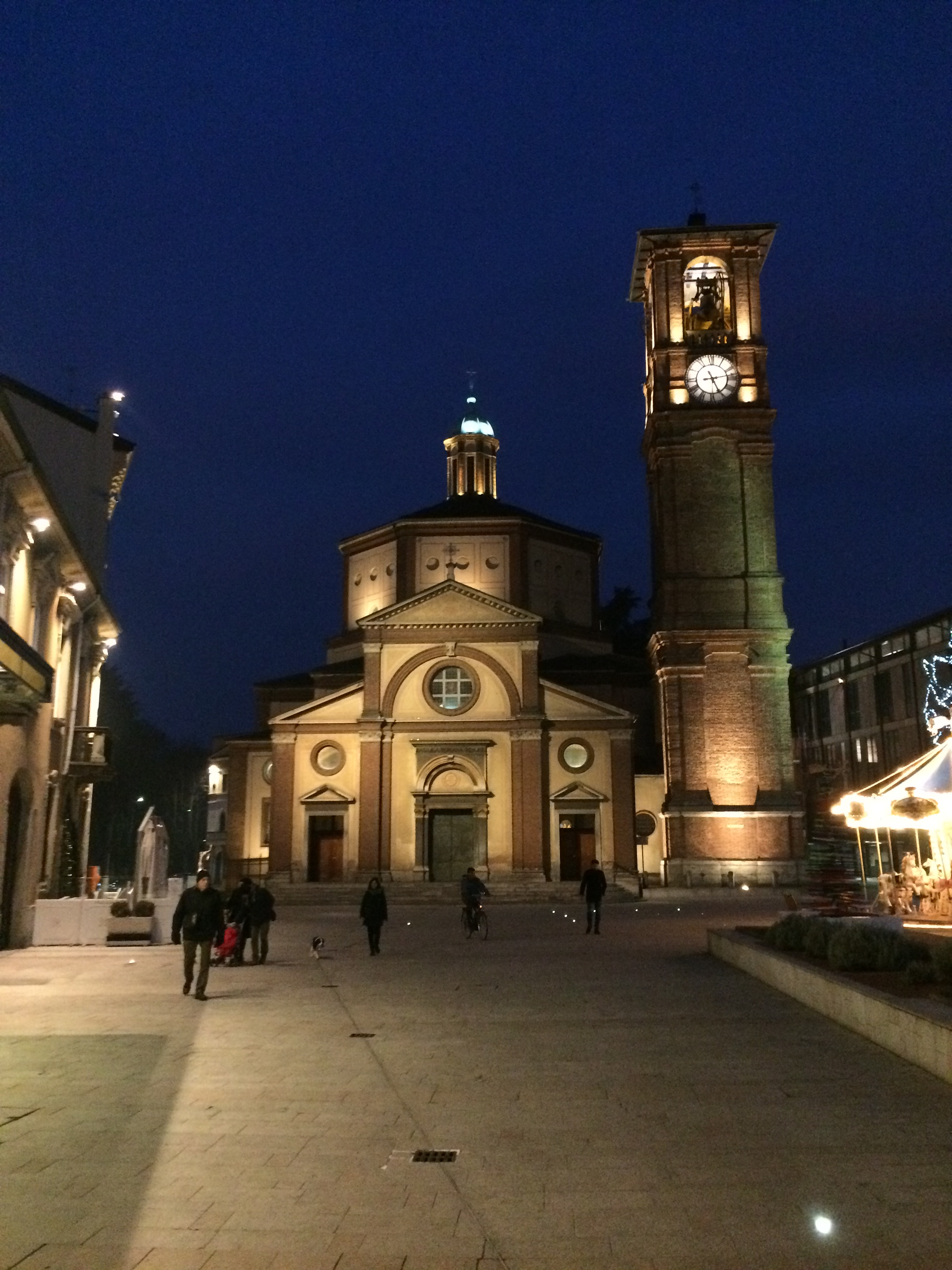
La basilica di San Magno e il suo campanile in una foto scattata in notturna

La pianta a ottagono della basilica di San Magno presenta un corto transetto che fornisce alla chiesa una forma a croce. Sugli angoli di quest'ultimo sono presenti quattro piccole cappelle. Questa simmetria è presente anche all'esterno della basilica: non esiste infatti una facciata, neppure quella principale, che spicca particolarmente catturando l'occhio del visitatore. Sono invece presenti una serie di volumi esterni la cui importanza architettonica è all'incirca dello stesso livello della facciata principale; questi volumi di entità paragonabile sono stati ottenuti grazie alla realizzazione di simmetrie che si ripetono a 360°. Inoltre, la basilica di San Magno presenta una perfetta ripartizione dei volumi delle varie parti che compongono il complesso architettonico globale dell'edificio (dal tiburio alle cappelle laterali, dalla facciata all'abside principale, ecc.).
Queste porzioni di edificio hanno poi rapporti perfetti e voluti: nel complesso, per quanto riguarda i volumi e le proporzioni, l'architettura della basilica di San Magno ricorda quella di un tempio dell'antichità classica, in particolar modo quella d'epoca imperiale romana. A differenza degli architetti romani, i progettisti rinascimentali avevano però una maggiore conoscenza dei concetti ingegneristici e delle caratteristiche dei materiali: ciò ha permesso loro di realizzare strutture più snelle e dalle forme più leggere, e quindi più equilibrate da un punto di vista architettonico. Anche dal punto di vista della maturità artistica, la basilica di San Magno raggiunge un elevato livello di qualità: la chiesa appare infatti architettonicamente contenuta e misurata, confermando che il progetto del tempio legnanese fu redatto quando le sopracitate innovazioni sviluppatesi nel Rinascimento sulle piante delle chiese si erano già pienamente espresse.
A questi concetti si aggiunse lo studiato alternarsi di nicchie e finestre, che conferisce alla basilica un'eccellente armonicità. In particolare la posizione delle finestre, che sono posizionate su due ordini lungo tutte le pareti della chiesa, fornisce alla basilica dei giochi di luce che sono differenti in base alla posizione del Sole nel cielo, e che sono quindi diversi in riferimento all'orario: ciò aumenta quella parvenza di movimento che è dettata dalle forme architettoniche, visto che la luce illumina, nei diversi momenti del giorno, parti differenti della costruzione (dalla volta, al tamburo, ai piloni), nessuna delle quali è predominante sulle altre. La basilica di San Magno fornisce pertanto al visitatore una visuale globale che è appagante oltre che una pienezza che è largamente superiore a quella che ci si aspetterebbe da una chiesa dalle dimensioni paragonabili al tempio legnanese, che sono modeste.

### La canonica

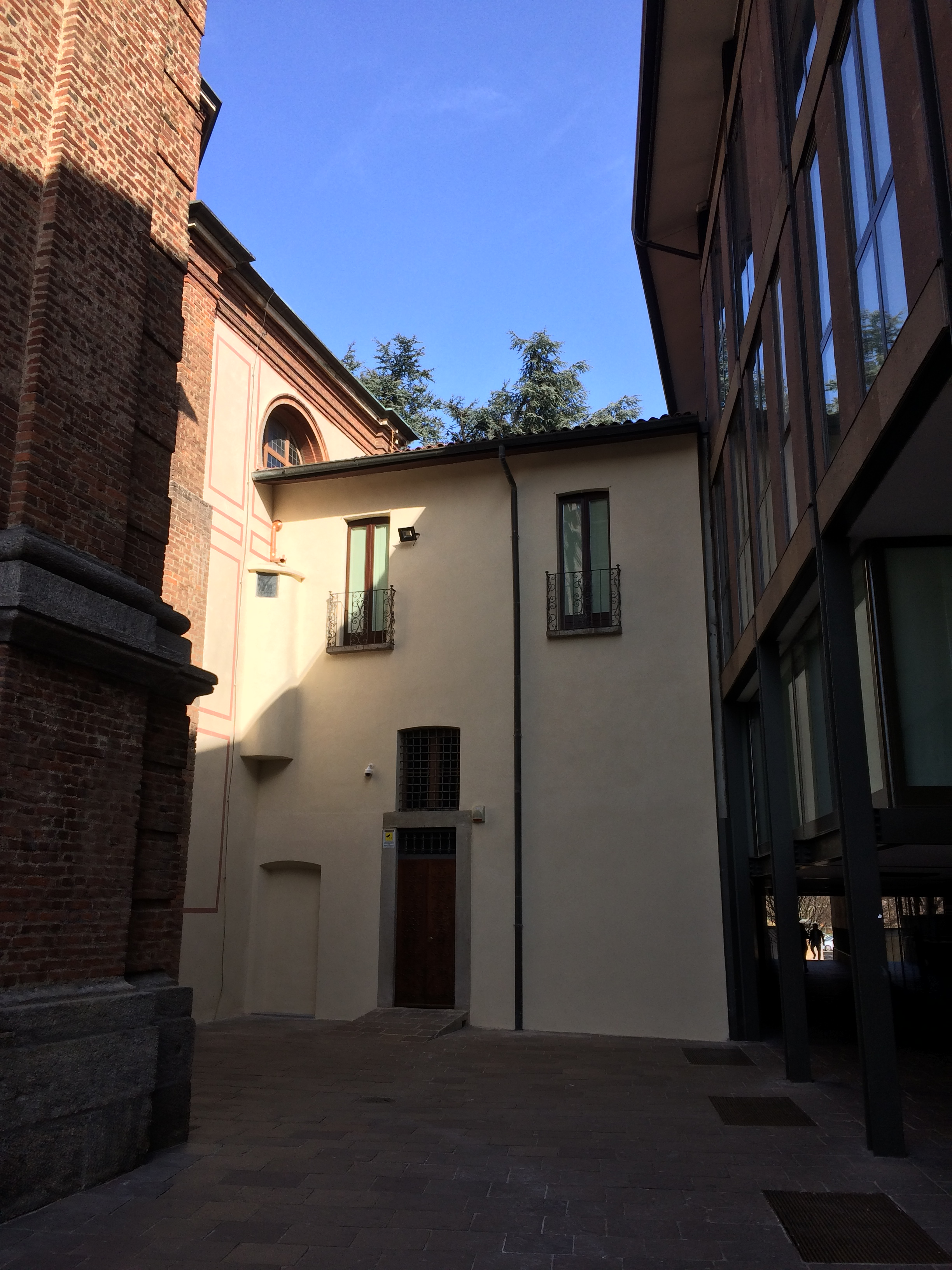
I resti dell'antica canonica cinquecentesca. Sulla sinistra si riconosce la basilica di San Magno, mentre sulla destra si intravede il moderno centro parrocchiale

Sul lato destro della basilica era presente, fino al 1967, un'antica canonica cinquecentesca. Tale edificio fu ingrandito nel XVII secolo per volere di Federico Borromeo, e ancora nel secolo successivo in occasione della costruzione del nuovo campanile. Già alla fine del XIX secolo vennero abbattute la case canonicali che ospitavano la casa del sacrestano e che erano situate verso nord, sul lato opposto della basilica, lungo la moderna via Luini, su un'area prospiciente a dove sarebbe stato costruito palazzo Malinverni.
Il resto degli edifici canonicali, quelli situati a sud della basilica, come già accennato, sono stati abbattuti nel 1967 per permettere la costruzione del nuovo centro parrocchiale di San Magno, i cui lavori di edificazione sono iniziati nel 1968: la struttura è stata poi inaugurata nel 1972 dall'arcivescovo di Milano Giovanni Colombo. Nella nuova canonica vennero allocati gli uffici della parrocchia, un consultorio familiare, una sala per mostre, una mensa, la redazione del settimanale cattolico Luce e spazi commerciali.
Il nuovo centro parrocchiale di San Magno è stato realizzato in stile moderno prevedendo un aspetto esteriore caratterizzato da pareti in porfido rosso e ampie vetrate, con la realizzazione di un passaggio coperto sorretto da colonne in acciaio che permette — a differenza del passato — di passeggiare lungo la parte sud della basilica, completando così la fruibilità pedonale intorno all'intero perimetro dell'edificio.

### Il campanile
Originariamente la basilica di San Magno si serviva del campanile dell'antica chiesa di San Salvatore. Non avendo problemi strutturali, si salvò infatti dalla demolizione. Questa antica torre campanaria fu allungata nel 1542, mentre nel 1611 fu ristrutturata e irrobustita per permettere la già citata collocazione delle campane consacrate da Federico Borromeo, che erano più grandi e pesanti. Nel 1638 venne eseguita un'altra opera di ristrutturazione della torre, che coinvolse nuovamente i muri, ma senza ottenere i risultati sperati, vista la persistenza dei problemi dovuti alla vecchiezza della struttura.
A metà del XVIII secolo l'antico campanile crollò per due terzi, fino al cornicione del tiburio esterno, e quindi il 2 dicembre 1752 iniziarono i lavori di costruzione di una nuova torre campanaria. La data del 2 dicembre risulta solamente da un documento: per tale motivo, probabilmente, considerando il clima gelato che impediva i lavori di costruzione degli edifici, in questa data venne firmato solo il contratto di appalto. Sicuramente i lavori erano già stati avviati nel 1761, dato che le note d'archivio relative alla visita pastorale del cardinal Pozzobenelli, avvenuta proprio quell'anno, riportano che la torre campanaria fosse "da finirsi". Il nuovo campanile fu poi completato nel 1791.
Quando fu deciso di costruire il campanile vennero predisposti due progetti, quello poi utilizzato e un altro progetto che prevedeva la presenza di un tetto a cupola oltre che di vistose e costose decorazioni. Il progetto poi scelto porta la firma di Bartolomeo Gazzone, mentre il capomastro responsabile dell'edificazione della torre campanaria fu Francesco Beltrame. Il nuovo campanile fu realizzato con una struttura in mattoni che sostituì quella in sassi della torre campanaria precedente. L'altezza del moderno campanile supera i 40 metri e sono state previste, lungo le pareti, delle lesene. Il tetto superiore che sovrasta la cella campanaria è piano e si presenta con linee architettoniche semplici.
Come già accennato, i resti dell'antica torre campanaria della chiesa di San Salvatore furono inglobati nella basilica e vennero trasformati in una cappella, che è ancora visibile dietro al moderno campanile in corrispondenza del lato sud della chiesa, nei pressi del passaggio coperto appartenente al moderno centro parrocchiale di San Magno.

## Opere artistiche

### La facciata e le porte d'ingresso

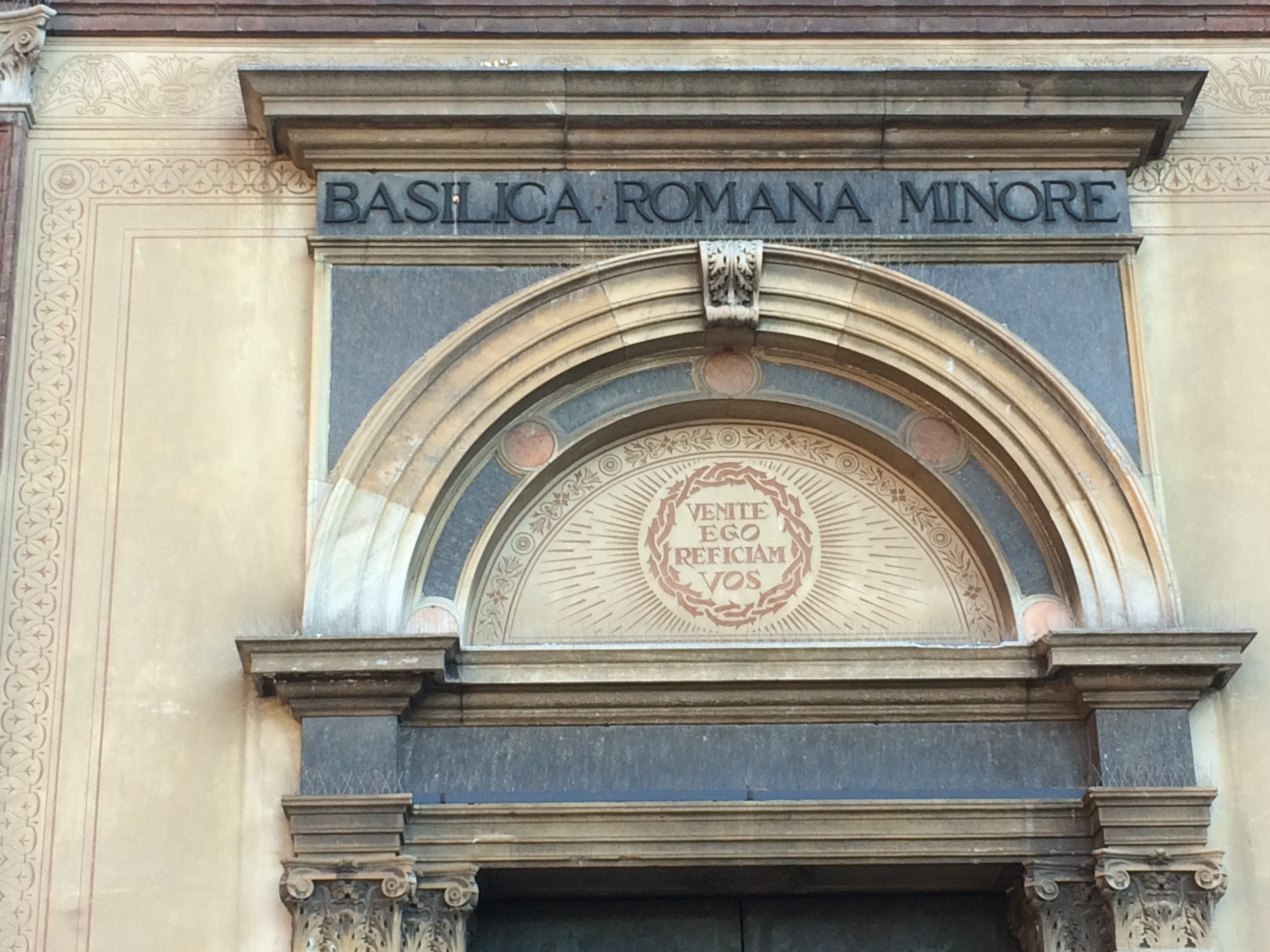
Il timpano della porta d'ingresso principale della basilica di San Magno. Sulla sinistra, si può notare uno scorcio delle decorazioni a graffito che caratterizzano l'intera facciata

Originariamente la facciata e le altre pareti esterne della basilica non erano intonacate e si presentavano con mattoni a vista. L'aspetto cambiò radicalmente nel 1914, quando furono realizzati gli intonaci a graffiti, che coprirono i muri in cotto che avevano caratterizzato la basilica per secoli dandole un aspetto di "non terminato": questi lavori vennero realizzati alcuni secoli dopo la costruzione della chiesa perché l'architetto che la progettò non aveva lasciato disegni su possibili lavori di decorazione dei muri. Gli architetti che lo seguirono non erano quindi sicuri sul tipo si rivestimento da applicare alle pareti della basilica, dato che non conoscevano l'idea che aveva il progettista originario. A questo andava anche aggiunta la volontà di realizzare opere di intonacamento di alta qualità che sarebbero dovute essere all'altezza della riconosciuta valenza architettonica e artistica della chiesa legnanese: questa indecisione sul tipo di decorazione da applicare portò alla dilatazione dei tempi della loro esecuzione.

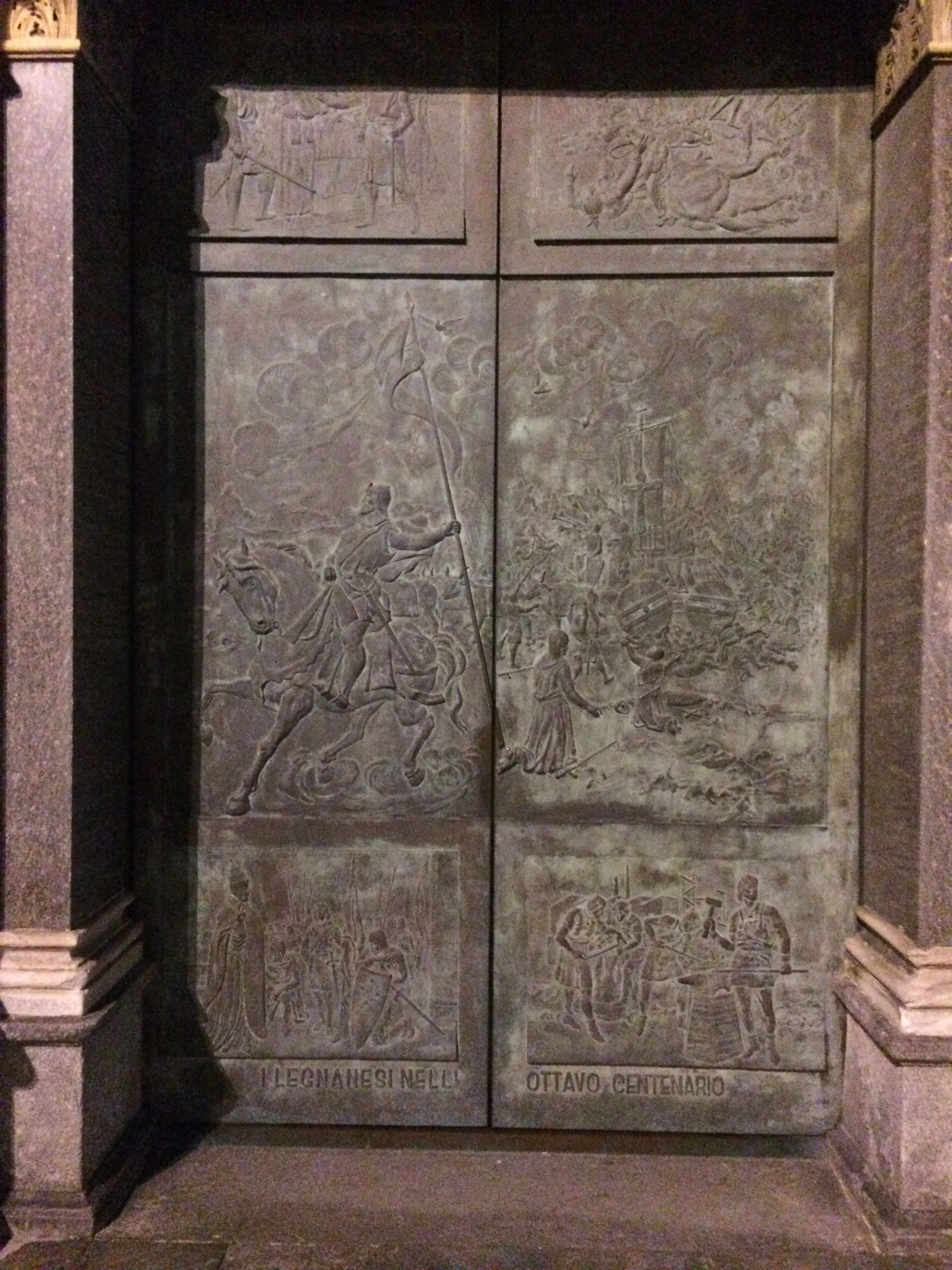
La porta d'ingresso principale

Il motivo della mancata realizzazione, da parte degli architetti cinquecenteschi, di progetti scritti inerenti alle decorazioni delle pareti esterne risiedette nella volontà di nascondere ai successori le loro idee, così da prendersi la paternità anche di un futuro e ipoteco lavoro di intonacamento: gli artisti, in genere, non lasciavano disegni sulla prosecuzione delle loro opere - anche semplici schizzi sulle decorazioni esterne - per evitare che altri si appropriassero delle loro idee o della paternità della loro futura esecuzione. Forse un altro motivo risiedeva nella volontà di far focalizzare l'attenzione del visitatore sull'interno della chiesa legnanese, che venne fin dall'origine riccamente decorato. Progetti sulle decorazioni della facciata vennero redatti anche dal Richini, ma non ebbero poi esecuzione pratica. Non fu quindi un caso che il campanile, che venne costruito dopo il 1752, sia stato realizzato in cotto e senza intonaco: in questo modo si ottenne un aspetto esteriore simile a quello che caratterizzava la basilica prima dell'intonacamento. L'aspetto di "non terminato", che contraddistinse la basilica di San Magno fino al 1914, non si limitava solamente all'assenza di un intonaco, ma era molto più profondo: ad esempio, quando si guardava in prossimità delle colonne di sostegno della cappelle, si intravedeva il sottotetto di queste ultime, oppure erano evidenti, sulle pareti esterne, i fori dei ponteggi che risalivano ai tempi della costruzione della chiesa.

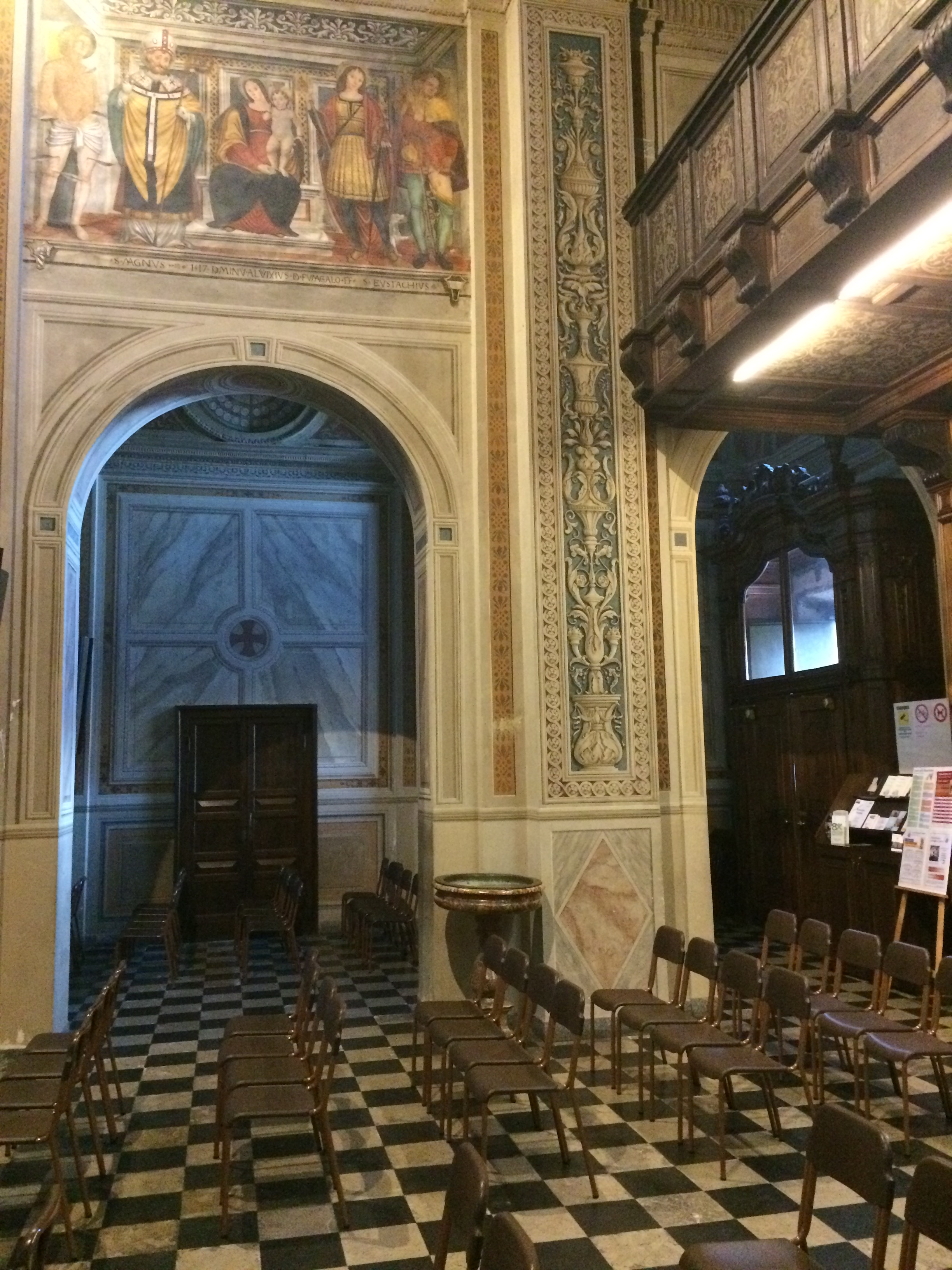
L'atrio d'ingresso. Si può notare la doppia fila di colonne, con la seconda, quella verso destra, che corrisponde all'ampliamento della facciata verso piazza san Magno, ingrandimento avvenuto durante i lavori di restauro eseguiti tra il 1911 e il 1914. In alto a sinistra si riconoscono gli affreschi raffiguranti una Madonna con il Bambino attorniata da quattro santi

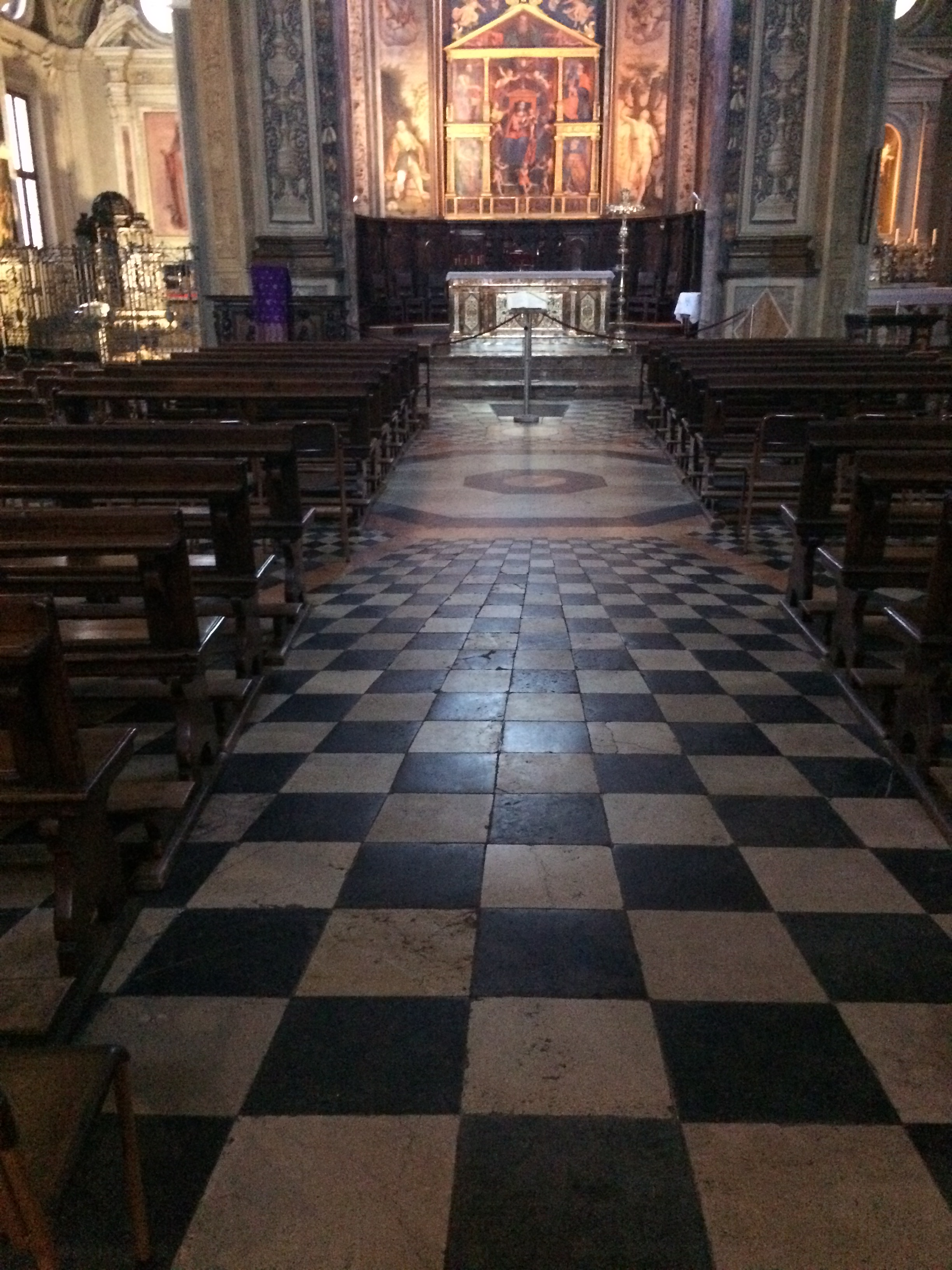
La parte di pavimento della basilica di San Magno che si trova sotto la cupola. Sullo sfondo, si intravede il polittico del Luini, che è conservato nella cappella maggiore

Le tre porte d'ingresso in bronzo vennero realizzate e poi donate alla basilica in occasione dell'ottavo centenario della battaglia di Legnano (29 maggio 1976) grazie a una sottoscrizione popolare organizzata dall'associazione locale Famiglia Legnanese, con la partecipazione delle otto contrade che prendono annualmente parte al Palio cittadino. Le raffigurazioni presenti sulle formelle delle tre porte sono ispirate alla battaglia di Legnano e alle tradizioni culturali della città. Le porte furono opera dello scultore Franco Dotti e vennero benedette il 30 maggio 1976 dall'arcivescovo Giovanni Colombo prima della tradizionale messa sulla copia del Carroccio, evento che fa parte del programma propedeutico alla sfilata storica, che si conclude allo stadio Giovanni Mari e che è seguita dalla corsa ippica, avvenimento che pone fine alla manifestazione. La cerimonia di benedizione delle tre porte fu particolarmente solenne, anche perché venne inserita nel fitto programma di festeggiamenti dell'ottavo centenario della battaglia.

### L'atrio d'ingresso
Quando venne realizzata la basilica le porte d'ingresso, rispetto all'attuale posizione, erano ruotate di 90° verso nord e quindi il moderno atrio, che era a campata unica fino ai lavori eseguiti tra il 1911 e il 1914, durante i quali fu costruita una seconda campata verso piazza san Magno, fungeva da cappella. La volta di questa cappella era affrescata con un motivo a cassettoni, dipinto poi andato perduto.
Del ciclo di affreschi che decoravano la primigenia cappella sono giunte al XXI secolo solo due scene che si trovano sotto la cornice delle pareti laterali; su quella di sinistra è raffigurato un altare su cui è presente un ostensorio che contiene l'Ostia Sacra, simbolo caro a san Bernardino, ai cui lati sono rappresentati sant'Apollonia, sant'Antonio da Padova, santa Sabina e san Biagio, mentre sulla parete di fronte è raffigurata una Madonna col Bambino, intorno alla quale sono stati dipinti san Magno, san Sebastiano, sant'Eustachio e san Rocco.
Gli affreschi che erano stati dipinti sulla parete in seguito destinata a ingresso della basilica sono andati quasi tutti perduti: si sono salvate solo alcune tracce di pittura situate lungo l'arco principale d'ingresso e sulle colonne.
Tutti gli affreschi vennero realizzati probabilmente da Gian Giacomo Lampugnani, vista la somiglianza del loro stile con quello delle pitture della vicina cappella di Sant'Agnese. Tutti i dipinti vennero eseguiti nel 1517 a spese di Aloisio Fumagalli, come testimonia un'iscrizione ad affresco situata sotto gli stemmi dei Fumagalli e dei Caimi, che si trovano a loro volta nei pressi dei due santi più vicini alla raffigurazione della Madonna col Bambino:
(Iscrizione presente sugli affreschi dell'atrio di ingresso)

### Il pavimento e le balaustre
Il pavimento, che è stato realizzato in marmo bianco, nero e rosso di Verona, fu posato nel XVIII secolo. Ha un disegno geometrico a scacchi realizzato a intarsio, con il motivo presente sotto la cupola che converge verso il centro della basilica richiamando le linee della volta e — più in generale — i profili curvi delle pareti verticali circostanti, che si chiudono a loro volta confluendo nella cupola soprastante.
La tarsia vera e propria è realizzata con marmo bianco e nero, mentre le fasce sono in macchia rossa. Storicamente, nei mesi più freddi, il pavimento marmoreo veniva protetto con grandi assi di legno. Anche le balaustre sono state realizzate con lo stesso tipo di marmo utilizzato per il pavimento: le loro colonnine, che vennero sagomate in forma quadrata, sono in marmo rosso, mentre il basamento e i contorni sono in marmo nero.
Fino al XVIII secolo l'intera chiesa era pavimentata con piastrelle in cotto: questa pavimentazione originaria è rimasta intatta solo nella cappella di Sant'Agnese, che è quindi l'unica parte della basilica che non è stata pavimentata con il marmo, mentre all'interno della cappella maggiore, durante alcuni lavori, dell'antica pavimentazione in cotto ne sono stati trovati i resti sotto il selciato marmoreo.

### Il coro

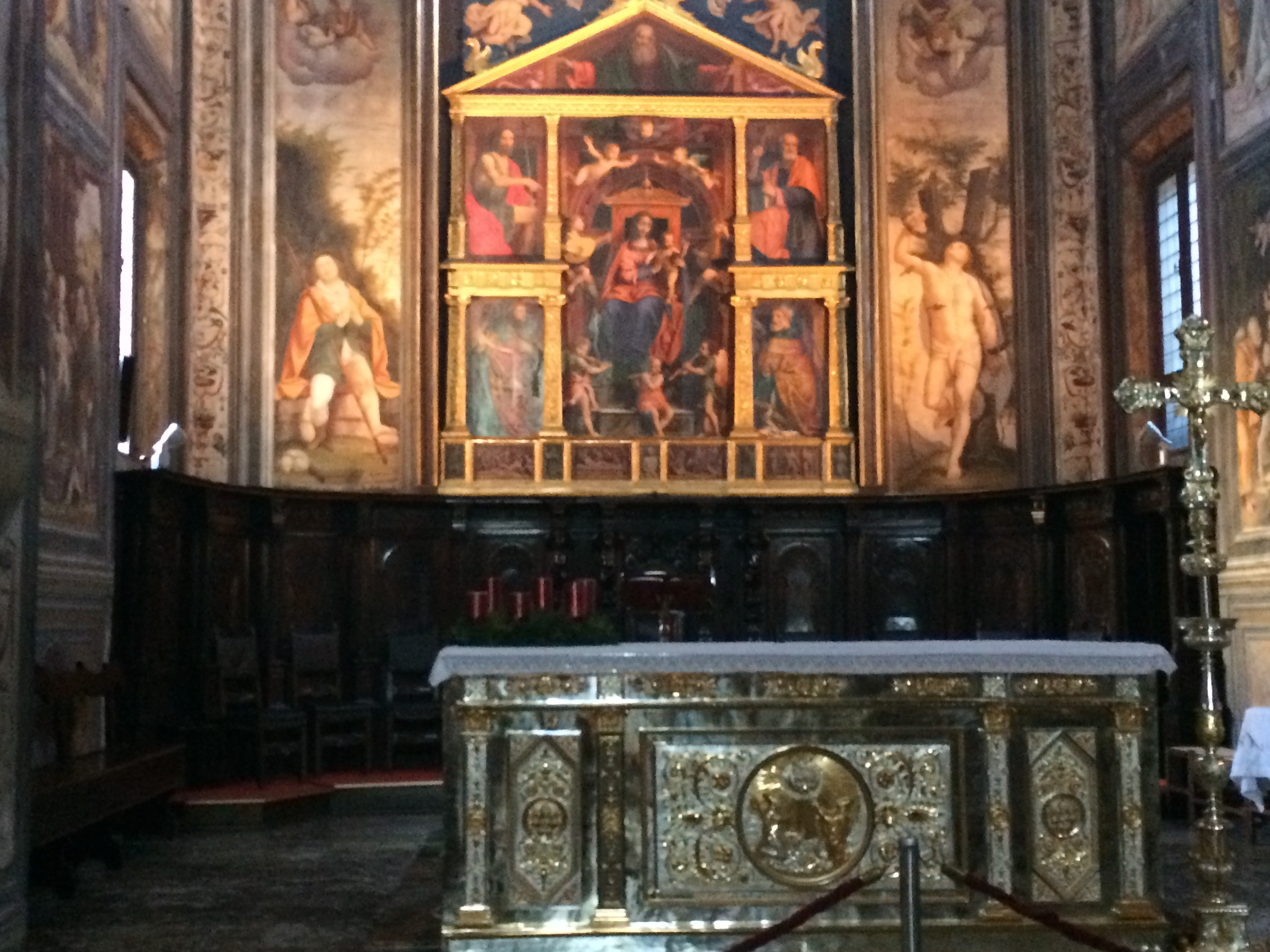
Sullo sfondo, dietro l'altare maggiore e sotto il polittico del Luini, gli stalli lignei del coro. Sono conservati nella cappella maggiore

Gli stalli del coro, che sono collocati all'interno della cappella maggiore, vennero realizzati nel XVII secolo in legno di noce dai fratelli Coiro, ovvero dai medesimi intagliatori che hanno scolpito il già citato tempietto con tabernacolo che si trova in sacrestia. Gli stalli del coro, che sono di pregevole fattura artistica, hanno uno stile rinascimentale.
Fu forse deciso di costruirli, considerando l'ipotesi che vorrebbe l'originaria collocazione della cappella maggiore in direzione sud, ovvero in linea con gli antichi ingressi poi spostati dal Richini nel 1610, solo dopo il trasferimento dell'altare nella posizione definitiva: in questo modo si sarebbe individuata quale parte della parete sarebbe rimasta completamente libera. Nel 1586, prima che venissero realizzati, il cardinal Niccolò Sfondrati, vescovo di Cremona e futuro papa Gregorio XIV, inviò per un sopralluogo un auditore che scrisse, in riferimento a tale visita:
(Relazione del 1586 scritta dall'auditore del vescovo di Cremona)
Originariamente l'altezza degli stalli del coro arrivava quasi fino al bordo inferiore della cornice dipinta da Bernardino Lanino. A quest'ultima, nel XVIII secolo, venne aggiunto uno zoccolo per rialzarla e staccarla dagli stalli. All'inizio del XX secolo furono eliminati gli inginocchiatoi e venne posizionata una pedana che alzasse gli stalli, che fino ad allora poggiavano a terra: in questo modo, parte degli affreschi delle pareti furono coperti. Nella stessa occasione, sugli stalli, fu collocata centralmente una pregevole cattedra arcivescovile decorata da cariatidi a putti, che venne realizzata con il legno proveniente dalla vecchia cattedra che era precedentemente collocata sotto quella parte degli affreschi del Lanino che ha per soggetto la Disputa.
Con le modifiche avvenute nella prima parte del XX secolo, gli antichi stalli del coro della basilica hanno perso quell'austerità che era tipica del periodo rinascimentale. La pedana realizzata nella prima parte del XX secolo nascondeva però parte degli affreschi delle pareti, in particolare le scene della Visita dei magi e del Ritorno a Nazareth, e quindi nel 1968 fu costruita una nuova pedana, questa volta più bassa, che ha risolto il problema.

### I pulpiti

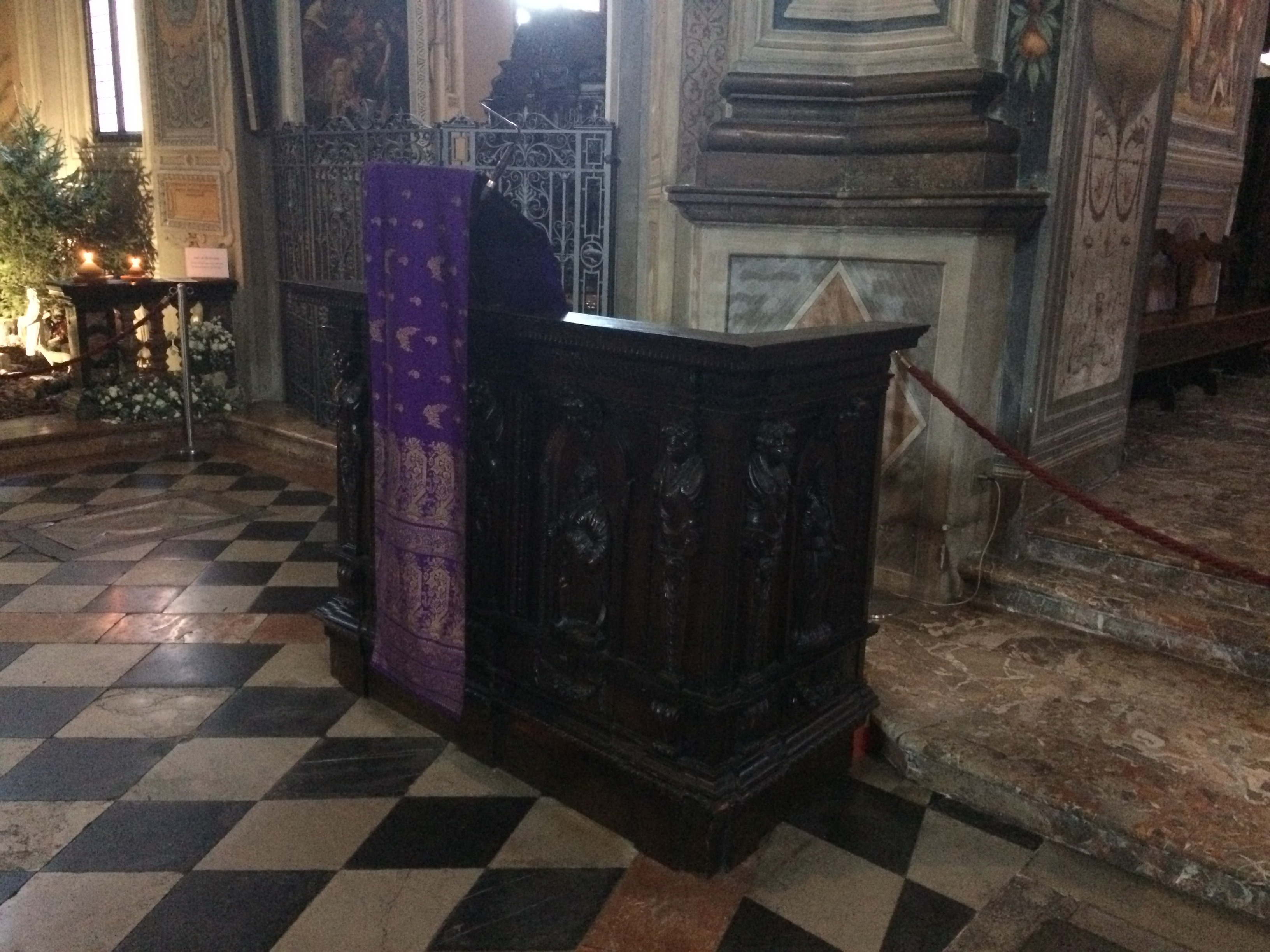
Il pulpito della basilica di San Magno

Originariamente i pulpiti presenti in basilica erano due: vennero scolpiti su legno di noce probabilmente nel 1586. Si trovavano installati sui piloni situati davanti all'arco trionfale ed erano in una posizione rialzata: per tale motivo vi si accedeva tramite due scale a chiocciola. Queste ultime furono rimpiazzate, nel 1922, da scale lineari rimovibili. In origine erano dotati di baldacchini.
Per le funzioni liturgiche veniva utilizzato generalmente sempre lo stesso pulpito, quello cornu Evangelii (in it. "al lato del Vangelo"), ovvero il pulpito situato a sinistra dell'altare maggiore, dato che era quello più vicino alle sacrestie, mentre il pulpito in cornu Epistulae (in it. "al lato dell'epistola"), cioè quello sulla destra dell'altare, veniva usato solo per le cerimonie solenni.
Nel 1967 uno dei due pulpiti venne eliminato, mentre l'altro, a cui fu eliminato il baldacchino, fu posizionato a livello del pavimento sul lato sinistro dell'altare maggiore.

### L'organo

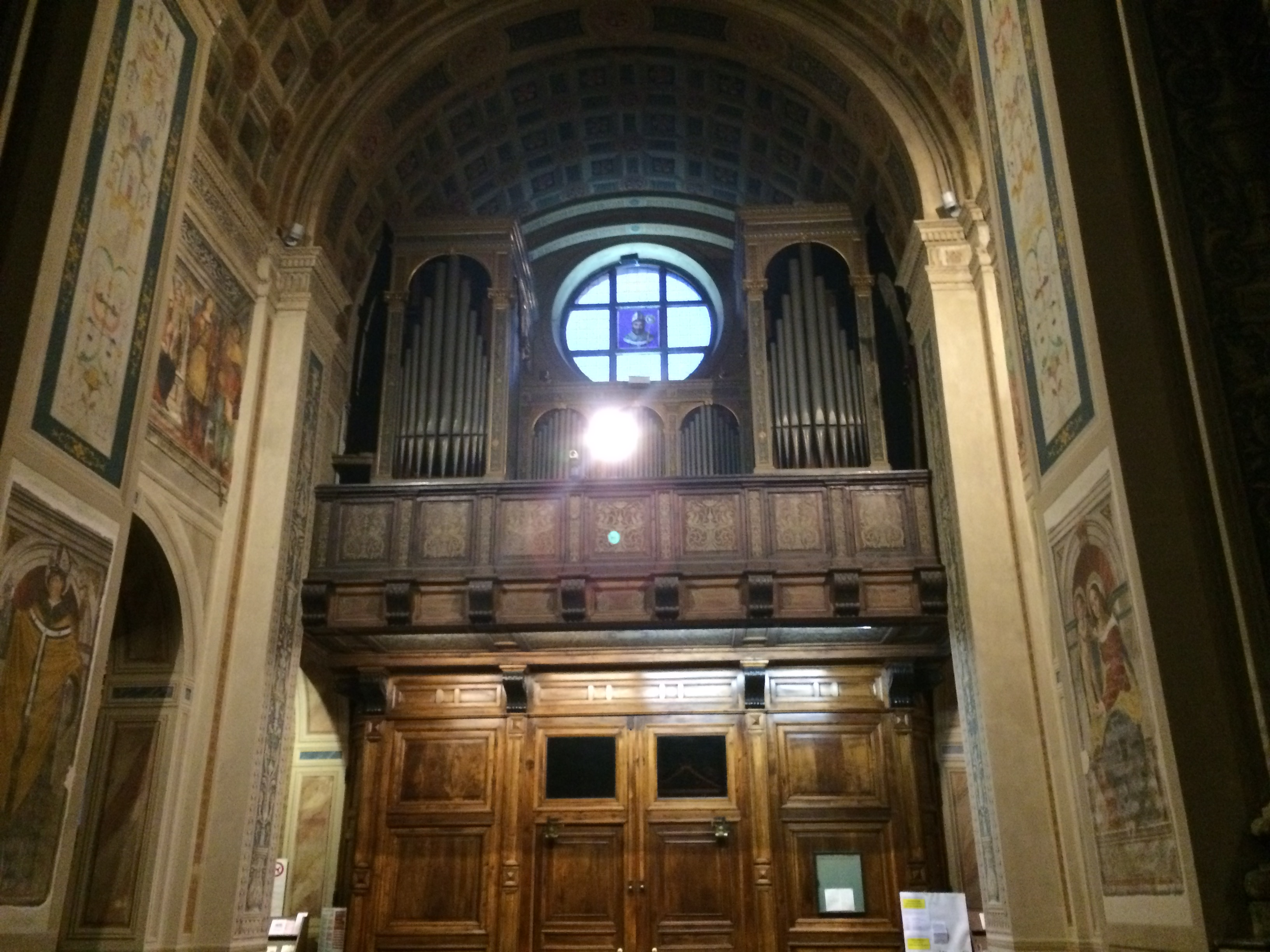
L'organo della basilica

L'organo della basilica venne costruito nel 1542 dalla famiglia Antegnati grazie al lascito testamentario di Francesco Lampugnani, che donò alla parrocchia di San Magno 25 lire per la realizzazione dello strumento musicale e 16 lire per il suo posizionamento. La cantoria in legno di noce è invece opera del pittore Gersam Turri. Fino allo spostamento degli ingressi della basilica, che venne eseguito dal Richini nel 1610, l'organo si trovava sopra la vecchia porta d'entrata, che era situata a nord, nella moderna cappella dell'Immacolata o dell'Assunta, all'epoca atrio di ingresso alla chiesa e in seguito dedicata a Santa Maria e San Giuseppe. A tal proposito una nota d'archivio riporta che:
(Nota dell'archivio parrocchiale)
Nel 1640 l'organo venne spostato nella cappella di San Pietro Martire. L'ultimo trasferimento avvenne nel 1830, quando fu posizionato sopra l'ingresso principale.
L'organo della basilica di San Magno, che è più antico di quello conservato nel Duomo di Milano, è forse l'unico strumento a canne fabbricato dalla famiglia Antegnati che è giunto sino a noi praticamente intatto. A detta di molti esperti di musica l'organo della chiesa legnanese è un eccellente strumento, soprattutto per la dolcezza e la sonorità degli accordi. Agostino Pozzo, prevosto di San Magno, nella sua opera Storia delle chiese di Legnano, lo descrisse così:
(Agostino Pozzo in Storia delle chiese di Legnano, anno 1650)

### La volta principale

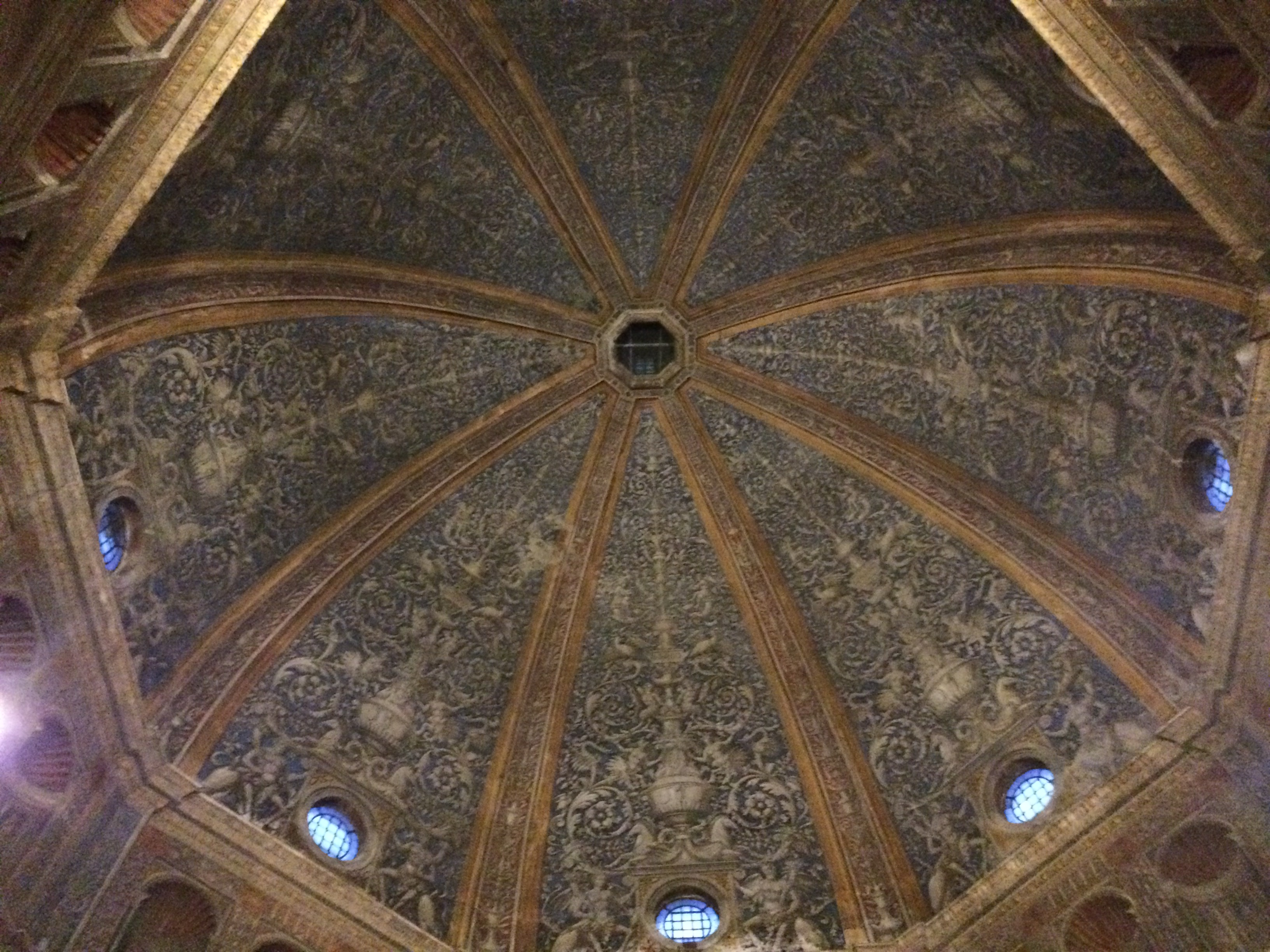
La volta principale

Come già accennato, la prima opera decorativa realizzata nella basilica fu eseguita nel 1515 da Gian Giacomo Lampugnani, che affrescò la volta principale a grottesca dopo aver supervisionato alla costruzione dell'intera chiesa. Complice la sapiente illuminazione naturale interna originata dalle aperture laterali della volta, che permettono una calibrata luminosità a qualsiasi ora del giorno, l'effetto globale è di rilievo assoluto, tanto da estasiare anche lo storico dell'arte Eugène Müntz, che definì tale decorazione "la più bella grottesca della Lombardia".
La volta è divisa in otto spicchi all'interno dei quali sono affrescati dei grandi candelabre da cui si dipanano, partendo dal basso, dei rami. All'interno di questo disegno si aprono le finestre della cupola. Il dipinto è poi completato con la rappresentazione di centauri, delfini, aquile, satiri, cavalli marini, arpie, putti alati e draghi, i cui colori dominanti sono il bianco e il grigio in chiaroscuro. Il blu dello sfondo venne realizzato utilizzando una tintura a base di polvere di lapislazzuli. 

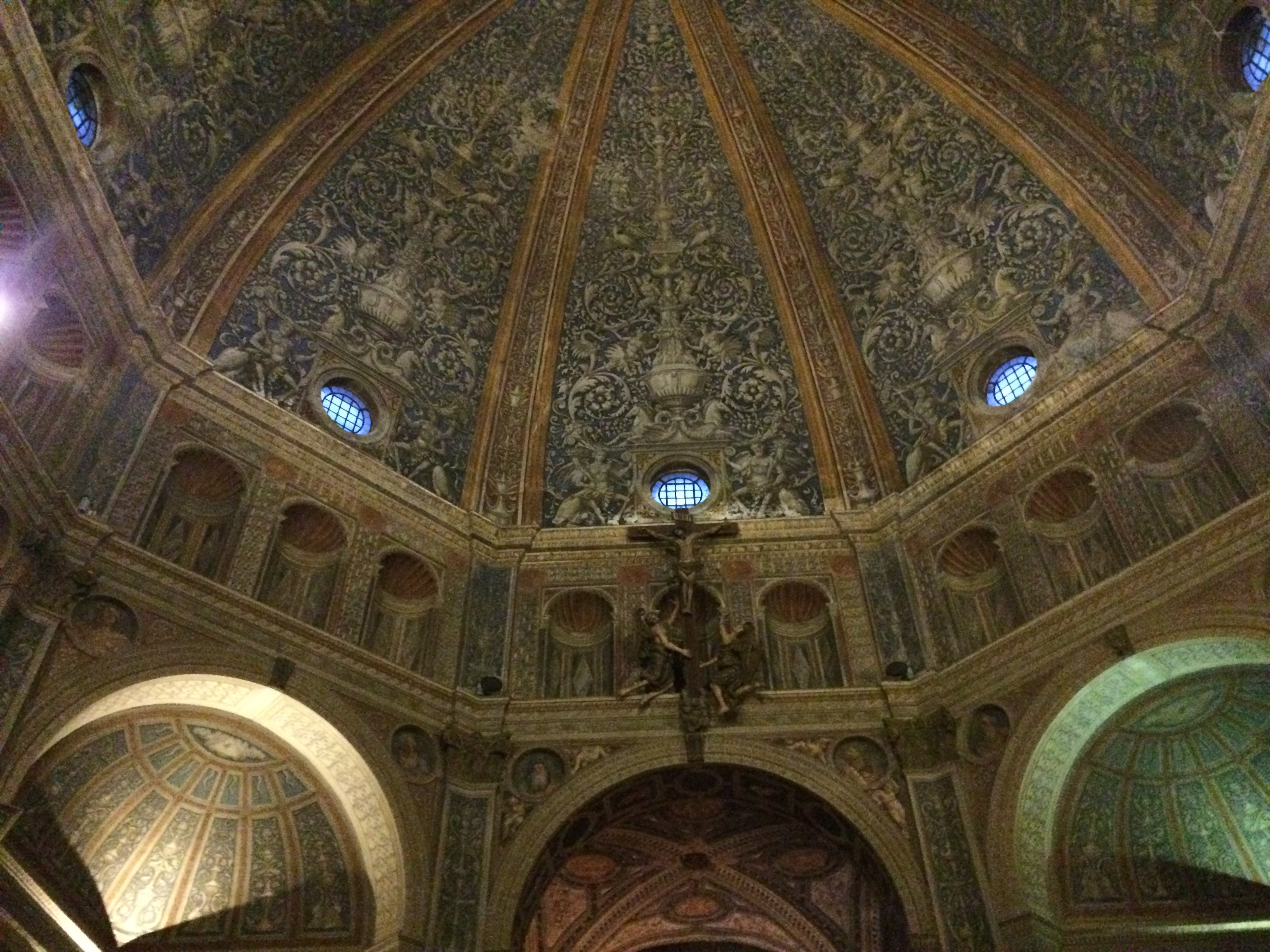
La volta principale. Questa immagine si riferisce alla porzione di cupola che si trova sopra la cappella maggiore. Si possono notare le nicchie e i volti dei profeti, che sono affrescati nei pennacchi

Gli otto spicchi sono divisi da costolature di colore rossastro su cui sono affrescati altre candelabre. La scelta di realizzare otto spicchi non fu casuale: in questo modo l'affresco non ha una direzionalità univoca, ma richiama la pianta centrale dell'edificio, che non possiede nessuna parte architettonicamente dominante sulle altre: in questo modo l'osservatore degli affreschi della volta è spinto a spostare lo sguardo in modo vorticoso e a spirale, visione che si chiude poi sulla lanterna.
Appena sotto la cupola è presente un tamburo ottagonale che è affrescato con una tonalità più tenue rispetto a quella della volta: ciò è l'opposto di quanto generalmente si è fatto nelle decorazioni delle chiese coeve alla basilica, che sono invece caratterizzate da colori più forti nella parti inferiori e più tenui nelle sezioni architettoniche superiori. Il tamburo è caratterizzato dalla presenza di ventiquattro nicchie che sono dipinte internamente con una tonalità grigia e con un colore azzurro piuttosto scuro, che fa risaltare la penombra originata dalle rientranze: sui pilastri del tamburo sono rappresentati dei candelabri, che riprendono la decorazione della volta.
Nel 1923 Gersam Turri dipinse nei pennacchi, ovvero negli spazi tra le arcate maggiori e i capitelli, dodici tondi, uno in ogni elemento architettonico, contenenti i volti altrettanti profeti biblici (da sinistra e destra, partendo dall'arcata situata in corrispondenza della cappella del Santissimo Sacramento e dell'andito, Gioele, Daniele, Giona, Abdia, Amos, Aggeo, Abacuc, Sofonia, Ezechiele, Michea, Zaccaria e Malachia), che si aggiunsero ai quattro profeti dipinti in precedenza: Geremia e Isaia, che si trovano sopra la cappella maggiore e che furono realizzati presumibilmente da Bernardino Lanino; Salomone e Davide, dipinti dai fratelli Lampugnani sopra l'arcata della cappella del Santo Crocifisso. Questo ciclo di pitture è stato realizzato dal Turri ispirandosi ai volti degli affreschi della cappella maggiore, che sono opera del Lanino. Le paraste sono state decorate, sempre da Gersam Turri nel 1923, con candelabre su sfondo azzurro: anche queste decorazioni riprendono l'affrescatura della volta. I sottarchi sono invece impreziositi da pitture che raffigurano delle greche. Le paraste, prima dei lavori di affrescatura di Gersam Turri, erano tutti decorate con rigature e riquadrature di colore grigio: la stessa colorazione grigia era caratteristica anche dei pennacchi poi affrescati nel 1923.
Nel 1967 tutte queste aggiunte furono ridipinte ad affresco da Mosé Turri junior, figlio di Gersam, ispirandosi ai cartoni originali del padre. Mosé Turri junior, nell'occasione, restaurò anche tutti gli affreschi del Lanino della cappella maggiore, che si erano danneggiati nei secoli per problemi di aderenza delle pitture sui muri.

### La cappella maggiore

#### Gli affreschi del Lanino
La volta e le pareti della cappella maggiore furono dipinti da Bernardino Lanino presumibilmente tra il 1562 e il 1564, nel pieno della sua maturità artistica, grazie al contributo economico della famiglia dei Cavalieri Lampugnani, che elargirono all'artista vercellese 1 531 lire, 33 soldi e 6 denari oppure, secondo altri autori, 2 164 lire e 76 soldi, oltre che sostegno morale. Un ruolo determinante fu dato da Bianca Visconti, vedova di Ferdinando Lampugnani e sposa in seconde nozze di Gaspare Antonio Lampugnani. Il contratto tra il Lanino e il curato di San Magno, Battista Crespi, uomo energico ed esperto conoscitore d'arte, fu firmato il 18 aprile 1560 dal notaio Gerolamo Taverna. L'opera del Lanino si compone di otto grandi affreschi più due piccole scene che sono situate sopra le finestre: il ciclo di pitture è stato pensato per "ruotare" intorno al polittico di Bernardino Luini, che si trova al centro della parete frontale e che è stato realizzato qualche decennio prima di questa opera.
Prima degli affreschi del Lanino la cappella maggiore era decorata con disegni geometrici (cerchi e riquadrature) realizzati con la tecnica del graffito. Lo sfondo su cui vennero realizzate queste pitture, che aveva un aspetto rugoso, era di colore giallo. Il Lanino sfruttò la rugosità dell'intonaco precedente per stendere le nuove decorazioni senza asportare le pitture originarie. Con il passare del tempo è sorto un problema: il Lanino non tolse neppure le incrostazioni dovute al fumo delle candele e all'umidità, e quindi i suoi affreschi hanno iniziato a essere soggetti alla formazione di piccole crepe che disegnano una sorta di ragnatela e che sono causate dalla scarsa aderenza delle pitture del Lanino. Il pavimento originario era a mattoni in cotto che erano disposti a spina di pesce; i suoi resti sono stati rinvenuti durante i lavori di restauro effettuati dal 1963 al 1964.

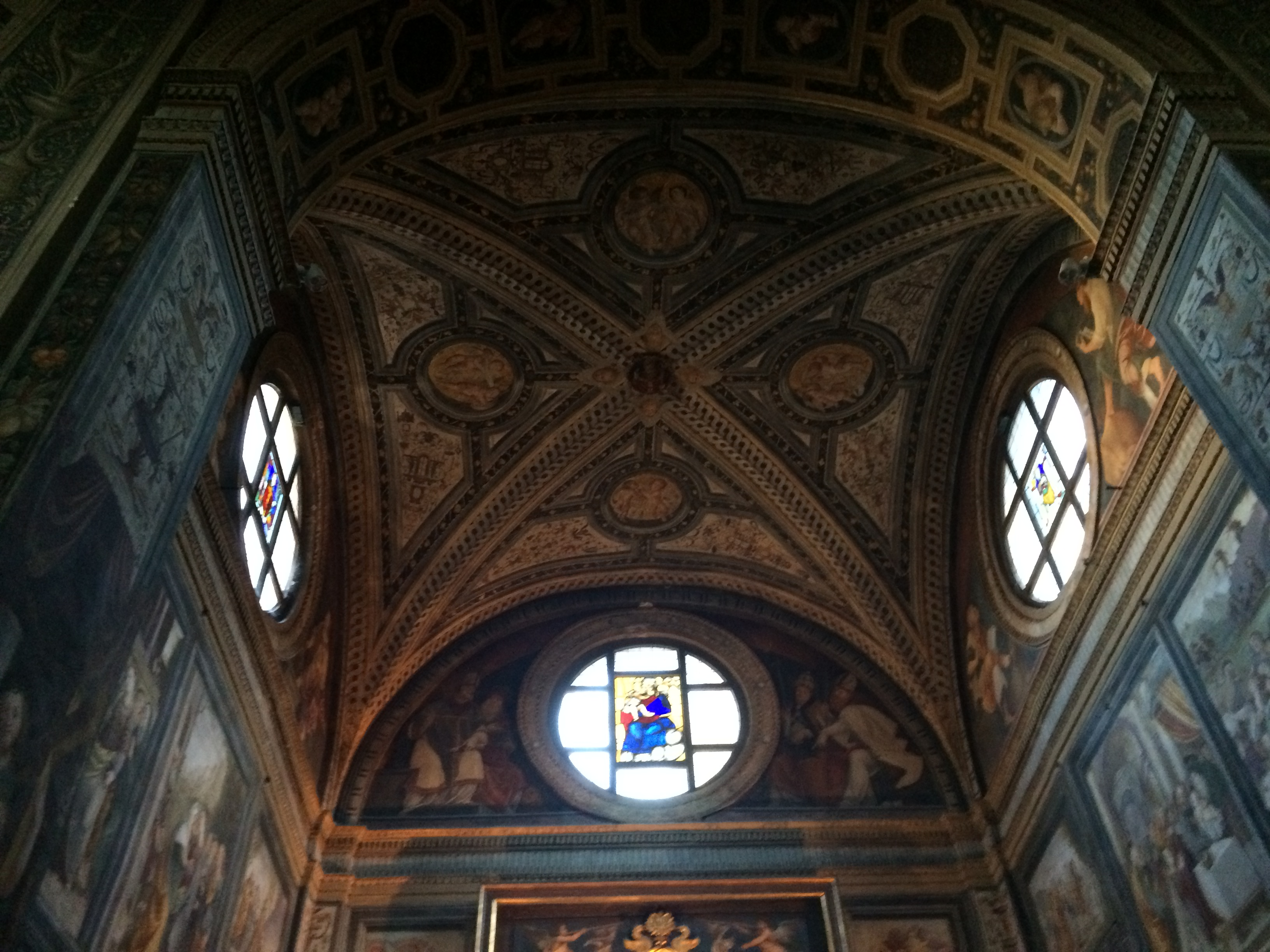
La volta della cappella maggiore

La volta a crociera è decorata da festoni di frutta e da coppie di putti, che sono stati realizzati con stile a grottesca. Il colore dominante della volta è il giallo oro, che volutamente contrasta con il blu scuro della cupola principale. I soggetti dipinti sulla volta della cappella hanno uno stile tipicamente lombardo quattrocentesco. La parte superiore della parete, essendo collocata sotto il cornicione, fa ancora parte, da un punto di vista architettonico, della volta della cappella; essa è suddivisa in lunette, che sono tutte affrescate. Le lunette laterali, che sono accanto ai finestroni, raffigurano i quattro evangelisti: quelle di sinistra san Matteo e san Giovanni evangelista, mentre le lunette di destra san Marco e san Luca. Sulle lunette della parete frontale sono invece stati dipinti i primi quattro Dottori della Chiesa, cioè sant'Ambrogio, sant'Agostino, san Girolamo e san Gregorio.
Anche le pareti sotto il cornicione sono state affrescate. Sulla parete alla destra dell'altare sono rappresentati lo Sposalizio della Vergine, la Visitazione della Beata Vergine Maria, l'Adorazione dei pastori e la Visita dei magi. La parete di sinistra è invece decorata con il Viaggio verso Nazareth, la Purificazione della Beata Vergine Maria, la Strage degli Innocenti, il Ritorno a Nazareth e la Disputa. In quest'ultima scena sono presenti i ritratti del Lanino e del suo aiutante, che prestano il loro volto ad alcuni passanti. L'arco trionfale è invece affrescato con angeli in volo e con motivi geometrici decorati da frutti. Il risvolto dell'affresco che dà verso il centro della chiesa è invece dipinto con candelabre di frutta e ortaggi, mentre sullo spazio tra l'arco trionfale e i piloni dell'edificio sono presenti due tondi che sono sostenuti da angeli aventi il volto di due profeti.
Sulla parete di fondo, ai lati del polittico del Luini, sono dipinti san Rocco e san Sebastiano, mentre sui pilastri d'ingresso sono raffigurati Gesù Cristo e san Magno. Questi ultimi sono sovrastati da baldacchini impreziositi da tende purpuree. Sempre frontalmente sono presenti anche le raffigurazioni dei profeti Isaia e Geremia e quattro putti. Questa cappella, nel suo complesso, ha una grande valenza artistica, soprattutto per quanto riguarda la fattura dei personaggi dipinti. Rappresenta, a detta degli esperti, uno dei capolavori del Lanino.

#### L'ingrandimento della cappella

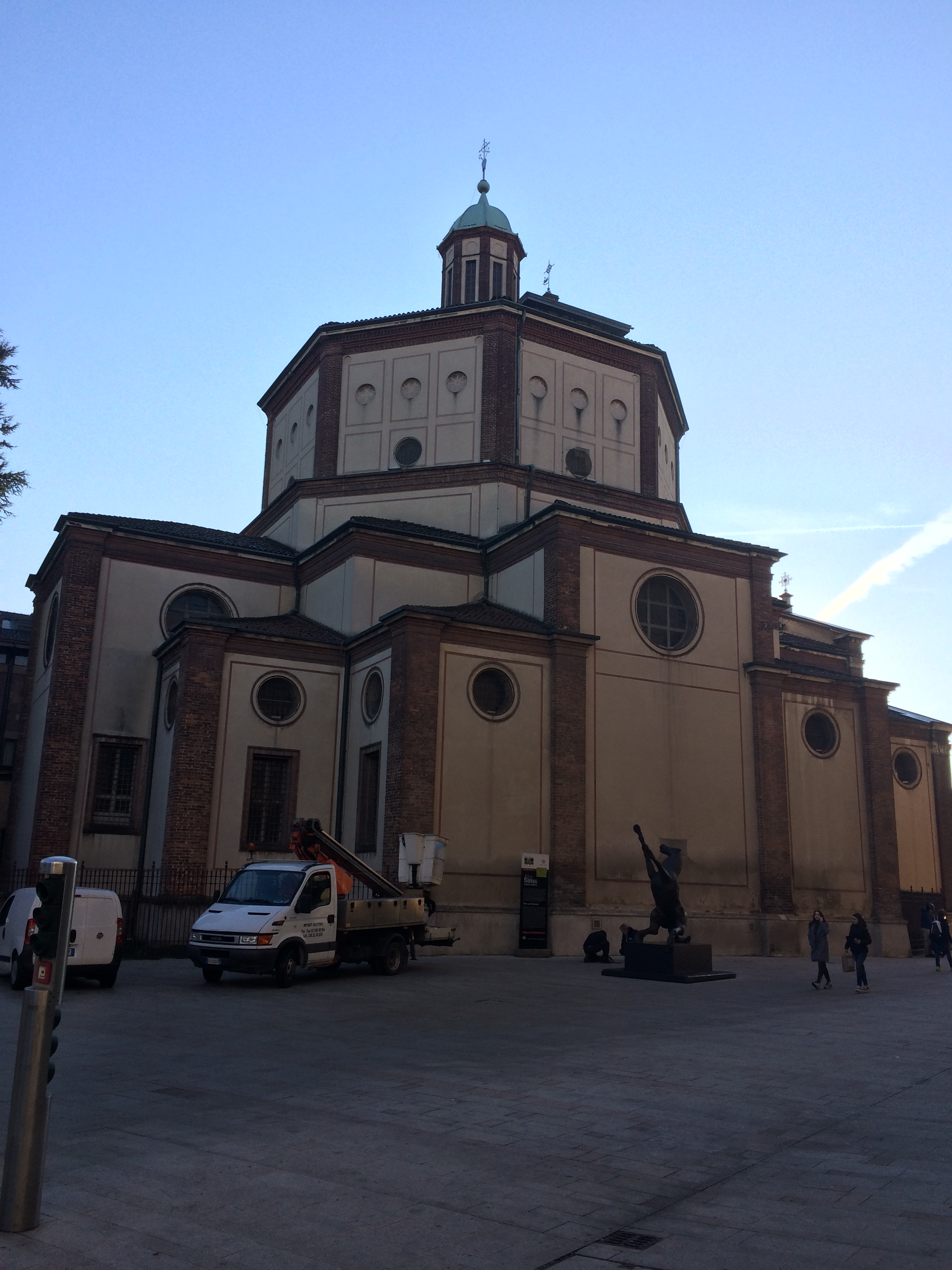
Vista laterale della basilica. Sull'estrema sinistra si può notare la maggiore lunghezza della cappella maggiore rispetto a quella delle altre

Le dimensioni della cappella maggiore fanno nascere una contraddizione: essendo superiori a quelle delle altre cappelle, viene meno la perfetta simmetria dell'impianto architettonico della basilica, che è tipica dei progetti bramanteschi. Il fatto che in origine le dimensioni delle cappelle della basilica fossero tutte uguali è confermato da due argomentazioni supportate da prove tangibili. La prima è legata all'osservazione che le decorazioni originarie realizzate con tintura di colore giallo non sono presenti nella parete frontale della cappella, quella su cui poggiano gli stalli del coro, mentre la seconda argomentazione è basata sulla presenza di particolari crepe di assestamento, che indicano lo spostamento e la ricostruzione della parete frontale della cappella.
Per quanto riguarda i motivi di tale ingrandimento, le ipotesi sono due. La prima congettura ipotizza che sia stato il Lanino a chiedere l'ampliamento della cappella maggiore per fornire uno spazio scenico di superficie maggiore alle sue pitture. In questo caso, potrebbe essere una prova a favore della modifica da parte del pittore la durata documentata complessiva del lavoro di affrescatura, che è iniziato nel 1560 (anno della firma del contratto) ed è terminato nel 1564 (fine lavori comprovato da vari documenti). Questo è un lasso di tempo piuttosto lungo considerando le caratteristiche dell'opera: in questi quattro anni, pensando alle tecniche pittoriche utilizzate all'epoca, possono essere tranquillamente compresi anche i lavori di ingrandimento della cappella, che presumibilmente durarono dal 1560 al 1562, e la fase di pittura delle pareti, che proseguì dal 1562 al 1564, lasso di tempo confermato anche dai pagamenti di denaro versati all'artista, che durarono dal 26 luglio 1562 al 29 novembre 1564 con il saldo finale che venne erogato l'11 aprile 1565. L'anno di fine lavori, il 1564, è poi comprovato da un altro documento.
La seconda ipotesi sull'ingrandimento della cappella è legata al già citato incendio che coinvolse Legnano il 10 dicembre 1511 e che fu opera delle truppe svizzere che facevano parte della Lega Santa. Le fiamme, che danneggiarono anche i ponteggi dell'erigenda basilica, come testimoniano le tracce di annerimento trovate sull'arco trionfale, furono l'occasione per rifare la cappella maggiore trasformando la struttura della volta dalla tipologia a botte a una forma a crociera: durante questi lavori, forse ne vennero aumentate anche le dimensioni.

#### Il polittico del Luini
Altro capolavoro presente nella basilica è il polittico di Bernardino Luini, opera commissionata il 5 luglio 1523, che si trova dietro l'altare maggiore. Il polittico del Luini è considerato unanimemente dagli storici dell'arte come uno dei capolavori dell'artista lombardo, se non la sua opera migliore. A proposito della richiesta al Luini di eseguire l'opera, nell'archivio parrocchiale di San Magno è riportato che:
(Archivio parrocchiale di San Magno)
Secondo alcune ipotesi, negli anni in cui venne realizzato questo polittico, il Luini visse per lungo tempo a Legnano. Il motivo di tale soggiorno era presumibilmente legato all'epidemia di peste che afflisse Milano e che obbligò molti a rifugiarsi in luoghi isolati o periferici per sfuggire al morbo. Secondo la testimonianza di Agostino Pozzo, il Luini ebbe comunque occasione, al di là di un suo ipotetico e lungo soggiorno legnanese, che sarebbe durato un anno, di dipingere, nel borgo, altre opere. A tal proposito, nei suoi scritti, il prevosto di San Magno riporta che: 
(Agostino Pozzo)

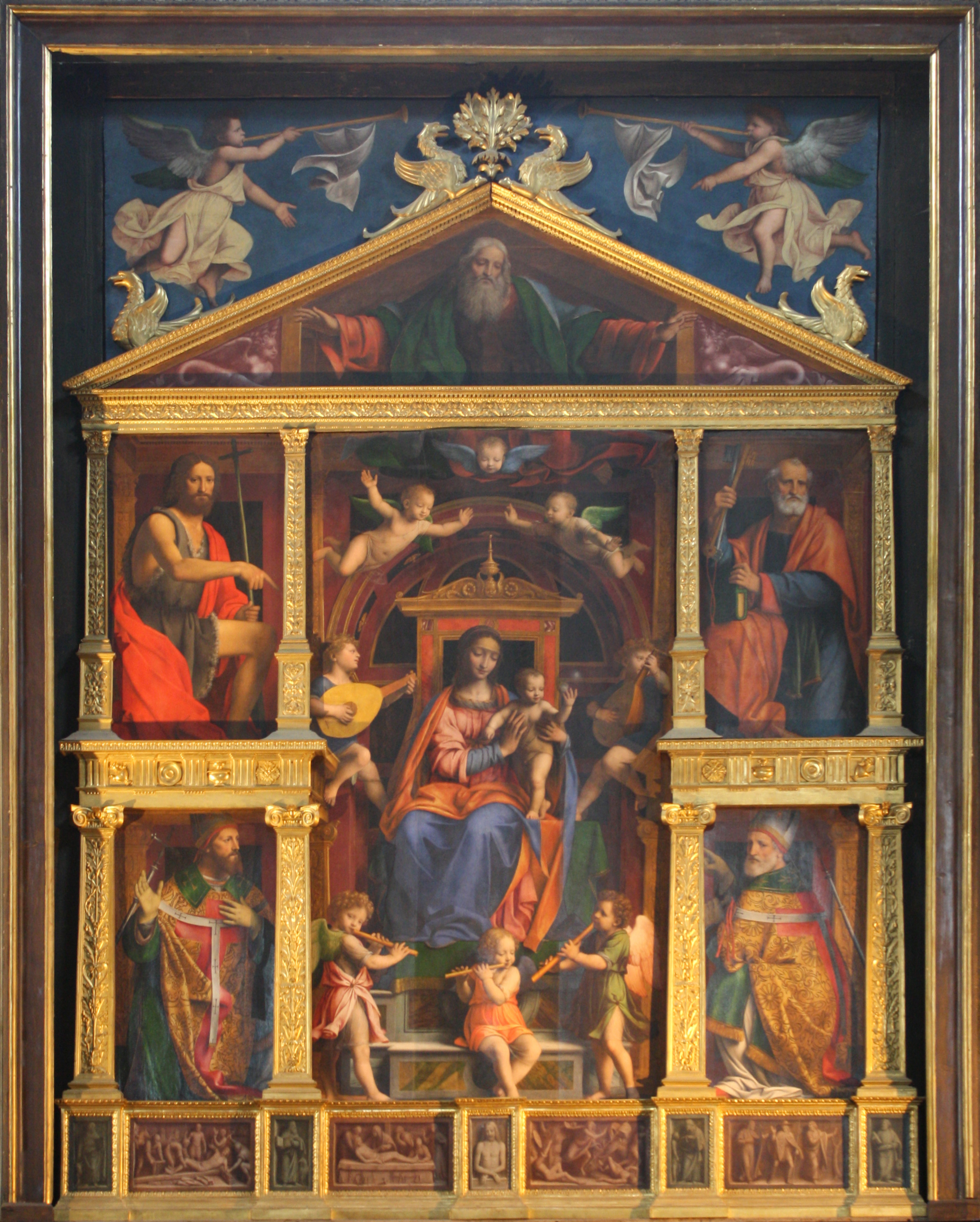
Il polittico di Bernardino Luini, realizzato nel 1523, che è conservato nella cappella maggiore

Il polittico in questione, che misura circa 3 m x 5 m, ha uno stile pittorico molto diverso da quello di tutte le opere circostanti. Sopra il timpano è presente una tavola che è decorata da due angeli intenti a suonare la tromba. In origine erano presenti due ante, poi andate perdute, che venivano richiuse sopra il polittico nei giorni feriali per proteggere i dipinti sottostanti; sulle due ante erano raffigurate, rispettivamente, santa Caterina e un gruppo di angeli. Una copia delle due ante potrebbe essere conservata presso l'Isola bella, all'interno di palazzo Borromeo: commissionate da Federico Borromeo, queste copie vennero viste da Agostino Pozzo nel 1639 all'interno dello storico edificio.
Sul timpano del polittico è raffigurato il Padre Eterno, mentre sulla tavola centrale, che ha dimensioni cospicue, è dipinta in stile leonardesco una Madonna col Bambino seduta sul trono che è attorniata da un cherubino e da otto angeli. I tre angeli dipinti sulla parte superiore cantano in coro, i due raffigurati lateralmente alla Madonna suonano dei liuti, mentre i tre rappresentati ai piedi della Vergine eseguono melodie grazie a dei flauti. Nelle quattro tavole laterali sono invece dipinti san Giovanni Battista, san Pietro apostolo, san Magno e sant'Ambrogio, con questi ultimi due che sono rappresentati in una posa con la quale indicano la scena centrale, quella dove è raffigurata la Madonna col Bambino. Sulla predella inferiore, all'interno dei piccoli scomparti verticali, sono rappresentati in chiaro scuro san Luca e san Giovanni, l'Ecce Homo, san Matteo e san Marco, mentre nelle sezioni orizzontali sono dipinti, sempre con la medesima tecnica, il Cristo inchiodato alla Croce, la Posa nel Sepolcro, la Resurrezione e l'Incontro di Emmaus.
Di notevole valenza artistica è anche la cornice dorata, che è originale, dato che risale al tempo in cui il Luini realizzò questa opera. La volta affrescata dal Lanino, come già accennato, ha come punto focale di tutte le sue decorazioni il polittico del Luini. Nel 1624, su tale polittico, Federico Borromeo scrisse:
(Federico Borromeo)
Già nel 1634 il valore stimato dell'opera fu stimato in 10.000 scudi, tant'è che nei secoli è stata oggetto di ripetuti tentativi di compravendita. Nel 1857 un museo britannico offrì 420.000 svanziche per averla, offerta poi rifiutata, mentre nel 1906 il periodico britannico specializzato in arte Magazine Office Arts accusò le autorità ecclesiastiche locali di aver trascurato l'opera, incuria che avrebbe causato, a loro dire, danni alla stessa; il periodico invitò quindi il governo britannico a chiedere ufficialmente alle autorità politiche italiane la cessione del polittico, che sarebbe stato poi destinato al National Gallery di Londra. Il governo italiano rifiutò, dimostrando l'infondatezza delle accuse.

#### L'altare maggiore

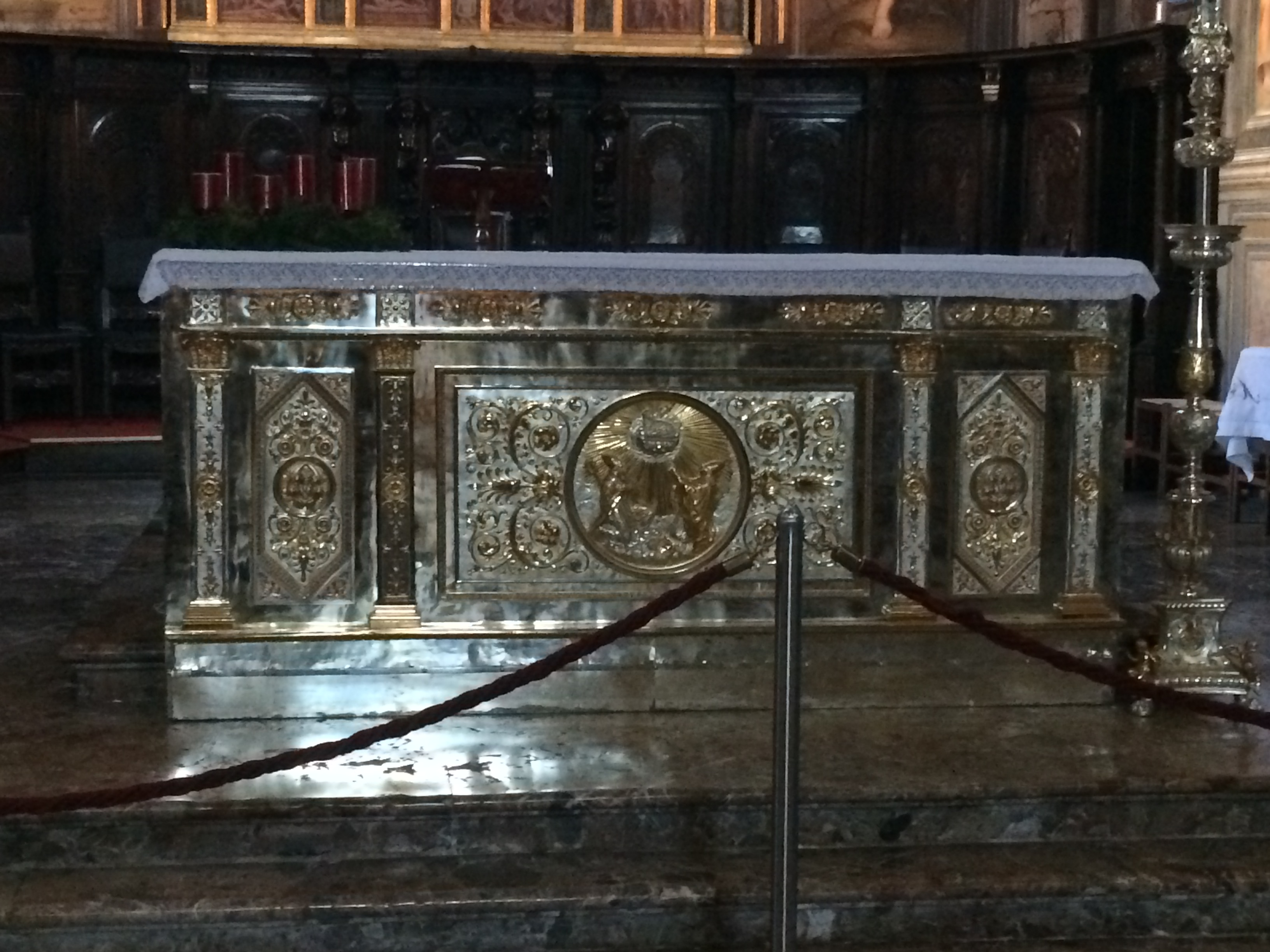
L'altare maggiore della basilica di San Magno

In questa cappella è presente l'altare maggiore, che è stato realizzato nel 1587 tutto d'un pezzo da un unico blocco di marmo. Originariamente nella cappella era presente un altro altare che era addossato, come da tradizione dell'epoca, alla parete di fondo. L'altare maggiore del 1587 è definito così da una nota dell'archivio parrocchiale:
(Nota dell'archivio parrocchiale di San Magno)
L'altare maggiore del 1587 fu consacrato solo il 23 maggio 1639: in precedenza vi si celebrava sopra messa grazie a un altare portatile. Sulla sua consacrazione, Agostino Pozzo scrisse:
(Nota dell'archivio parrocchiale di San Magno)
In sacrestia è conservato un tempietto con tabernacolo di grande valore artistico, opera dei fratelli Coiro, che aveva ai lati due modiglioni di legno dorato. Realizzato e posizionato dietro la mensa dell'altare maggiore nella prima parte del XVII secolo, quando quest'ultimo si trovava ancora addossato al muro frontale della cappella, era collocato sopra uno zoccolo realizzato in mattoni.
Nel XVIII secolo, in occasione del primo trasferimento dell'altare maggiore, che venne spostato dal muro frontale al centro della cappella, fu realizzato un nuovo tabernacolo più piccolo, questa volta sostenuto da alcuni gradini, in sostituzione di quello dei fratelli Coiro, nel frattempo spostato in sacrestia: su di esso era collocato un tempietto, la cui altezza oscurava metà del polittico del Luini. Contestualmente, sopra l'altare, furono anche posizionati un capocielo in stile rococò e un velario. In seguito, lateralmente al capocielo, vennero collocate due statue lignee raffiguranti degli angeli adoranti.
Tra le conseguenze del Concilio Vaticano II ci fu la riforma liturgica che comportò, tra l'altro, lo spostamento degli altari in direzione versus populum (in it. "verso il popolo"), ovvero verso i fedeli: fino ad allora tutte le mense sacre erano infatti orientate versus absidem (in it. "verso l'abside"), ovvero dalla parte opposta, in direzione della Terra santa, con il sacerdote rivolto verso oriente. Questo è il motivo, tra l'altro, del già citato orientamento a est della cappella maggiore della basilica legnanese. Questo spostamento, nella basilica di San Magno, venne eseguito nel 1963: contestualmente furono eliminate tutte le aggiunte settecentesche e vennero rimosse le due statue lignee per permettere la visione completa del polittico del Luini. Furono eliminate anche le balaustre in marmo e le lampade pendenti così da lasciare, come luogo per le celebrazioni, il solo blocco marmoreo: nell'occasione l'altare maggiore, oltre che girato di 180°, fu anche spostato più avanti. Dopo questi lavori, nel 1968, l'altare maggiore della basilica è stato riconsacrato.

### La cappella di San Pietro Martire

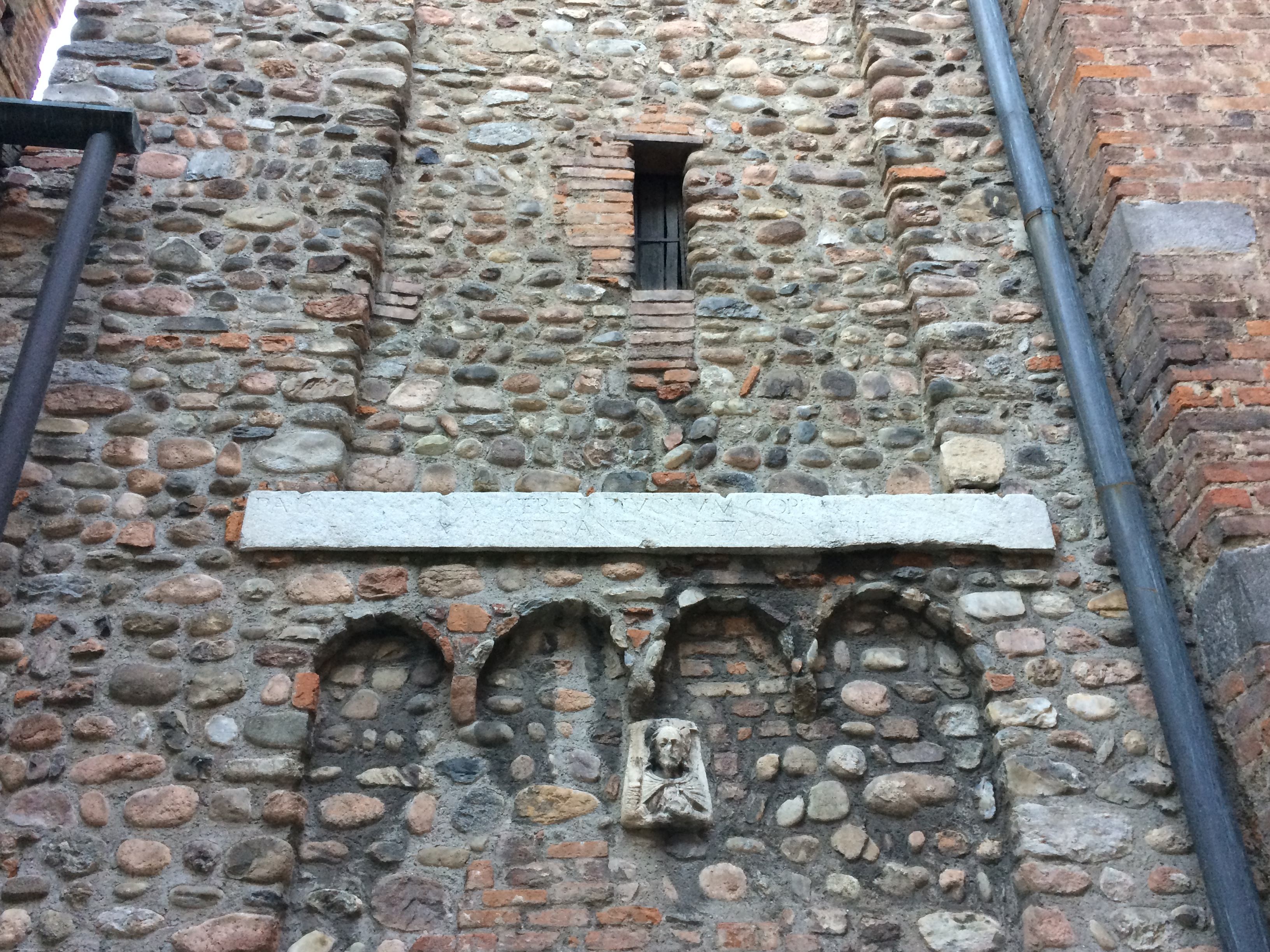
Il distico di Gian Alberto Bossi

In origine non era una cappella, ma un semplice atrio di ingresso al campanile romanico dell'antica chiesa di San Salvatore. Con lo spostamento degli ingressi alla basilica, che venne effettuato dal Richini nel 1610, diventò l'anticamera d'accesso alla canonica. Sempre in occasione di questo avvenimento, venne qui trasferito il distico realizzato da Gian Alberto Bossi nel 1518 scolpendo un architrave di pietra, che ornava originariamente la porta principale della facciata situata a nord, poi murata. In particolare, il distico si trova sopra la porta del campanile dell'antica chiesa di San Salvatore che conduce all'esterno e che è detta "del prevosto" perché è rivolta verso le case canonicali. Questa scritta recita:
(Distico di Gian Alberto Bossi scolpito su un architrave della basilica di San Magno)

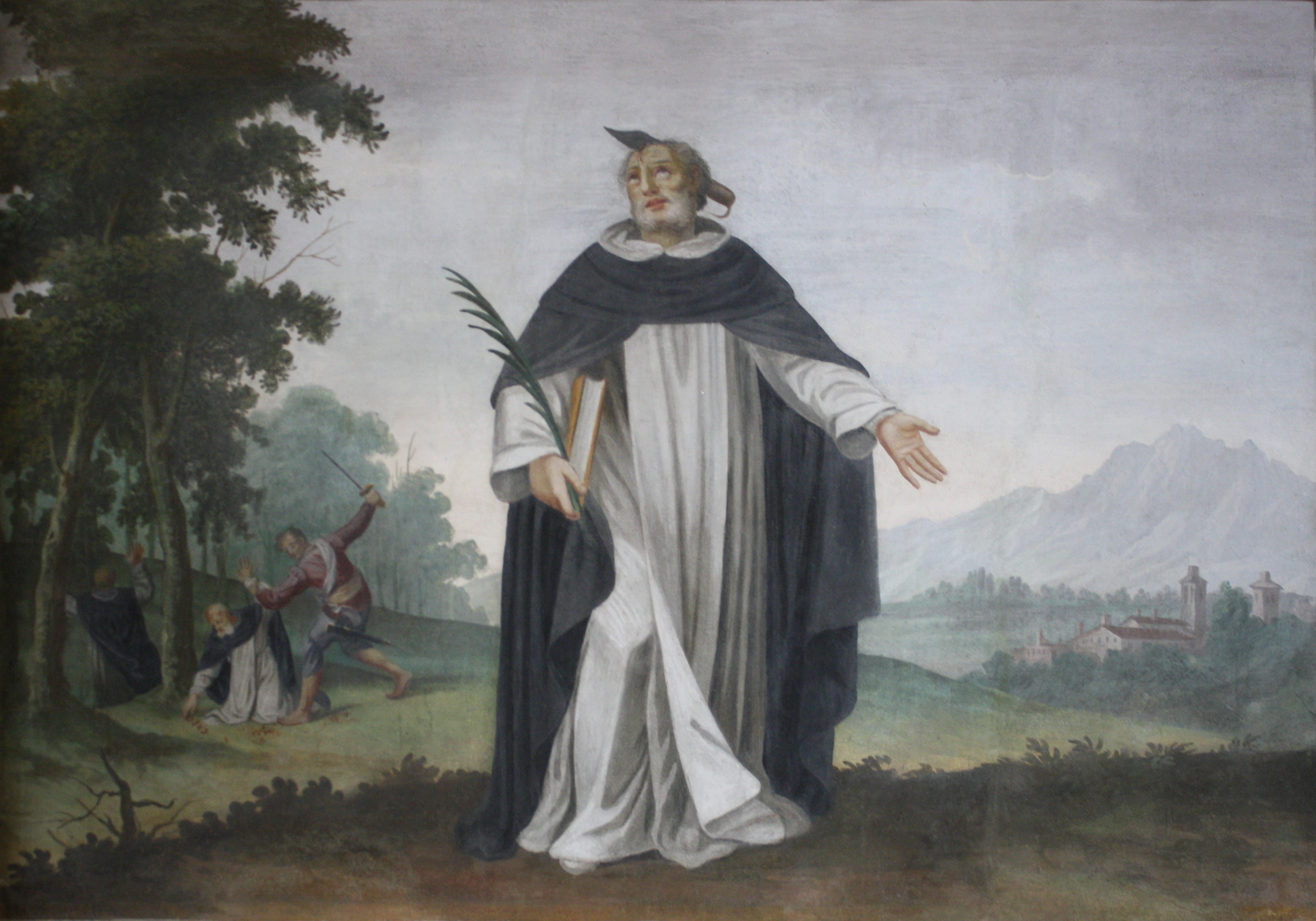
Affresco del 1830 di Beniamino Turri che raffigura San Pietro Martire. Sullo sfondo è rappresentata la scena del martirio

La cappella di San Pietro Martire, che venne dedicata a questo santo domenicano (da non confondere con l'apostolo Pietro) a metà del XVI secolo, è stata originariamente affrescata da Evangelista Luini, figlio del già citato Bernardino, nel 1556, dipinti poi andati perduti. Inizialmente gli affreschi furono erroneamente attribuiti al Lanino. Altra errata attribuzione vuole che gli affreschi siano stati dipinti da Aurelio Luini, altro figlio di Bernardino, ma lo stile delle raffigurazioni e il periodo di realizzazione portano appunto, con una certa sicurezza, a Evangelista Luini, fratello di Aurelio.
Gli affreschi cinquecenteschi rappresentavano, sulla parete centrale, il martirio di san Pietro sovrastato da quattro putti musicanti (dipinti sulla volta, che era affrescata con uno sfondo lumeggiato con stelline dorate) e attorniato da un Dio benedicente e da cherubini (dipinti sulla lunetta). In particolare, il Dio benedicente era ispirato al Padre Eterno raffigurato dal padre di Evangelista, Bernardino, nella pala conservata nella cappella maggiore. Sulle colonne erano invece dipinti san Magno, san Rocco, san Sebastiano e san Giovanni evangelista, mentre sotto la cornice erano stati affrescati motivi dorati azzurri e rossi. 

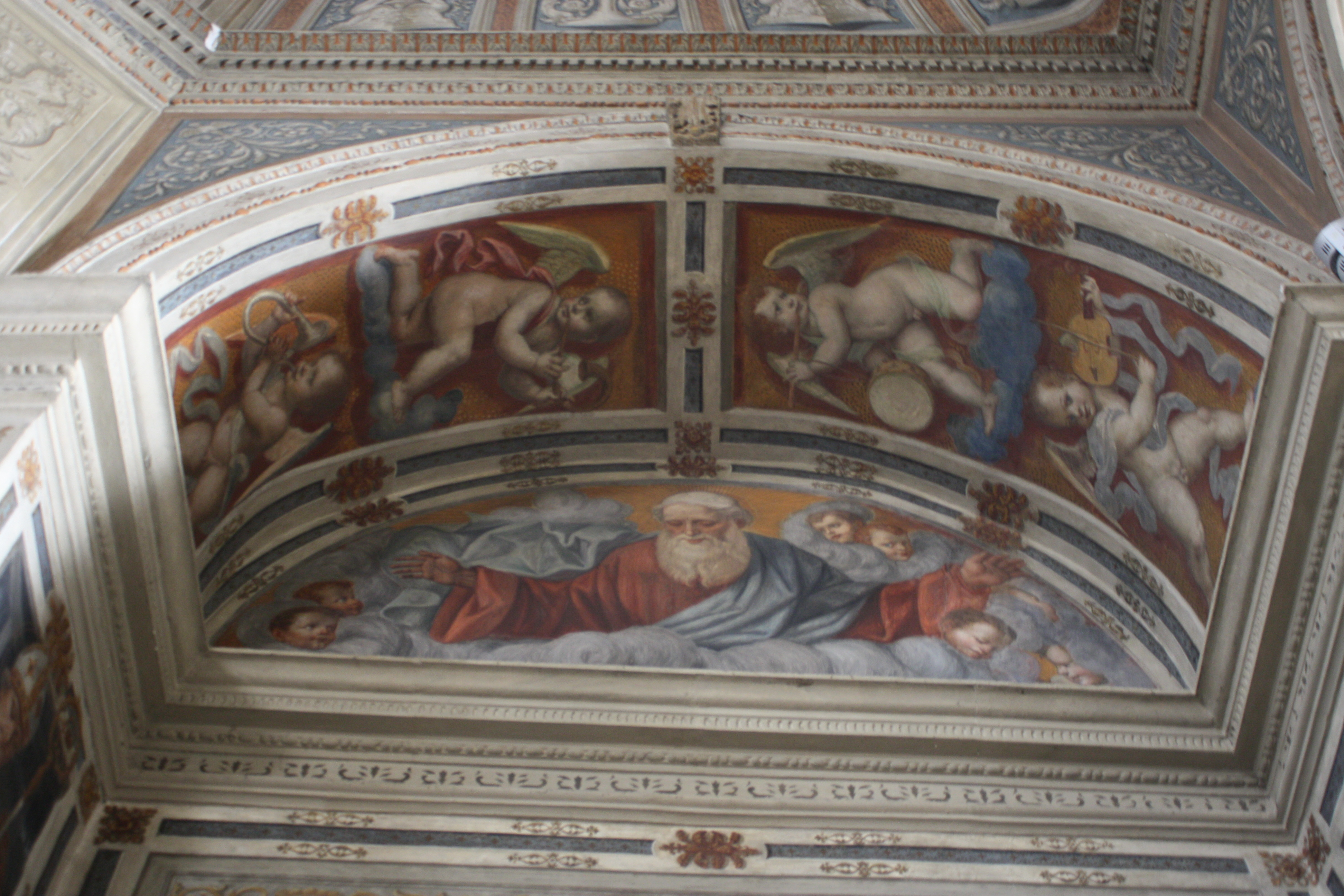
Affresco di Gersam Turri dell'inizio del XX secolo che raffigura il Padre Eterno che benedice allargando le braccia, conservato nella cappella di San Pietro Martire

Il motivo della perdita dell'affresco originario è legato all'epidemia di peste che colpì l'Alto Milanese tra il 1576 e il 1577: per ordine di Carlo Borromeo, arcivescovo di Milano dal 1564 al 1584, vennero imbiancate le pareti delle chiese dell'arcidiocesi sperando, con questo atto di rinuncia, di ingraziarsi Dio. Le uniche parti della basilica di San Magno che si salvarono dall'imbiancatura furono le figure rappresentanti la Vergine Madre e gli affreschi della cupola maggiore; quest'ultima evitò di essere coperta perché poco accessibile e per le veementi proteste dei legnanesi.
Gli affreschi cinquecenteschi della cappella di san Pietro Martire, coperti ormai da decenni con uno strato di tintura bianca, vennero probabilmente distrutti nel 1610 in occasione dei già citati lavori del Richini durante i quali, nella cappella, venne aperto un nuovo ingresso conducente all'antico campanile della chiesa di san Salvatore. In aggiunta, un'altra concausa della distruzione degli affreschi potrebbe essere stato il già citato trasferimento dell'organo degli Antegnati in questa cappella, che rese necessari lavori anche sulle pareti. Proprio il nuovo spostamento dello storico strumento musicale che avvenne, come già accennato, nel 1830, portò alla scoperta degli antichi affreschi.
Dopo aver eliminato l'imbiancatura, Beniamino Turri ridipinse la figura di san Pietro Martire. All'inizio del XX secolo tornarono alla luce le tracce delle pitture originarie che raffiguravano gli angeli e le figure laterali al santo: in questa occasione Gersam Turri rifece il Padre Eterno, mentre nel 1967 Mosé Turri junior restaurò l'intero ciclo di pitture, scoprendo altre tracce dell'affresco originale.

### La cappella del Santo Crocifisso

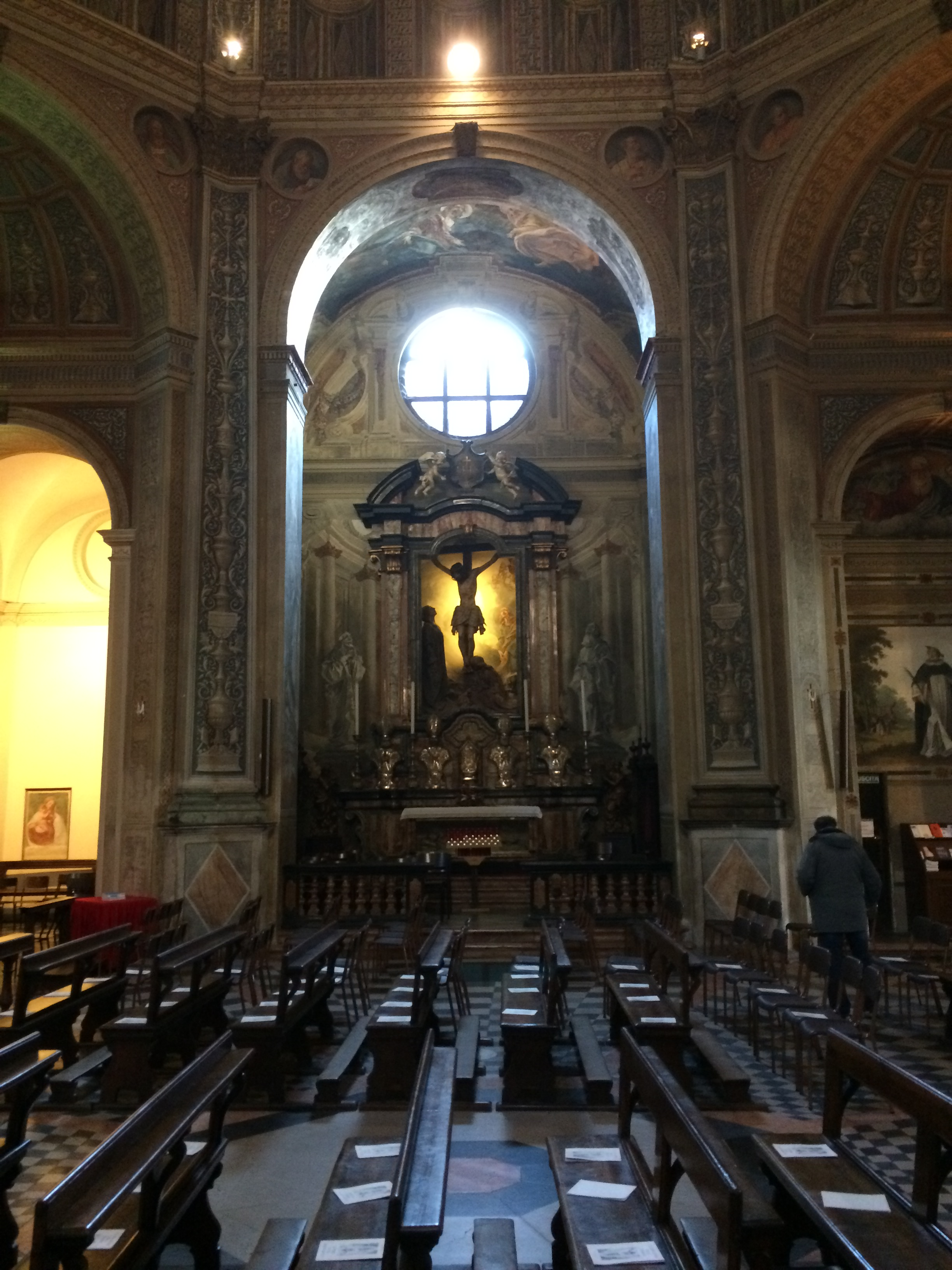
La Cappella del Santo Crocifisso

La cappella laterale di sinistra è dedicata al Santo Crocifisso. In origine, prima dello spostamento dell'ingresso a opera del Richini, che avvenne all'inizio del XVII secolo, questa cappella rappresentava l'andito che metteva in collegamento la chiesa con l'abitazione del prevosto e del coadiutore. Quando fu trasformata in cappella vera e propria, nel 1616, fu dedicata a san Carlo Borromeo. Per tale motivo la cappella conservava due tele rappresentanti il santo che sono state trasferite in un'altra cappella della basilica, in occasione della nuova intitolazione di quest'ultima a san Carlo e san Magno.
Nella cappella del Santo Crocifisso è anche presente un altare realizzato con marmi preziosi che risale al XVIII secolo. Anche la lavorazione dei rivestimenti marmorei è di notevole fattura. Un tempo era sormontato da due putti che sostenevano le insegne di san Carlo, ovvero la mitra e il pastorale, con al centro il cappello cardinalizio su cui era riportato il motto della famiglia Borromeo.
La cappella è stata affrescata nel 1925, in occasione della nuova dedicazione al Santo Crocifisso, con alcune raffigurazioni di scene bibliche quali Pilato che rimanda Gesù, l'Incontro con la Vergine, san Pietro e san Paolo (questa scena è stata dipinta di fianco all'altare), san Giovanni e gli angeli (realizzati dentro la nicchia), Geremia e Davide (sui pilastri) e un Cristo nell'orto (sulla volta). Gli affreschi sono stati eseguiti da Eliseo Fumagalli, che era pittore e scenografo di teatro: quest'ultima professione si desume dalla struttura e dalla composizione delle scene dipinte, che sono di chiara origine teatrale.
Nella cappella è stato trasferito, sempre in occasione dell'ultima intitolazione, una preziosa statua lignea rappresentante un Cristo deposto un tempo conservata in sacrestia e poi trasferita nella cappella del Battistero: a questa opera, che è collocata in una teca di vetro, sono state aggiunte due statue di cartapesta decorate a stucco in stile settecentesco, realizzate anch'esse da Eliseo Fumagalli, che raffigurano l'Addolorata e la Maddalena piangenti sotto il crocifisso.

### La cappella dell'Immacolata

#### Le decorazioni della cappella dell'Immacolata

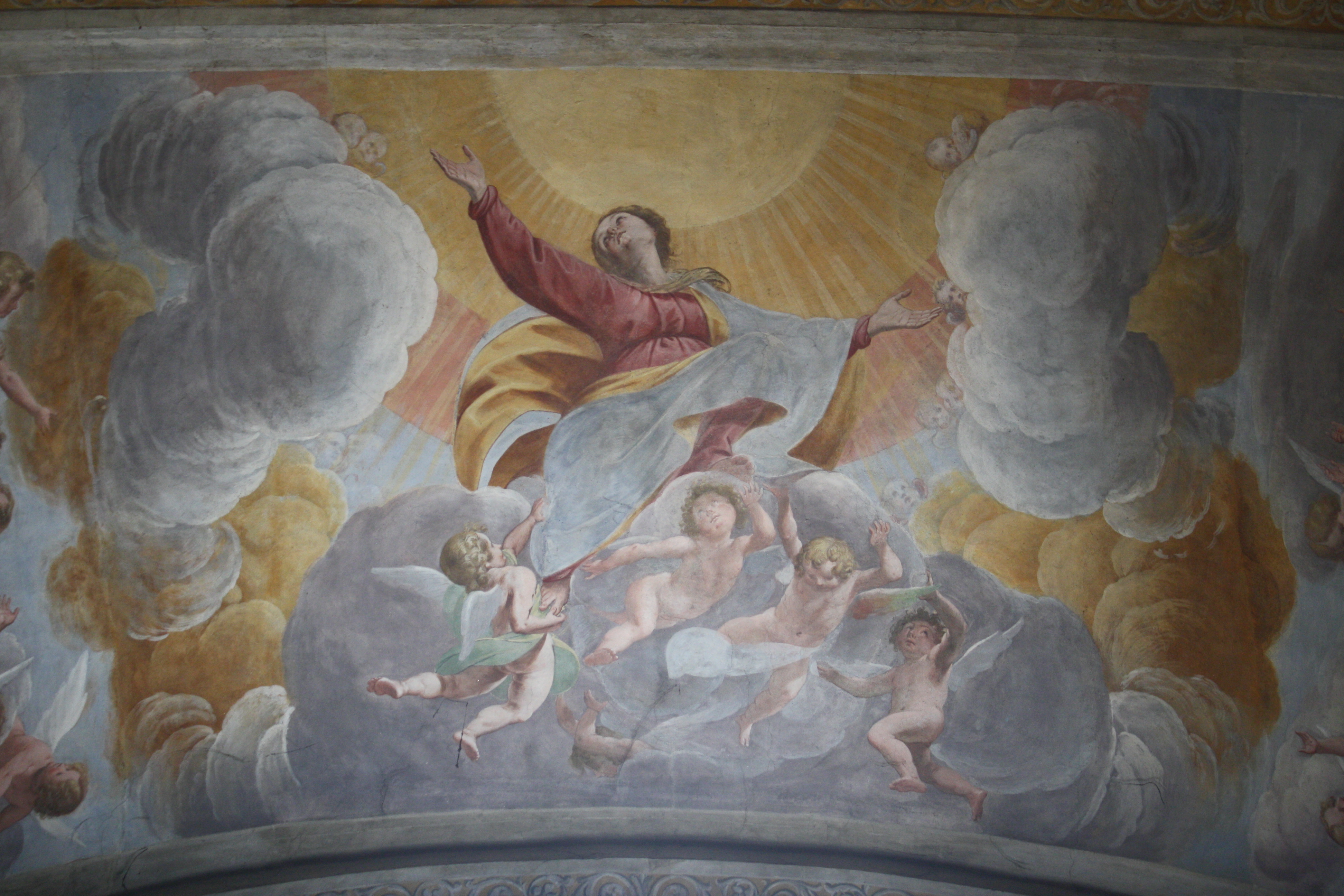
Affresco del 1633 di Francesco e Giovanni Battista Lampugnani raffigurante l'Assunzione della Vergine, che è conservato nella cappella dell'Immacolata

La cappella dell'Assunta, chiamata anche dell'Immacolata, era in origine un atrio in corrispondenza del quale era presente l'antico ingresso della basilica. Con i già citati lavori eseguiti dal Richini, nel 1610, l'ingresso venne spostato nella posizione moderna e quindi l'atrio venne trasformato nella cappella dell'Assunta. In origine era dedicata a Santa Maria e San Giuseppe. Originariamente questa cappella, quando fungeva da ingresso della basilica, ospitava l'organo.
Gli affreschi della volta, che sono stati eseguiti da Francesco e Giobatta Lampugnani, sono del 1633 e raffigurano l'Assunzione di Maria. La Madonna, nell'affresco, sale in cielo accompagnata da alcuni angeli che sono estasiati dal miracolo. Sugli archi sono dipinti cinque putti, mentre sulle colonne sono raffigurate santa Lucia e sant'Agata: anche questo ciclo di pitture è dei due pittori Lampugnani sopramenzionati. Le pareti, che raffigurano delle colonne marmoree sormontate da soffitti a cassettoni, sono state affrescate nel 1646 da Giovan Battista e Girolamo Grandi che realizzarono, tra l'altro, anche un'analoga scena all'interno della XII cappella del Sacro Monte di Varese. La parete di fondo è stata invece affrescata nel XVIII secolo dall'abate Molina.

#### La pala d'altare del Giampietrino

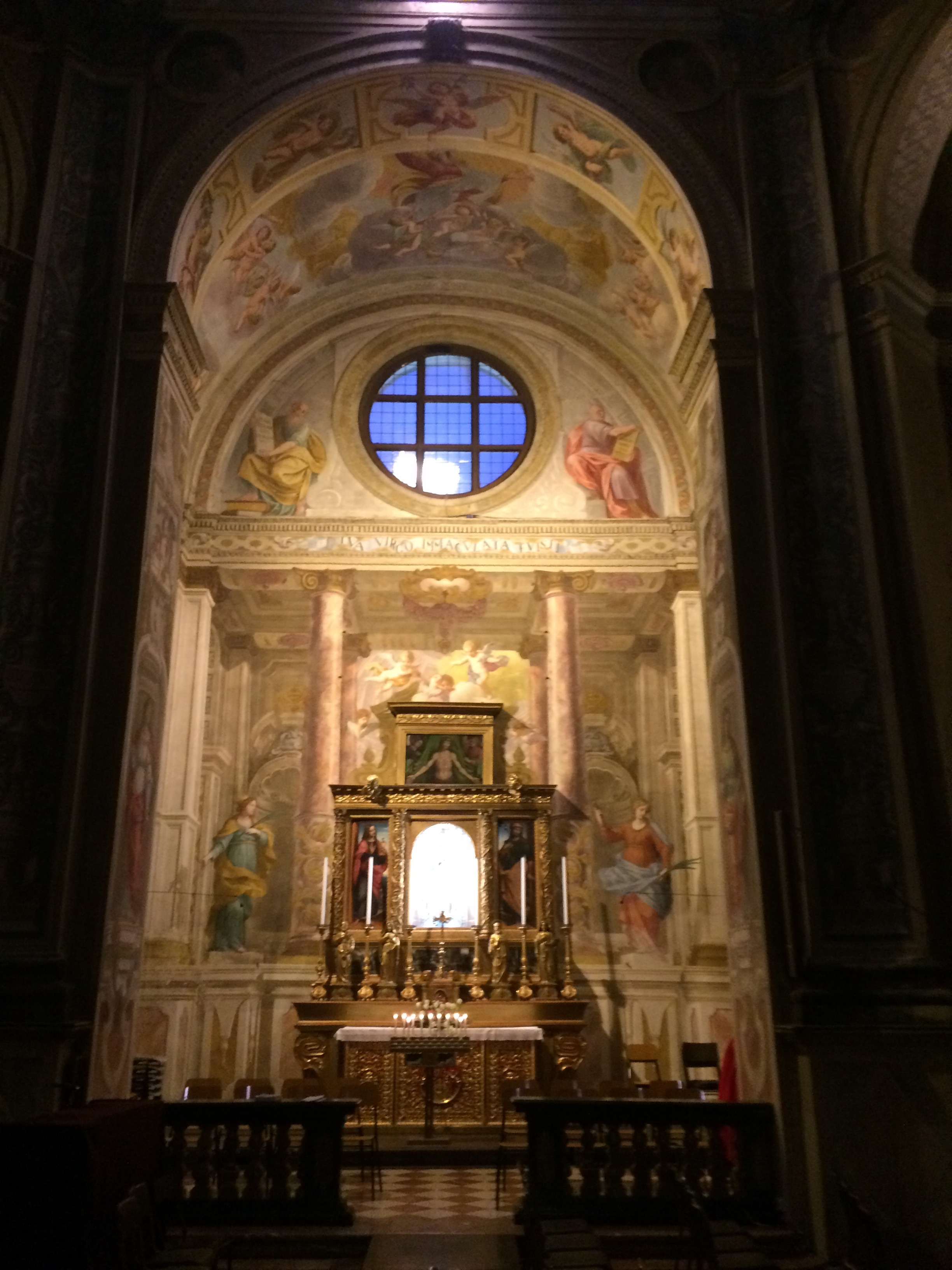
La cappella dell'Immacolata con al centro la pala d'altare del Giampietrino

La cappella dell'Immacolata ospita dal 1610 una pala d'altare del Giampietrino risalente presumibilmente al 1490 e un tempo raffigurante, al centro, una Madonna col Bambino. Le ultime notizie documentate della parte centrale di questa opera d'arte, come testimonia Agostino Pozzo, sono datate 1650: poi se ne sono perse le tracce. Di questa opera, e dei suoi presunti miracoli, Agostino Pozzo scrisse:
(Agostino Pozzo)
La pala del Giampietrino, che è la più antica opera d'arte presente nella basilica, proviene dall'antica chiesa di San Salvatore. Alcuni studiosi dell'arte contestano però questa datazione: considerando lo stile delle pitture, a loro dire la pala sarebbe stata realizzata in un periodo compreso tra il 1520 e il 1530.
Nella pala del Giampietrino, in sostituzione dell'originaria Madonna col Bambino, venne realizzata nel XVIII secolo una pregevole statua lignea raffigurante l'Immacolata nell'atto di schiacciare il serpente, ovvero Satana. La pala è quindi ora composta da una parte sinistra, dov'è raffigurato san Giovanni Evangelista, dallo scomparto centrale, dov'è collocata la citata statua lignea settecentesca, e da una parte destra, dov'è è raffigurato san Giuseppe.
I due comparti laterali, che sono caratterizzati da tratti pittorici sfumati ad arte, risentono dell'influenza della scuola di Leonardo da Vinci, che soggiornò a Milano forse proprio nel periodo in cui queste opere potrebbero essere state realizzate. Le tre tavolette presenti alla base del trittico rappresentano, da sinistra a destra, San Gioacchino che reca la buona novella a sant'Anna, la Natività e la Presentazione al Tempio, mentre nella sezione superiore è stata dipinto dai fratelli Lampugnani un pregevole Ecce Homo.
Nella parte centrale, a fianco della pala del Giampietrino, sono presenti due statue, una raffigurante sant'Elena, l'altra sant'Apollonia. Nella cappella, in due nicchie laterali, sono presenti altre due statue, una (quella sulla sinistra) raffigurante santa Caterina e l'altra (sulla destra) sant'Anna.

### La cappella di San Carlo e San Magno

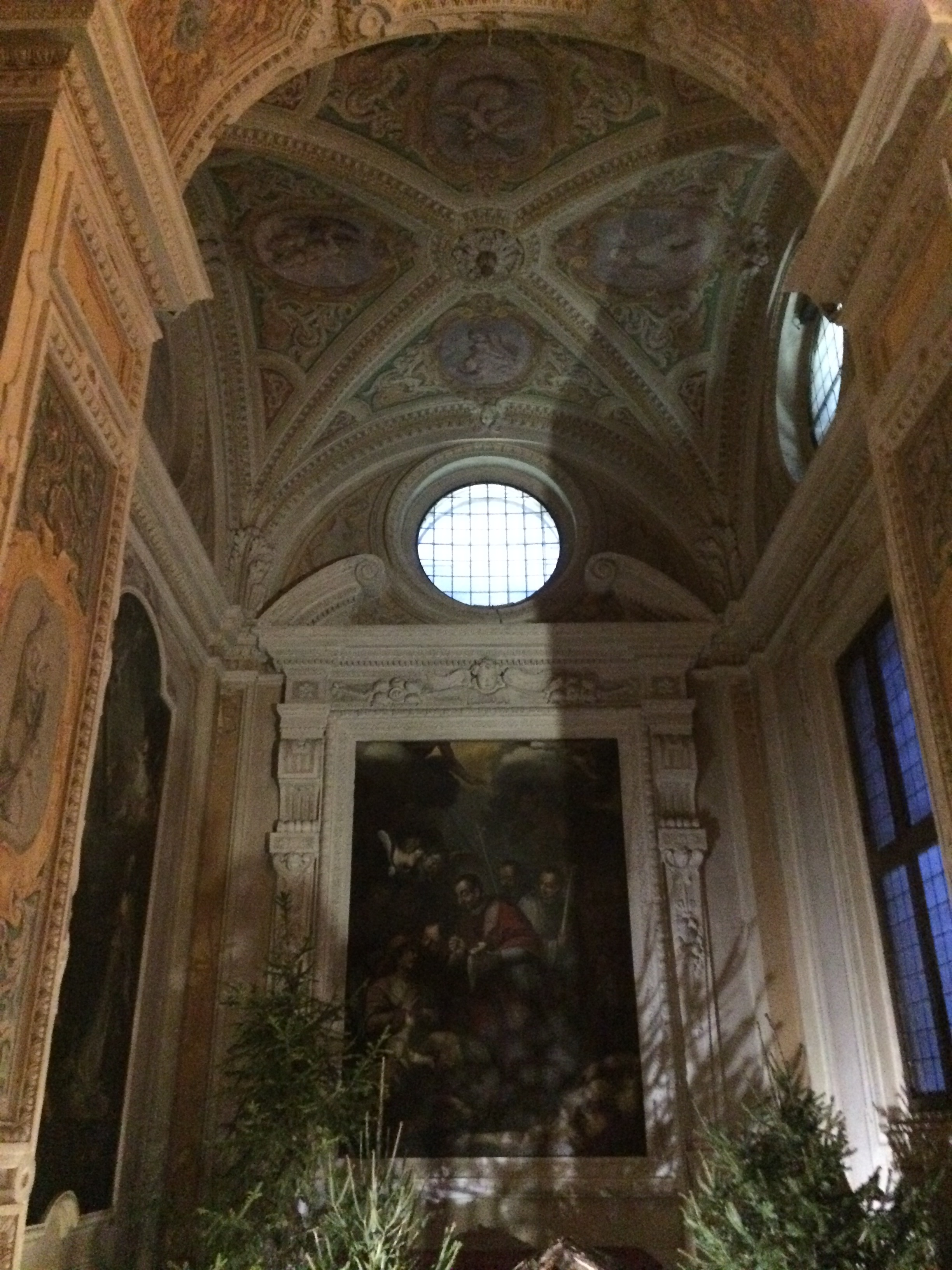
Cappella di San Carlo e San Magno

La cappella di san Carlo e San Magno, che è la terza sulla sinistra, fungeva originariamente da andito che portava alla casa del sacrestano, abitazione che si trovava sulla moderna via Luini e che è stata abbattuta alla fine del XIX secolo per motivi estetici e per permettere di realizzare palazzo Malinverni in linea con la strada.
In origine la cappella era dedicata a sant'Antonio Abate: prese la moderna intitolazione nel 1923. L'anno successivo è stata affrescata da Gersam Turri con dipinti raffiguranti dei puttini. Un tempo conteneva un antico altare e alcuni quadri, tutti dedicati a sant'Antonio Abate, poi andati perduti.
La cappella contiene una reliquia di san Magno, proveniente dalla basilica di Sant'Eustorgio di Milano e trasferita nella chiesa legnanese nel 1942, e due quadri del XVII secolo che raffigurano san Carlo: uno di essi rappresenta il santo che visita gli appestati, mentre l'altro mostra san Carlo in estasi. Entrambe le tele sono di un pittore Lampugnani, Francesco o Giovanni Battista. Gli stucchi della cappella, che risalgono al XVII secolo, sono composti da motivi decorativi.
Sulla volta della cappella sono dipinti in chiaroscuro quattro putti, realizzati sempre da Gersam Turri nel 1924, mentre sulle lesene sono raffigurati, sempre in chiaroscuro, la Carità (sulla sinistra) e la Fede (sulla destra): tutte queste pitture rispettano lo stile secentesco delle decorazioni a stucco. Nella cappella sono anche conservati due antichi confessionali.

### La cappella dell'andito e le sacrestie

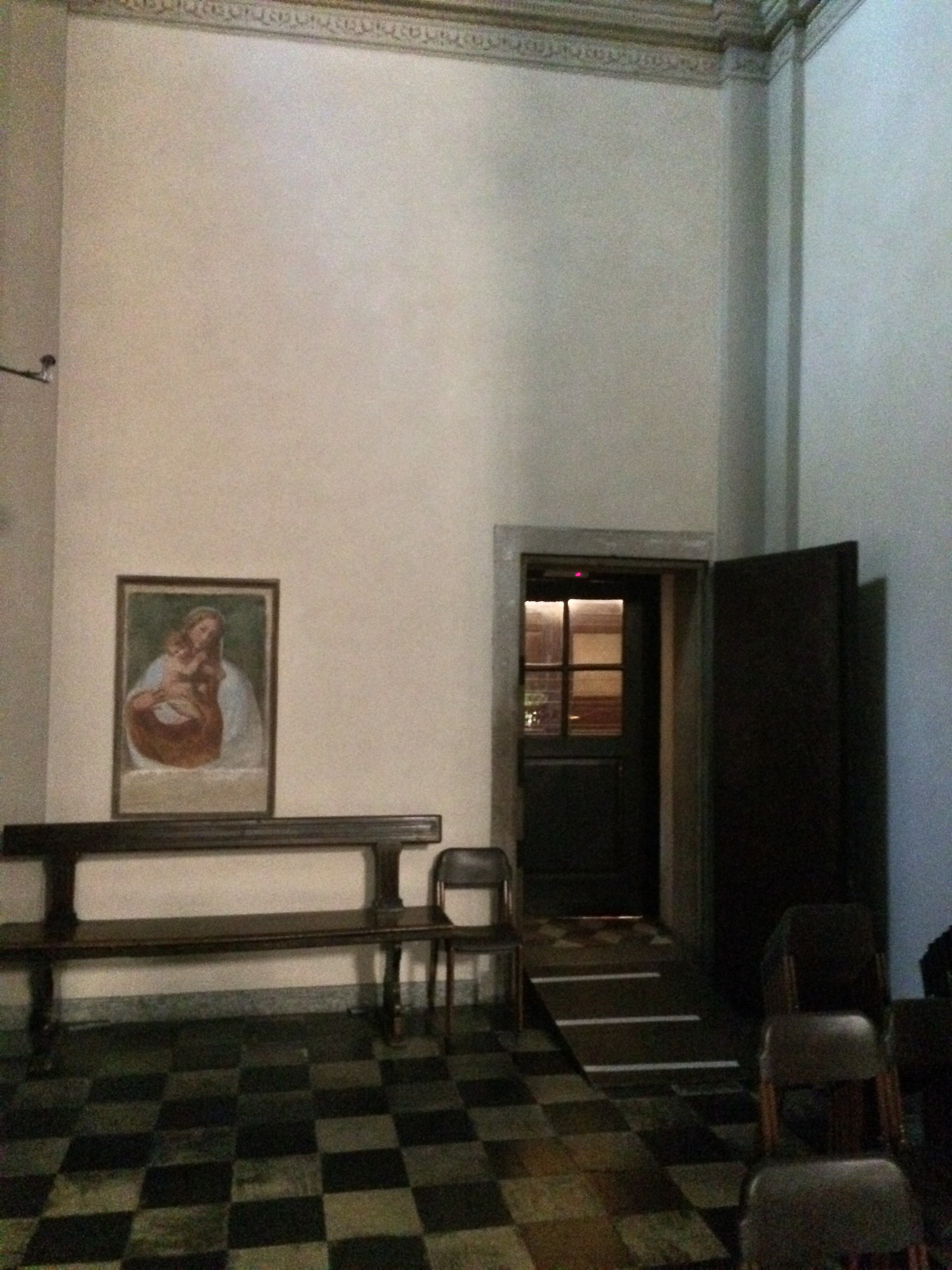
La cappella dell'andito. Sulla sinistra, si riconosce il quadro realizzato da Francesco Lampugnani nel 1620 raffigurante una Madonna

La cappella dell'andito, che si trova di fronte alla cappella di san Carlo, non è stata decorata da nessuna pittura muraria per dare l'idea di come fossero le parti laterali minori della basilica prima della realizzazione del vasto piano di opere pittoriche del 1923 che completò, da un punto di vista decorativo, la basilica. La sola opera ospitata nella cappella dell'andito è un quadro dallo stile cinquecentesco realizzato da Francesco Lampugnani nel 1620, che raffigura una Madonna.
Nell'andito, che serve come ambiente intermedio tra la chiesa e la sacrestia, da cui il nome, sono presenti due porte, quella di sinistra, che mette in collegamento la basilica con la sacrestia realizzata nel 1909, e quella di destra, che è situata in fondo alla sala e che permette l'ingresso nella vecchia sacrestia, ovvero nell'edificio rappresentato dai resti del campanile dell'antica chiesa di San Salvatore: accanto alla porta di destra è collocato il citato quadro realizzato da Francesco Lampugnani nel 1620. La porta che consente l'ingresso nella nuova sacrestia, quella realizzata nel 1909 e poi ampliata, è collegata alla cappella maggiore da un corridoio che sfocia nella cappella del Santissimo Sacramento la quale, a sua volta, è connessa ai cori della cappella maggiore grazie a un'apertura.
Come già accennato nella sacrestia nuova è conservato, al centro della stanza, l'antico tabernacolo con tempietto barocco, opera secentesca dei fratelli Coiro. A destra della sala, tra altre due porte, è collocato un antico armadio che in origine conservava l'archivio parrocchiale. Alla sua sinistra è presente un altro armadio che custodisce i paramenti e le suppellettili sacre. Le due porte a lato dell'armadio un tempo ospitante l'archivio parrocchiale portavano, rispettivamente, alla casa del prevosto e al magazzino. Nella vecchia sacrestia, quella ospitata dall'edificio rappresentato dai resti del campanile dell'antica chiesa di San Salvatore, sono invece collocati i confessionali per gli uomini.
Gli arredi sacri storici della basilica (vasi, candelabri d'argento, lampade, brocche, ecc.), suppellettili che erano importanti anche da un punto di vista artistico, vennero depredati durante l'epoca napoleonica. In riferimento a questo fatto, una nota d'archivio recita:
(Nota dell'archivio parrocchiale di San Magno)
La disposizione di Napoleone venne eseguita pedissequamente: i soldati, grazie alle suppellettili depredate, riuscirono a riempire due carri. Sorte analoga toccò a moltissime altre chiese, abbazie, monasteri, ecc.

### La cappella del Sacro Cuore o del Battistero

#### Le decorazioni della cappella del Sacro Cuore o del Battistero

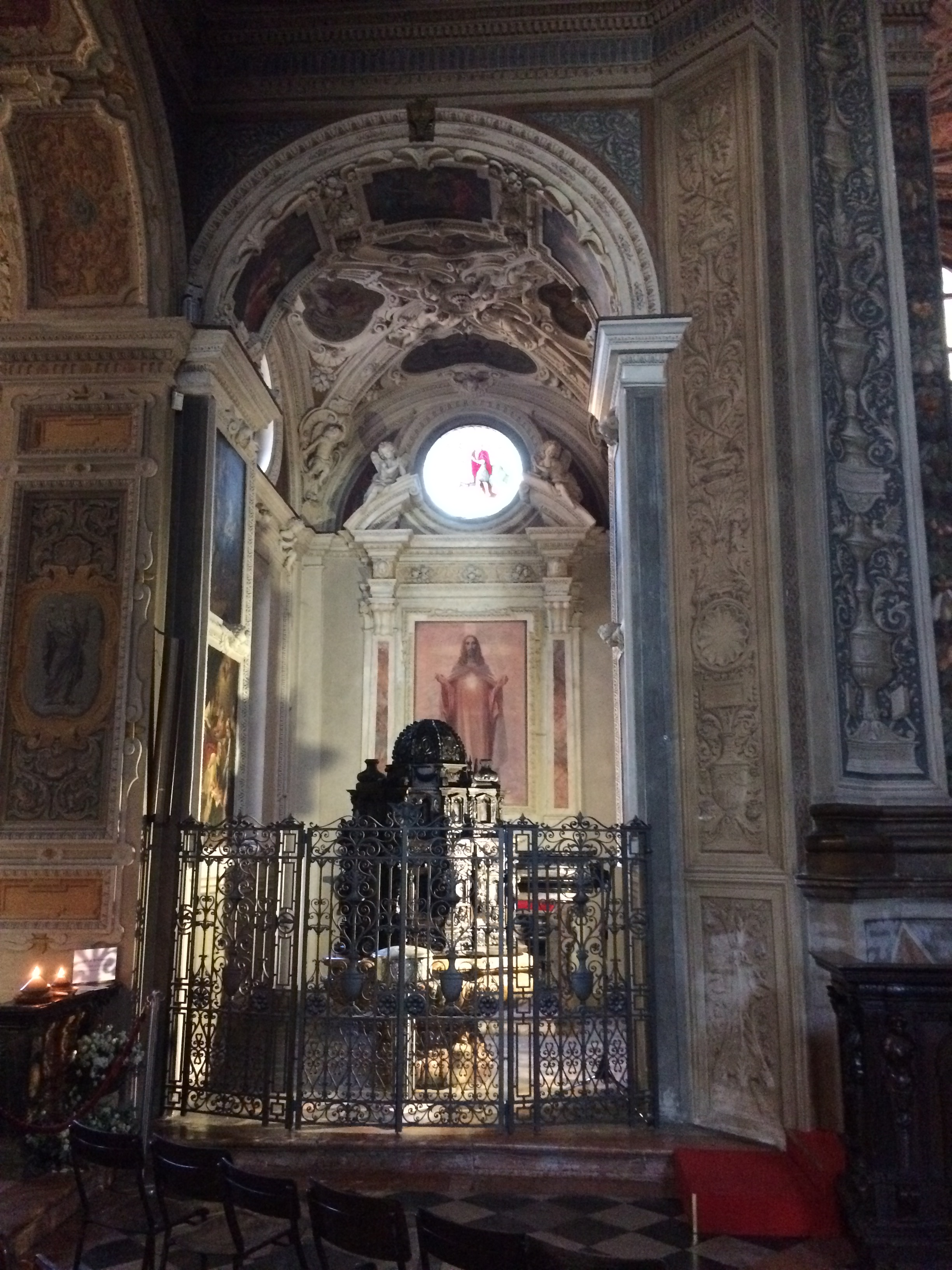
La cappella del Sacro Cuore

La cappella del Sacro Cuore, che si trova sulla sinistra dell'altare maggiore, ospita il fonte battesimale della basilica. Questa cappella ha avuto questa dedicazione nel 1948; in origine era intitolata a san Giovanni Battista e agli apostoli Giacomo e Filippo, per poi essere dedicata, all'inizio del XIX secolo, all'Addolorata, e infine al Sacro Cuore.
Un tempo nella cappella erano conservati, all'interno di cornici murarie in gesso collocate sui pilastri, quattro quadri settecenteschi che erano opera di Antonio Schieppati e di cui si sono perse le tracce. Le tele dello Schieppati vennero sostituite da altrettanti quadri a olio di Mosé Turri senior, che furono anch'essi posizionate sulle colonne all'interno di cornici di gesso e che hanno per soggetto la Presentazione al Tempio, la Fuga in Egitto, la Maria Addolorata e la Deposizione di Gesù. Sempre del medesimo pittore sono altre tre tele che sono appese sull'arco d'ingresso della cappella e che ritraggono la Disputa, il Crocifero che incontra la madre e la Crocifissione di Gesù. La volta è affrescata sempre a opera di Mosé Turri senior: i soggetti dipinti, in questo caso, sono quattro angioletti con i simboli del martirio. Tutte le decorazioni ad affresco hanno foggia settecentesca. In questa cappella sono anche presenti degli affreschi del 1862 di Mosè Turri e delle decorazioni del medesimo pittore che sono state eseguite nel 1853. È anche conservato un prezioso quadro a olio del XVII secolo situato sulla destra e raffigurante la Deposizione di Gesù, che è opera di Giovanni Battista Lampugnani e che precedentemente era conservato nella cappella di Sant'Agnese.
In origine sopra l'altare della cappella, che risale al XVIII secolo, era presente una statua del Cristo morto che in seguito è stata spostata nella cappella del Santo Crocifisso. Ai suoi lati erano collocate due statue che rappresentavano san Giovanni Battista e san Giacomo e che vennero eliminate nel 1948 in occasione dell'ultimo cambiamento di intitolazione della cappella. Sempre in concomitanza del medesimo evento, la statua del Cristo morto venne sostituita da un quadro che rappresenta il Sacro Cuore e che è stato eseguito dal pittore Massimiliano Gallelli. Il grande timpano presente nella cappella è decorato con stucchi che rappresentano dei putti: putti della medesima fattura si ritrovano anche sui costoloni che definiscono la volta a crociera e sulle cornici. Gli stucchi del timpano e i puttini sono stati realizzati dai fratelli Mosé e Daniele Turri.
Notevoli sono anche il pavimento in marmo intagliato a mosaico e la torciera in rame precedentemente situata al centro della basilica insieme a un altro manufatto identico: entrambe sono servite per secoli per illuminare le panche in modo tale da permettere ai fedeli, prima dell'installazione dell'impianto elettrico di illuminazione, di leggere senza fatica. L'unica torciera superstite è diventata poi il sostegno per il cero pasquale.

#### Il fonte battesimale

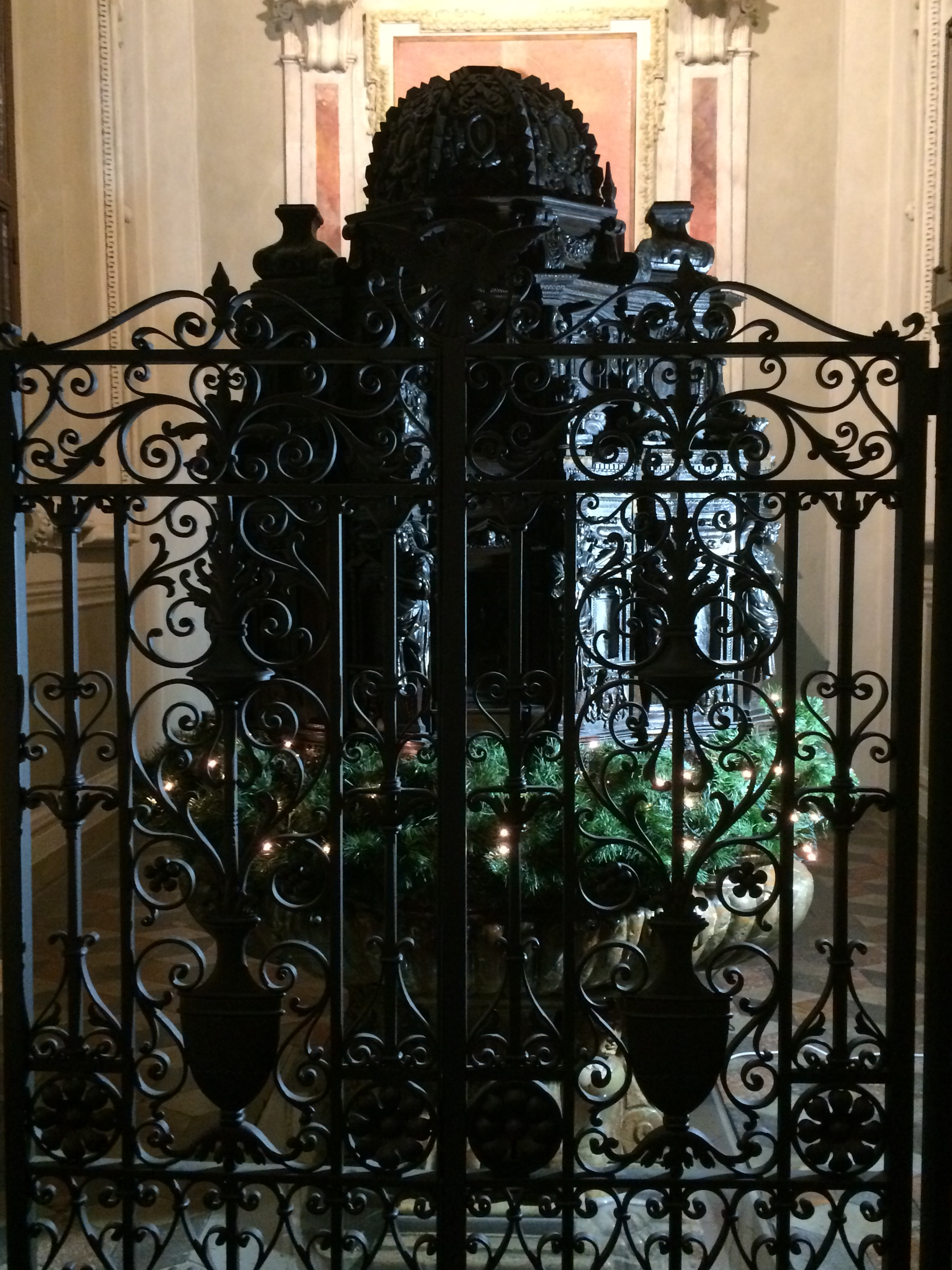
Il fonte battesimale

Nella cappella è presente un antico fonte battesimale in marmo rosso di Verona che risale alla metà del XVII secolo e che è stato trasferito in questa parte della basilica negli anni sessanta del XX secolo. In tal modo la cappella del Sacro Cuore è diventata il battistero della basilica.
In origine il fonte battesimale venne collocato nella cappella di Sant'Agnese, poi fu spostato quasi subito nel moderno atrio di ingresso, in corrispondenza dell'attuale ingresso principale, prima che la porta venisse creata nel 1840: in questa occasione fu trasferito in una cappella semicircolare che venne realizzata ad hoc a sinistra dell'ingresso minore e che venne dotata di una piccola finestra. Durante i lavori di ristrutturazione dell'inizio del XX secolo questa piccola cappella venne eliminata per ricostituire la simmetria della basilica, e il fonte battesimale venne collocato all'interno di una nicchia ricavata nel muro per poi essere definitivamente spostato all'interno della cappella del Sacro Cuore.
La cappella del Sacro Cuore è chiusa da una pregevole cancellata che venne originariamente realizzata per la cappella di Sant'Agnese e che fu in seguito spostata per chiudere l'accesso al fonte battesimale. Agostino Pozzo, prevosto di San Magno, nei suoi scritti, definisce così il fonte battesimale:
(Agostino Pozzo)
Il fonte battesimale è sostenuto da un basamento costituito da una parte inferiore che appoggia a terra e che è formato a sua volta da quattro modiglioni contrapposti; sopra questa sezione marmorea poggiano altrettante erme che sorreggono la vasca per le abluzioni, vasca che è plurilobata all'altezza dei modiglioni e delle erme e che riprende il motivo scultoreo della restante parte del fonte battesimale. Tutto il gruppo marmoreo è riccamente intarsiato. Le erme hanno piede leonino, con la criniera dei felini che si trasforma in fasce di festoni di frutta, i quali avvolgono parte dei modiglioni.
Un tempo nella cappella, proprio sopra il fonte battesimale, era presente un ciborio che venne in seguito spostato nell'atrio di sinistra per mancanza di spazio e di luce. Questo ciborio, che è a forma di tempietto e che riprende lo stile scultoreo del fonte battesimale, è riccamente decorato con scene bibliche, tra le quali spiccano quelle realizzate dai fratelli Giacomo, Giovanni e Ricciardo Taurini, artisti che realizzarono anche decorazioni sul coro del Duomo di Milano.

### La cappella del Santissimo Sacramento

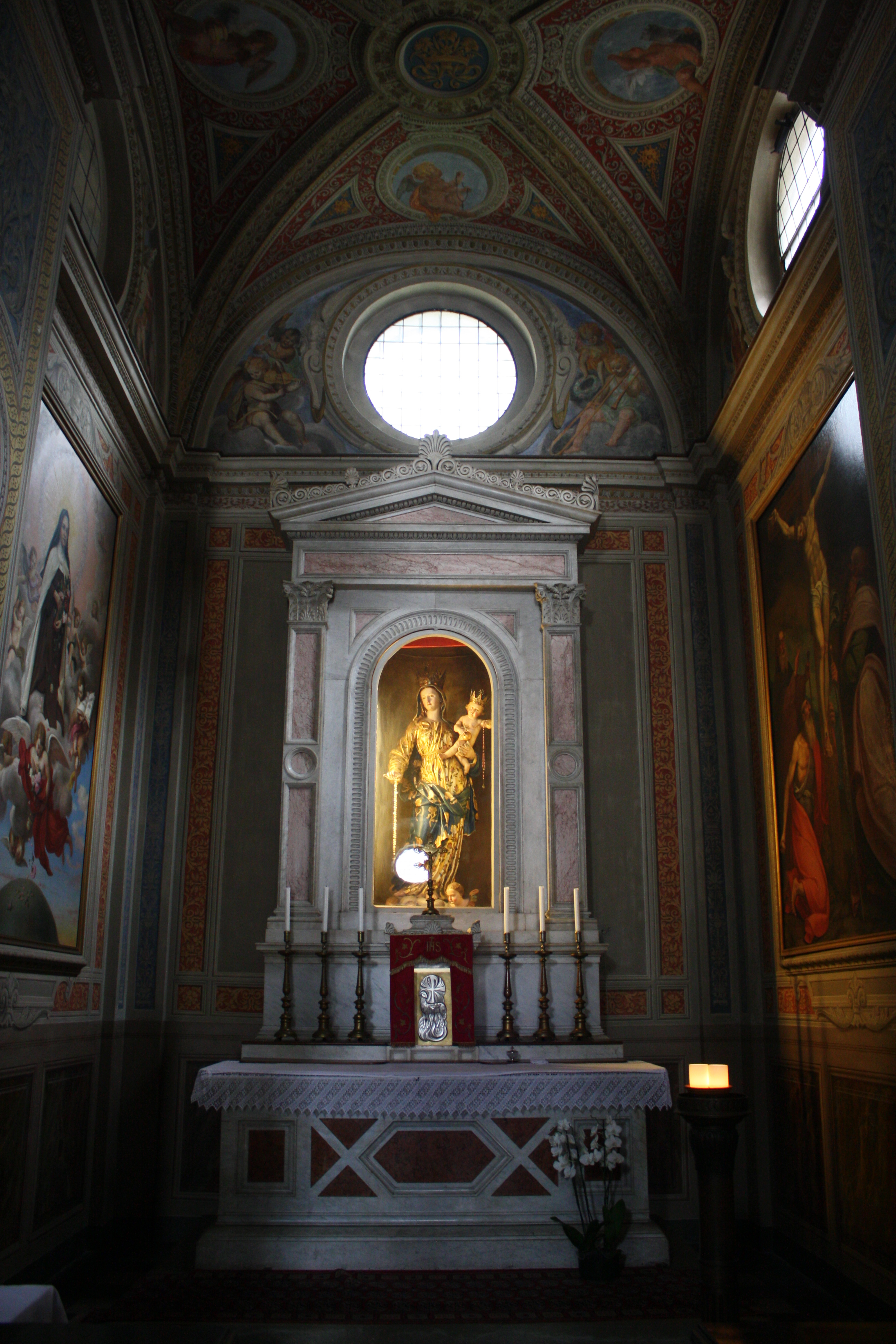
La cappella del Santissimo Sacramento

La cappella del Santissimo Sacramento, che è dedicata ai santi Pietro e Paolo, si trova a destra dell'altare maggiore. Parzialmente testimone di questa intitolazione è una tela a olio situata sulla parete di sinistra della cappella che è opera dei fratelli Lampugnani e che ha per soggetto la Crocifissione di Gesù; alla destra della croce sono presenti san Paolo, san Gerolamo e Sant'Antonio Abate. Nelle lunette sono presenti degli affreschi del 1603 opera di Giovan Pietro Luini (detto "il Gnocco") che raffigurano degli angeli musicanti: queste pitture vennero parzialmente coperte durante i secoli e furono riportate interamente alla luce durante i lavori di restauro del 1925.
Nei tondi delle vele sono dipinti quattro angeli recanti il simbolo del rosario che sono stati realizzati nel 1925 da Gersam Turri. La cappella ospita anche una statua lignea rappresentante la Vergine del Rosario, che è collocata in una nicchia, e un quadro della scuola del Beato Angelico che risale al 1940 e che raffigura santa Teresa del Bambin Gesù.
Nella cappella è anche presente un altare che risale al XIX secolo e che ha sostituito una mensa sacra andata distrutta nel 1836 per un incendio. L'altare originario, che era realizzato in legno dorato, era decorato con fiori e grappoli di frutta: venne disegnato da Francesco Borromini e scolpito dai fratelli Coiro. Un tempo era presente, sopra l'altare, una statua della Beata Vergine di cui si sono perse le tracce; di questa opera Agostino Pozzo scrive:
(Agostino Pozzo)
Dal 1585, nella cappella del Santissimo Sacramento, ha iniziato a operare la confraternita del Santo Rosario.

### La cappella di Sant'Agnese
All'entrata, sulla sinistra, è presente la cappella di Sant'Agnese. Deve il suo nome a una piccola cappella che un tempo si trovava appena fuori dalla basilica, all'angolo della piazza antistante, e che venne in seguito demolita. Un'altra ipotesi fa risalire il nome della cappella alla moglie di Oldrado II Lampugnani, che si chiamava appunto Agnese. I Lampugnani donarono i primi fondi, insieme ai Vismara, a favore della costruzione della basilica: l'intitolazione della cappella potrebbe essere stato un tributo a questa elargizione. È anche chiamata "cappella del prevosto" per via del fatto che ospita da secoli il confessionale del prevosto di San Magno. 

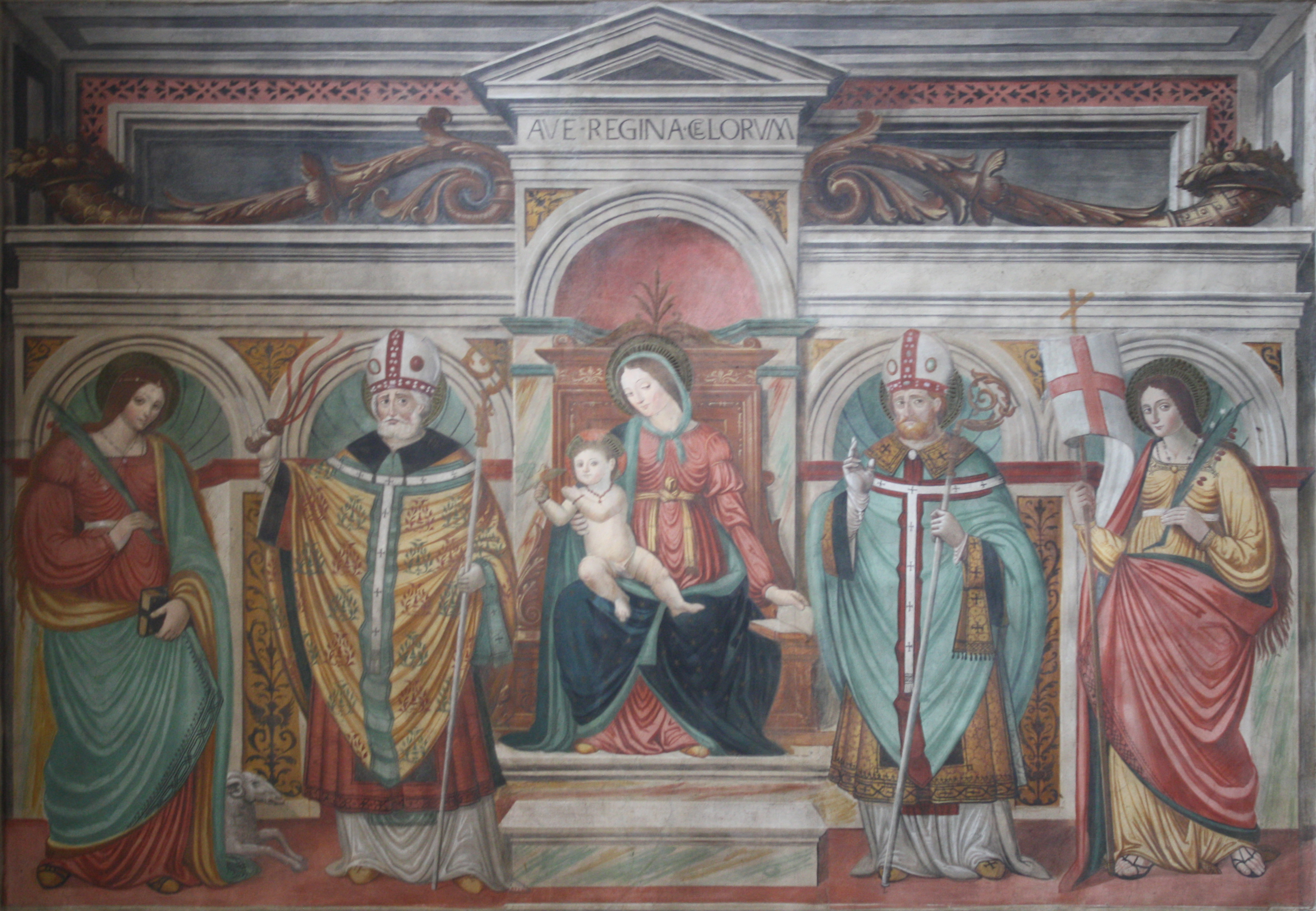
Affresco di Giangiacomo Lampugnani del 1516 raffigurante la "Madonna in trono e Santi", che si trova nella cappella di Sant'Agnese

Gli affreschi che la decorano sono opera di Giangiacomo Lampugnani e risalgono al 1516: sono pertanto la più antica decorazione muraria della basilica dopo gli affreschi della cupola che sono, tra l'altro, dello stesso autore. Lo stile di queste pitture è quattrocentesco. La volta, anch'essa affrescata, riporta la figura di sant'Agnese posta su un busto, mentre sulla lunetta di fondo sono rappresentati due putti alati che sostengono due stemmi, uno dei Lampugnani e l'altro della casata nobiliare di cui faceva parte una delle mogli di questa famiglia. Il secondo stemma non è stato ancora identificato perché sostituito maldestramente da un blasone di una consorte dei Lampugnani successiva alla moglie a cui si riferiva lo stemma originario, oppure perché rimaneggiato da qualche restauro non effettuato a regola d'arte che ne ha snaturato il disegno. La cappella ha ospitato anche la tomba di famiglia del casato dei Lampugnani, nel XVIII secolo trasferita altrove.
Sulla parete frontale è presente un affresco che raffigura una Madonna col Bambino posta su un trono; alla sua destra sono dipinti sant'Agnese e sant'Ambrogio, mentre sulla sinistra sono rappresentati san Magno e sant'Orsola. Tutti e quattro i santi sono inseriti in una nicchia dipinta. A questo ciclo di affreschi, che era chiamato della "Madonna del parto", erano devote un tempo le legnanesi che erano in attesa di un bambino; a tal proposito Agostino Pozzo scrisse: 
(Agostino Pozzo)
Sulla parete di destra è rappresentata la Natività, con la Madonna genuflessa che adora in un atto di preghiera il Bambino steso a terra. La stalla è costituita da un colonnato dallo stile architettonico lombardo. Attorno al soggetto principale sono presenti, in primo piano, santa Caterina, san Giovanni Battista e san Simeone (o forse, secondo alcune interpretazioni, san Giuseppe). Sulle colonne sono invece raffigurati san Gerolamo e Origene, il primo vestito da cardinale e con il libro di Dottore della Chiesa, il secondo abbigliato da vescovo: entrambi sono in posa benedicente.
Sulla parete di sinistra è presente una finestra che è stata aperta nel XX secolo: in precedenza la luce entrava da due finestre che erano collocate sopra la cornice. Prima che le aperture venissero spostate più in basso, sulle sue pareti era collocata la tela raffigurante la Deposizione di Cristo, opera di Giovanni Battista Lampugnani.

### Esplicative
1. ↑  Agostino Pozzo, nei suoi scritti, chiama Gian Giacomo Lampugnani "mastro Giacomo".
2. ↑  Gian Giacomo Lampugnani percepì 180 lire per la costruzione dell'edificio e 80 lire per gli affreschi. Cfr. testo di Raimondi a p. 76.
3. ↑  Per "Prepositurale" ci si riferisce alla basilica di San Magno, all'epoca chiesa prepositurale.
4. ↑  Per "piazzaletto delle armi" si intende un vicolo chiamato in questo modo per la presenza di una casa d'armi, ovvero di una caserma.
5. ↑  Agostino Pozzo si riferisce al distico di Gian Alberto Bossi, scolpito su pietra, che in seguito è stato spostato nella cappella di San Pietro Martire.
6. ↑  Per "schola di grammatica" si intende l'insegnamento della lingua latina.
7. ↑  Agostino Pozzo ci riferisce, come anno di realizzazione dei pulpiti, il 1586. Studi successivi sul loro stile hanno ipotizzato la sostituzione dei pulpiti originali con altrettanti amboni intagliati in epoca successiva.
8. 1 2  Si intende il curato di San Magno, Battista Crespi, che il 18 aprile 1560 firmò il contratto con il Lanino per la realizzazione degli affreschi della cappella maggiore.
9. ↑  Agostino Pozzo intende il trasferimento della prepositura da Parabiago a Legnano, che avvenne il 7 agosto 1584 per decisione di Carlo Borromeo.
10. ↑  Così da ricordare l'intitolazione della basilica a Magno di Milano. Cfr. il testo di D'Ilario, Gianazza, Marinoni e Turri Profilo storico della città di Legnano a p 252.
11. ↑  Il denaro dato in un secondo momento al Luini era relativo a un lavoro aggiuntivo, quello di realizzazione delle due ante che chiudevano l'opera, che vennero successivamente perse. Cfr. testo di Raimondi a p. 76.
12. ↑  Queste figure sono state aggiunte più tardi a guazzo. Probabilmente gli scritti dell'archivio, quando recitano che vennero aggiunte "lire 30 et 4 et soldi 12 et mezzo", si riferiscono alla commissione aggiuntiva necessaria per realizzare questi due angeli.
13. ↑  L'intitolazione originaria venne suggerita dalla famiglia nobiliare dei Vismara, che contribuì finanziariamente insieme ad altri all'erezione della basilica. Per tale motivo, nella cappella del Sacro Cuore, è ancora presente uno stemma dei Vismara.

### Bibliografiche
1. 1 2 3 4 5 6 7 8  Turri, p. 14.
2. 1 2 3 4  Turri, p. 18.
3. 1 2 3  Raimondi, p. 78.
4. 1 2 3 4 5 6 7 8 9 10 11 12 13 14 15 16 17 18 19 20 21 22 23 24 25  D'Ilario, p. 252.
5. 1 2 3 4 5  Ferrarini, p. 116.
6. ↑  D'Ilario, p. 206.
7. 1 2 3 4  D'Ilario, p. 210.
8. ↑  D'Ilario, p. 208.
9. 1 2 3 4 5 6 7  Turri, p. 21.
10. 1 2 3 4 5 6 7 8 9 10 11 12 13 14  D'Ilario, p. 256.
11. 1 2 3 4 5 6 7 8 9 10 11 12 13 14 15 16 17 18 19   Storia della parrocchia di San Magno, su parrocchiasanmagno.it. URL consultato il 23 dicembre 2016 (archiviato dall'url originale il 28 dicembre 2014).
12. 1 2 3 4 5 6 7 8  Ferrarini, p. 115.
13. ↑  D'Ilario, p. 279.
14. 1 2 3 4  D'Ilario, p. 245.
15. 1 2 3 4  Raimondi, p. 76.
16. ↑  D'Ilario, pp. 248-249.
17. 1 2 3 4 5 6 7 8 9 10 11 12  D'Ilario, p. 249.
18. 1 2 3 4 5 6 7 8  Turri, p. 13.
19. 1 2 3 4 5 6 7 8 9 10 11 12 13  Turri, p. 16.
20. 1 2 3 4 5 6 7 8 9 10 11 12 13 14  Turri, p. 28.
21. ↑  D'Ilario, p. 227.
22. 1 2  Turri, p. 12.
23. 1 2 3 4 5 6 7 8 9 10 11 12 13  D'Ilario, p. 248.
24. 1 2 3 4 5 6 7 8 9 10  Turri, p. 24.
25. 1 2 3  Ferrarini, p. 114.
26. 1 2 3 4 5 6 7 8 9  D'Ilario, p. 250.
27. 1 2 3 4 5 6  Ferrarini, p. 113.
28. 1 2 3 4 5  Turri, p. 17.
29. 1 2 3 4 5 6 7  D'Ilario, p. 251.
30. 1 2 3 4 5 6 7 8  Turri, p. 15.
31. ↑  Ferrarini, p. 118.
32. ↑  D'Ilario, p. 104.
33. ↑  D'Ilario, p. 211.
34. 1 2  Raimondi, p. 81.
35. 1 2  Ferrarini, p. 110.
36. 1 2 3 4  D'Ilario, p. 247.
37. 1 2 3  Ferrarini, p. 111.
38. ↑  Ferrarini, pp. 111-112.
39. ↑  Ferrarini, pp. 112-113.
40. ↑  Ferrarini, p. 112.
41. ↑  Turri, pp. 12-13.
42. 1 2 3 4 5 6 7 8 9  D'Ilario, p. 246.
43. 1 2 3 4 5  D'Ilario, p. 257.
44. ↑  D'Ilario, pp. 249-250.
45. ↑  Ferrarini, p. 126.
46. 1 2 3 4 5 6 7 8 9 10 11 12 13 14 15 16 17 18 19 20 21 22 23  D'Ilario, p. 254.
47. 1 2 3 4 5 6 7  Turri, p. 20.
48. 1 2 3 4 5 6 7 8 9 10 11  Turri, p. 33.
49. 1 2 3 4 5 6 7 8 9 10 11 12 13 14 15 16 17 18  Turri, p. 34.
50. 1 2 3 4 5 6 7 8 9 10 11 12 13  Turri, p. 22.
51. ↑   Epìstola, in Treccani.it – Vocabolario Treccani on line, Roma, Istituto dell'Enciclopedia Italiana. URL consultato il 20 dicembre 2016.
52. 1 2 3 4 5 6 7 8 9 10  Turri, p. 19.
53. ↑  Turri, pp. 27-28.
54. 1 2 3 4 5 6 7 8 9 10  Turri, p. 27.
55. 1 2 3 4 5 6 7  Turri, p. 29.
56. ↑  Turri, pp. 29-30.
57. ↑  Turri, pp. 30-31.
58. 1 2 3 4  Turri, p. 31.
59. ↑  Turri, pp. 28-29.
60. 1 2 3 4 5 6 7 8 9 10 11 12  Turri, p. 32.
61. 1 2 3 4  Raimondi, p. 80.
62. ↑   Ratzinger: la celebrazione versus populum è un suggerimento, non un obbligo, su iltimone.org. URL consultato il 31 dicembre 2016 (archiviato dall'url originale il 1º gennaio 2017).
63. 1 2 3 4 5  Turri, p. 37.
64. 1 2 3 4 5  Turri, p. 38.
65. 1 2 3 4 5 6 7 8  Turri, p. 36.
66. 1 2 3 4 5 6 7 8 9 10 11 12 13 14 15 16 17 18  D'Ilario, p. 253.
67. 1 2 3 4 5 6 7 8 9 10  Turri, p. 25.
68. 1 2  Ferrarini, p. 117.
69. 1 2 3 4 5 6  Turri, p. 26.
70. 1 2 3 4 5 6 7 8 9 10 11 12  Turri, p. 35.
71. 1 2  Turri, pp. 26-27.
72. ↑  D'Ilario, pp. 253-254.
73. ↑  Turri, pp. 19-20.
74. 1 2 3 4 5 6 7 8 9 10 11 12 13 14  Turri, p. 23.